# Paris by Night
Paris by Night là một đại nhạc hội thu hình trực tiếp và là chương trình biểu diễn nghệ thuật lớn nhất của người Việt tại hải ngoại do Trung tâm Thúy Nga thực hiện và phát hành. Đây là chương trình nghệ thuật tổng hợp được đánh giá là có chất lượng cao và có tính phổ biến rộng trong đời sống cộng đồng người Việt hải ngoại và trong nước.
Các sản phẩm Paris By Night được phát hành dưới dạng DVD và Blu-ray. Paris By Night đầu tiên được phát hành dưới dạng DVD là Paris By Night 67. Các DVD đều có khuôn hình 16:9 màn ảnh rộng, chuẩn âm thanh chất lượng cao như Dolby Stereo và Dolby Surround từ năm 2004. Các đĩa gần đây còn ứng dụng chuẩn mới nhất hiện có là DVD-9 NTSC international format. Bắt đầu từ cuốn Paris By Night 104, Trung tâm Thúy Nga ngoài phát hành DVD còn phát hành phiên bản đĩa Blu-ray. Giá bán ở hải ngoại chừng 25 USD cho một bộ DVD và 30 USD cho một bộ Bluray với khoảng từ 4 tới 5 giờ chương trình. Về tần suất ra đĩa, năm 2006, Thúy Nga phát hành 5 chương trình Paris by Night dạng DVD. Những năm gần đây, trung tâm chỉ còn phát hành 3 bộ/năm, ngoài ra trung tâm còn phát hành V-star. Ngoài ra, Trung tâm còn phát hành lại các cuốn Paris By Night cũ từ dạng VHS sang DVD.
Đối với Karaoke, Thúy Nga đã sản xuất được hơn 70 chương trình karaoke từ nguồn Paris By Night và các đối tác sản xuất. Ngoài ra, trung tâm Thúy Nga còn thực hiện các cuốn DVD Karaoke riêng cho ca sĩ (The Best of...). Các đĩa này được bán với giá phổ biến từ 10 - 20 USD/đĩa.
Paris By Night là chương trình nghệ thuật tạp kỹ được đánh giá cao nhất của người Việt hải ngoại, và đã góp phần duy trì văn hóa, truyền thống Việt Nam. Hơn 40 năm hoạt động liên tục, Paris By Night vẫn được khán giả khắp mọi nơi yêu mến và đón nhận tuy gặp rất nhiều khó khăn về kinh tế do nạn in sang băng đĩa lậu tràn lan.

## Danh sách các nghệ sĩ tham gia biểu diễn
Dưới đây chỉ liệt kê danh sách các nghệ sĩ có tiết mục trình diễn trên sân khấu, được đưa tên vào danh sách chương trình chính thức trên các bìa đĩa.

### Nam
| STT | Tên nghệ sĩ        | Đầu tiên           | Gần nhất           |
| --- | ------------------ | ------------------ | ------------------ |
| 1   | Anh Sơn (†)        | Paris By Night 1   | Paris By Night 5   |
| 2   | Tấn Phát           | Paris By Night 1   | Paris By Night 5   |
| 3   | Quốc Anh (†)       | Paris By Night 1   | Paris By Night 71  |
| 4   | Elvis Phương       | Paris By Night 2   | Paris By Night 138 |
| 5   | Duy Quang (†)      | Paris By Night 4   | Paris By Night 100 |
| 6   | Huỳnh Thi          | Paris By Night 6   | Paris By Night 87  |
| 7   | Tuấn Vũ            | Paris By Night 6   | Paris By Night 133 |
| 8   | Jo Marcel          | Paris By Night 7   | Paris By Night 7   |
| 9   | Công Thành         | Paris By Night 7   | Paris By Night 14  |
| 10  | Trần Văn Trạch (†) | Paris By Night 9   | Paris By Night 9   |
| 11  | Minh Phúc (†)      | Paris By Night 9   | Paris By Night 9   |
| 12  | La Hán             | Paris By Night 9   | Paris By Night 9   |
| 13  | Việt Thảo          | Paris By Night 10  | Paris By Night 10  |
| 14  | Anh Tú (†)         | Paris By Night 10  | Paris By Night 29  |
| 15  | La Thoại Tân (†)   | Paris By Night 11  | Paris By Night 25  |
| 16  | Vô Thường (†)      | Paris By Night 11  | Paris By Night 11  |
| 17  | Duy Hạnh           | Paris By Night 12  | Paris By Night 23  |
| 18  | Don Hồ             | Paris By Night 12  | Paris By Night 138 |
| 19  | Quốc Sĩ            | Paris By Night 12  | Paris By Night 17  |
| 20  | Duy Tường          | Paris By Night 12  | Paris By Night 16  |
| 21  | Chế Linh           | Paris By Night 13  | Paris By Night 137 |
| 22  | Rick Murphy        | Paris By Night 13  | Paris By Night 24  |
| 23  | Ngọc Phu (†)       | Paris By Night 14  | Paris By Night 14  |
| 24  | Trần Quốc Bảo      | Paris By Night 15  | Paris By Night 18  |
| 25  | Trịnh Nam Sơn      | Paris By Night 15  | Paris By Night 32  |
| 26  | Thái Châu          | Paris By Night 15  | Paris By Night 134 |
| 27  | Anh Khoa           | Paris By Night 15  | Paris By Night 128 |
| 28  | Thái Tài           | Paris By Night 16  | Paris By Night 26  |
| 29  | Trường Thanh       | Paris By Night 16  | Paris By Night 16  |
| 30  | Nguyễn Ngọc Ngạn   | Paris By Night 17  | Paris By Night 134 |
| 31  | Ngọc Trọng         | Paris By Night 17  | Paris By Night 27  |
| 32  | Kenny Thái         | Paris By Night 17  | Paris By Night 18  |
| 33  | Tuấn Ngọc          | Paris By Night 18  | Paris By Night 137 |
| 34  | Chí Tài (†)        | Paris By Night 18  | Paris By Night 130 |
| 35  | Đỗ Văn             | Paris By Night 19  | Paris By Night 19  |
| 36  | Phạm Duy (†)       | Paris By Night 19  | Paris By Night 73  |
| 37  | Quang Bình         | Paris By Night 20  | Paris By Night 41  |
| 38  | Duy Trác           | Paris By Night 20  | Paris By Night 21  |
| 39  | Ngô Thụy Miên      | Paris By Night 21  | Paris By Night 66  |
| 40  | Lam Phương (†)     | Paris By Night 22  | Paris By Night 102 |
| 41  | Nguyên Thảo        | Paris By Night 23  | Paris By Night 23  |
| 42  | Henry Chúc         | Paris By Night 23  | Paris By Night 73  |
| 43  | Franck Olivier (†) | Paris By Night 26  | Paris By Night 29  |
| 44  | Trần Phương        | Paris By Night 26  | Paris By Night 26  |
| 45  | Nguyễn Hưng        | Paris By Night 26  | Paris By Night 136 |
| 46  | Tô Chấn Phong      | Paris By Night 26  | Paris By Night 87  |
| 47  | Nhất Lý            | Paris By Night 27  | Paris By Night 27  |
| 48  | Chí Thiện          | Paris By Night 27  | Paris By Night 27  |
| 49  | Văn Phụng (†)      | Paris By Night 27  | Paris By Night 27  |
| 50  | Thế Sơn            | Paris By Night 29  | Paris By Night 111 |
| 51  | Lê Văn (†)         | Paris By Night 30  | Paris By Night 30  |
| 52  | Đức Huy            | Paris By Night 33  | Paris By Night 118 |
| 53  | Vân Sơn            | Paris By Night 35  | Paris By Night 35  |
| 54  | Hoài Linh          | Paris By Night 35  | Paris By Night 138 |
| 55  | Chí Tâm            | Paris By Night 36  | Paris By Night 113 |
| 56  | Phạm Long          | Paris By Night 36  | Paris By Night 36  |
| 57  | Fu Man Chu         | Paris By Night 36  | Paris By Night 36  |
| 58  | Philip Huy         | Paris By Night 36  | Paris By Night 37  |
| 59  | Lê Uyên Phương (†) | Paris By Night 36  | Paris By Night 36  |
| 60  | Joseph Hiếu        | Paris By Night 37  | Paris By Night 37  |
| 61  | Hoài Nam           | Paris By Night 37  | Paris By Night 47  |
| 62  | Tommy Ngô          | Paris By Night 37  | Paris By Night 109 |
| 63  | Long Hồ            | Paris By Night 37  | Paris By Night 37  |
| 64  | Lê Toàn            | Paris By Night 38  | Paris By Night 38  |
| 65  | Lây Minh           | Paris By Night 39  | Paris By Night 71  |
| 66  | Khánh Hoàng        | Paris By Night 39  | Paris By Night 96  |
| 67  | Hoàng Thi Thơ (†)  | Paris By Night 41  | Paris By Night 47  |
| 68  | Mạnh Đình          | Paris By Night 42  | Paris By Night 83  |
| 69  | Trần Đức           | Paris By Night 43  | Paris By Night 64  |
| 70  | Kiều Hưng          | Paris By Night 44  | Paris By Night 49  |
| 71  | Trường Sa          | Paris By Night 44  | Paris By Night 129 |
| 72  | Thanh Phong        | Paris By Night 45  | Paris By Night 45  |
| 73  | Phương Đại         | Paris By Night 45  | Paris By Night 45  |
| 74  | Maurice Đạt        | Paris By Night 45  | Paris By Night 51  |
| 75  | Quang Minh         | Paris By Night 46  | Paris By Night 116 |
| 76  | Bùi Thiện          | Paris By Night 47  | Paris By Night 47  |
| 77  | Tường Nguyên       | Paris By Night 47  | Paris By Night 76  |
| 78  | Anh Dũng           | Paris By Night 49  | Paris By Night 137 |
| 79  | Quốc Hùng          | Paris By Night 50  | Paris By Night 65  |
| 80  | Bé Mập             | Paris By Night 51  | Paris By Night 61  |
| 81  | Kiều Linh (†)      | Paris By Night 51  | Paris By Night 113 |
| 82  | Spencer Nguyễn     | Paris By Night 51  | Paris By Night 51  |
| 83  | Evan Vũ Lê         | Paris By Night 51  | Paris By Night 51  |
| 84  | Thành Được (†)     | Paris By Night 52  | Paris By Night 71  |
| 85  | Mạnh Quỳnh         | Paris By Night 52  | Paris By Night 138 |
| 86  | Trường Vũ          | Paris By Night 53  | Paris By Night 136 |
| 87  | Đặng Trường Phát   | Paris By Night 53  | Paris By Night 60  |
| 88  | Christophe (†)     | Paris By Night 54  | Paris By Night 54  |
| 89  | Nhật Ngân (†)      | Paris By Night 54  | Paris By Night 87  |
| 90  | Từ Công Phụng      | Paris By Night 58  | Paris By Night 135 |
| 91  | Cung Tiến (†)      | Paris By Night 58  | Paris By Night 58  |
| 92  | Trần Thái Hòa      | Paris By Night 60  | Paris By Night 137 |
| 93  | Lương Tùng Quang   | Paris By Night 61  | Paris By Night 136 |
| 94  | Phạm Khải Tuấn     | Paris By Night 61  | Paris By Night 72  |
| 95  | Nguyễn Thành       | Paris By Night 61  | Paris By Night 61  |
| 96  | Quốc Tuấn          | Paris By Night 61  | Paris By Night 61  |
| 97  | Hoàng Lê           | Paris By Night 61  | Paris By Night 61  |
| 98  | Lê Quang           | Paris By Night 61  | Paris By Night 61  |
| 99  | Nguyễn Hải         | Paris By Night 61  | Paris By Night 61  |
| 100 | Andy Vũ            | Paris By Night 61  | Paris By Night 61  |
| 101 | Vũ Thành An        | Paris By Night 62  | Paris By Night 127 |
| 102 | Calvin Hiệp        | Paris By Night 62  | Paris By Night 106 |
| 103 | Tuấn Khanh         | Paris By Night 64  | Paris By Night 64  |
| 104 | Nhật Trung         | Paris By Night 64  | Paris By Night 80  |
| 105 | Trần Trịnh (†)     | Paris By Night 66  | Paris By Night 66  |
| 106 | Quang Lê           | Paris By Night 66  | Paris By Night 138 |
| 107 | Lâm Nhật Tiến      | Paris By Night 67  | Paris By Night 75  |
| 108 | Tom Treutler       | Paris By Night 68  | Paris By Night 127 |
| 109 | Phạm Mạnh Cương    | Paris By Night 70  | Paris By Night 70  |
| 110 | Lê Dinh (†)        | Paris By Night 70  | Paris By Night 95  |
| 111 | Thời Danh          | Paris By Night 71  | Paris By Night 75  |
| 112 | Bằng Kiều          | Paris By Night 72  | Paris By Night 137 |
| 113 | Dương Triệu Vũ     | Paris By Night 73  | Paris By Night 138 |
| 114 | Văn Chung (†)      | Paris By Night 73  | Paris By Night 82  |
| 115 | Trung Chỉnh (†)    | Paris By Night 73  | Paris By Night 121 |
| 116 | Huỳnh Anh (†)      | Paris By Night 74  | Paris By Night 74  |
| 117 | Nguyễn Hiền (†)    | Paris By Night 74  | Paris By Night 74  |
| 118 | Song Ngọc (†)      | Paris By Night 74  | Paris By Night 74  |
| 119 | Adam Hồ            | Paris By Night 75  | Paris By Night 82  |
| 120 | Kevin Phan         | Paris By Night 76  | Paris By Night 79  |
| 121 | Quốc Dũng (†)      | Paris By Night 78  | Paris By Night 78  |
| 122 | Châu Kỳ (†)        | Paris By Night 78  | Paris By Night 78  |
| 123 | Tùng Giang (†)     | Paris By Night 78  | Paris By Night 78  |
| 124 | Nguyễn Vương Định  | Paris By Night 79  | Paris By Night 79  |
| 125 | Hoài Phương        | Paris By Night 79  | Paris By Night 79  |
| 126 | Lữ Liên (†)        | Paris By Night 81  | Paris By Night 81  |
| 127 | Hoàng Thi Thao (†) | Paris By Night 81  | Paris By Night 81  |
| 128 | Kim Jong Kook      | Paris By Night 81  | Paris By Night 81  |
| 129 | Tae Kyung Im       | Paris By Night 81  | Paris By Night 81  |
| 130 | Hoài Tâm           | Paris By Night 81  | Paris By Night 137 |
| 131 | Lê Tín             | Paris By Night 82  | Paris By Night 90  |
| 132 | Xuân Tiên (†)      | Paris By Night 83  | Paris By Night 83  |
| 133 | Thanh Sơn (†)      | Paris By Night 83  | Paris By Night 95  |
| 134 | Nguyễn Ánh 9 (†)   | Paris By Night 83  | Paris By Night 83  |
| 135 | Huỳnh Gia Tuấn     | Paris By Night 84  | Paris By Night 89  |
| 136 | Roni Trọng         | Paris By Night 84  | Paris By Night 89  |
| 137 | Tiến Dũng          | Paris By Night 85  | Paris By Night 90  |
| 138 | Văn Phi Thông      | Paris By Night 86  | Paris By Night 87  |
| 139 | David Meng         | Paris By Night 86  | Paris By Night 89  |
| 140 | Huy Tâm            | Paris By Night 86  | Paris By Night 88  |
| 141 | Sunny Lương        | Paris By Night 86  | Paris By Night 89  |
| 142 | Mai Tiến Dũng      | Paris By Night 86  | Paris By Night 136 |
| 143 | Hòa T. Trần        | Paris By Night 86  | Paris By Night 87  |
| 144 | Trịnh Lam          | Paris By Night 86  | Paris By Night 136 |
| 145 | Ngô Quang Minh     | Paris By Night 86  | Paris By Night 87  |
| 146 | Duy Trường         | Paris By Night 86  | Paris By Night 113 |
| 147 | Nguyễn Văn Thịnh   | Paris By Night 86  | Paris By Night 97  |
| 148 | Hữu Lộc (†)        | Paris By Night 87  | Paris By Night 89  |
| 149 | Quang Dũng         | Paris By Night 87  | Paris By Night 137 |
| 150 | Mai Quốc Huy       | Paris By Night 88  | Paris By Night 124 |
| 151 | Thaiphoon          | Paris By Night 89  | Paris By Night 89  |
| 152 | Lưu Việt Hùng      | Paris By Night 91  | Paris By Night 95  |
| 153 | Nguyễn Hoàng Nam   | Paris By Night 91  | Paris By Night 91  |
| 154 | Minh Vương         | Paris By Night 91  | Paris By Night 91  |
| 155 | Nguyễn Thắng       | Paris By Night 92  | Paris By Night 99  |
| 156 | Tuấn Hùng          | Paris By Night 93  | Paris By Night 97  |
| 157 | Nguyễn Huy         | Paris By Night 94  | Paris By Night 95  |
| 158 | Trịnh Hội          | Paris By Night 95  | Paris By Night 99  |
| 159 | Thanh Bùi          | Paris By Night 96  | Paris By Night 96  |
| 160 | Quang Tuấn         | Paris By Night 96  | Paris By Night 96  |
| 161 | Lý Duy Vũ          | Paris By Night 96  | Paris By Night 98  |
| 162 | Thành An           | Paris By Night 98  | Paris By Night 100 |
| 163 | Trần Quang Vũ      | Paris By Night 101 | Paris By Night 101 |
| 164 | Nguyên Lê          | Paris By Night 104 | Paris By Night 104 |
| 165 | Khang Việt         | Paris By Night 104 | Paris By Night 105 |
| 166 | Khánh Lâm          | Paris By Night 105 | Paris By Night 123 |
| 167 | Đình Bảo           | Paris By Night 106 | Paris By Night 137 |
| 168 | Thiên Tôn          | Paris By Night 106 | Paris By Night 136 |
| 169 | Anh Tú             | Paris By Night 106 | Paris By Night 112 |
| 170 | Giang Tử (†)       | Paris By Night 107 | Paris By Night 111 |
| 171 | Nhật Bình          | Paris By Night 107 | Paris By Night 117 |
| 172 | Nguyên Khoa        | Paris By Night 108 | Paris By Night 110 |
| 173 | Justin Nguyễn      | Paris By Night 110 | Paris By Night 120 |
| 174 | Quang Hiếu         | Paris By Night 110 | Paris By Night 111 |
| 175 | Bảo Khánh          | Paris By Night 110 | Paris By Night 115 |
| 176 | Bảo Quốc           | Paris By Night 110 | Paris By Night 110 |
| 177 | Tuấn Quỳnh         | Paris By Night 111 | Paris By Night 129 |
| 178 | Long Đẹp Trai      | Paris By Night 112 | Paris By Night 112 |
| 179 | Lê Anh Tuấn        | Paris By Night 113 | Paris By Night 126 |
| 180 | Hoàng Anh Khang    | Paris By Night 113 | Paris By Night 130 |
| 181 | Nha Nguyễn         | Paris By Night 113 | Paris By Night 113 |
| 182 | Bon Nguyễn         | Paris By Night 113 | Paris By Night 131 |
| 183 | Khải Đăng          | Paris By Night 113 | Paris By Night 131 |
| 184 | Ngọc Ngữ           | Paris By Night 113 | Paris By Night 138 |
| 185 | Hoài Lâm           | Paris By Night 113 | Paris By Night 136 |
| 186 | Đoàn Trọng         | Paris By Night 113 | Paris By Night 113 |
| 187 | Bảo Phi            | Paris By Night 114 | Paris By Night 114 |
| 188 | Cường Vũ           | Paris By Night 114 | Paris By Night 115 |
| 189 | Khải Dương         | Paris By Night 114 | Paris By Night 114 |
| 190 | Nguyên Lê          | Paris By Night 114 | Paris By Night 115 |
| 191 | Ngô Hồng Quang     | Paris By Night 115 | Paris By Night 115 |
| 192 | Trấn Thành         | Paris By Night 116 | Paris By Night 117 |
| 193 | Anh Đức            | Paris By Night 116 | Paris By Night 116 |
| 194 | Daniel Phú         | Paris By Night 116 | Paris By Night 116 |
| 195 | Trường Giang       | Paris By Night 116 | Paris By Night 120 |
| 196 | Hoàng Khánh        | Paris By Night 116 | Paris By Night 116 |
| 197 | Hugo Hiếu Nguyễn   | Paris By Night 117 | Paris By Night 117 |
| 198 | Đức Khang          | Paris By Night 117 | Paris By Night 117 |
| 199 | Nguyễn Mạnh Cường  | Paris By Night 118 | Paris By Night 118 |
| 200 | Đan Nguyên         | Paris By Night 118 | Paris By Night 137 |
| 201 | Vũ Khanh           | Paris By Night 120 | Paris By Night 128 |
| 202 | Quang Ngọc         | Paris By Night 121 | Paris By Night 121 |
| 203 | Đặng Hà Duy        | Paris By Night 121 | Paris By Night 128 |
| 204 | Kim Tiểu Long      | Paris By Night 122 | Paris By Night 125 |
| 205 | Jason Latimer      | Paris By Night 123 | Paris By Night 123 |
| 206 | Trung Dân          | Paris By Night 123 | Paris By Night 136 |
| 207 | Thanh Phương       | Paris By Night 123 | Paris By Night 123 |
| 208 | Bạch Công Khanh    | Paris By Night 124 | Paris By Night 136 |
| 209 | Đăng Vinh          | Paris By Night 128 | Paris By Night 129 |
| 210 | Beckam Nguyễn      | Paris By Night 129 | Paris By Night 138 |
| 211 | Hồ Văn Cường       | Paris By Night 129 | Paris By Night 129 |
| 212 | Minh Dự            | Paris By Night 130 | Paris By Night 138 |
| 213 | Tuấn Dũng          | Paris By Night 130 | Paris By Night 130 |
| 214 | Tuấn Phước         | Paris By Night 131 | Paris By Night 137 |
| 215 | Diệp Tiên          | Paris By Night 131 | Paris By Night 131 |
| 216 | Phùng Ngọc Huy     | Paris By Night 131 | Paris By Night 131 |
| 217 | Khôi Nguyên        | Paris By Night 131 | Paris By Night 131 |
| 218 | Minh Nhí           | Paris By Night 132 | Paris By Night 138 |
| 219 | Văn Ruy            | Paris By Night 132 | Paris By Night 138 |
| 220 | Thiện Ngô          | Paris By Night 132 | Paris By Night 138 |
| 221 | Gerard Williams    | Paris By Night 133 | Paris By Night 133 |
| 222 | Mạc Văn Khoa       | Paris By Night 134 | Paris By Night 138 |
| 223 | Thuận Nguyễn       | Paris By Night 134 | Paris By Night 134 |
| 224 | Châu Đình An       | Paris By Night 135 | Paris By Night 137 |
| 225 | Hoàng Phi          | Paris By Night 136 | Paris By Night 136 |
| 226 | Huỳnh Tiến Khoa    | Paris By Night 137 | Paris By Night 138 |
| 227 | Nguyễn Quang       | Paris By Night 137 | Paris By Night 137 |
| 228 | Cao Bá Thông       | Paris By Night 138 | Paris By Night 138 |
| 229 | Tuấn Châu          | Paris By Night 138 | Paris By Night 138 |
| 230 | Võ Thành Tâm       | Paris By Night 138 | Paris By Night 138 |
| 231 | Kha Trần           | Paris By Night 138 | Paris By Night 138 |

### Nữ
| STT | Tên nghệ sĩ           | Đầu tiên           | Gần nhất           |
| --- | --------------------- | ------------------ | ------------------ |
| 1   | Kim Chi               | Paris By Night 1   | Paris By Night 2   |
| 2   | Julie                 | Paris By Night 1   | Paris By Night 1   |
| 3   | Thanh Mai             | Paris By Night 1   | Paris By Night 78  |
| 4   | Hương Lan             | Paris By Night 1   | Paris By Night 138 |
| 5   | Thu Hương             | Paris By Night 1   | Paris By Night 1   |
| 6   | Mỹ Hòa                | Paris By Night 1   | Paris By Night 1   |
| 7   | Phượng Mai            | Paris By Night 2   | Paris By Night 127 |
| 8   | Sơn Ca                | Paris By Night 2   | Paris By Night 136 |
| 9   | Ngọc Hải              | Paris By Night 2   | Paris By Night 6   |
| 10  | Phương Hồng Ngọc      | Paris By Night 2   | Paris By Night 133 |
| 11  | Giáng Thu             | Paris By Night 2   | Paris By Night 2   |
| 12  | Băng Châu             | Paris By Night 2   | Paris By Night 10  |
| 13  | Phương Dung           | Paris By Night 2   | Paris By Night 136 |
| 14  | Giao Linh             | Paris By Night 3   | Paris By Night 138 |
| 15  | Thanh Thúy            | Paris By Night 3   | Paris By Night 3   |
| 16  | Minh Đức              | Paris By Night 3   | Paris By Night 4   |
| 17  | Khánh Ly              | Paris By Night 3   | Paris By Night 104 |
| 18  | Lynda Trang Đài       | Paris By Night 4   | Paris By Night 136 |
| 19  | Bích Loan             | Paris By Night 4   | Paris By Night 5   |
| 20  | Lệ Thu (†)            | Paris By Night 4   | Paris By Night 81  |
| 21  | Khánh Hà              | Paris By Night 4   | Paris By Night 137 |
| 22  | Lưu Bích              | Paris By Night 6   | Paris By Night 136 |
| 23  | Carol Kim             | Paris By Night 6   | Paris By Night 101 |
| 24  | Họa Mi                | Paris By Night 6   | Paris By Night 136 |
| 25  | Lưu Hồng              | Paris By Night 6   | Paris By Night 6   |
| 26  | Mộng Tuyền            | Paris By Night 7   | Paris By Night 7   |
| 27  | Lynn                  | Paris By Night 7   | Paris By Night 14  |
| 28  | Nhật Hạ               | Paris By Night 7   | Paris By Night 7   |
| 29  | Kim Anh               | Paris By Night 8   | Paris By Night 18  |
| 30  | Thiên Trang           | Paris By Night 8   | Paris By Night 17  |
| 31  | Thanh Tuyền           | Paris By Night 8   | Paris By Night 138 |
| 32  | Jeannie Mai (†)       | Paris By Night 9   | Paris By Night 12  |
| 33  | Minh Xuân             | Paris By Night 9   | Paris By Night 9   |
| 34  | Lan Anh               | Paris By Night 10  | Paris By Night 64  |
| 35  | Lê Uyên               | Paris By Night 11  | Paris By Night 136 |
| 36  | Thúy Vi               | Paris By Night 11  | Paris By Night 12  |
| 37  | Kim Tuyến             | Paris By Night 11  | Paris By Night 11  |
| 38  | Bạch Yến              | Paris By Night 11  | Paris By Night 93  |
| 39  | Vân Thu               | Paris By Night 12  | Paris By Night 12  |
| 40  | Ý Nhi                 | Paris By Night 12  | Paris By Night 23  |
| 41  | Ngọc Anh              | Paris By Night 12  | Paris By Night 37  |
| 42  | Như Mai               | Paris By Night 12  | Paris By Night 21  |
| 43  | Ái Vân                | Paris By Night 12  | Paris By Night 53  |
| 44  | Hương Thơ             | Paris By Night 12  | Paris By Night 24  |
| 45  | Ngọc Bích             | Paris By Night 14  | Paris By Night 15  |
| 46  | Trizzie Phương Trinh  | Paris By Night 14  | Paris By Night 138 |
| 47  | Dalena                | Paris By Night 15  | Paris By Night 36  |
| 48  | Phương Khanh          | Paris By Night 15  | Paris By Night 23  |
| 49  | Bảo Hân               | Paris By Night 16  | Paris By Night 128 |
| 50  | Ngọc Huệ              | Paris By Night 16  | Paris By Night 55  |
| 51  | Phương Hồng Quế       | Paris By Night 16  | Paris By Night 137 |
| 52  | Ý Lan                 | Paris By Night 17  | Paris By Night 137 |
| 53  | Thái Thảo             | Paris By Night 18  | Paris By Night 129 |
| 54  | Phi Khanh             | Paris By Night 18  | Paris By Night 100 |
| 55  | Lệ Quyên              | Paris By Night 18  | Paris By Night 22  |
| 56  | Phương Loan           | Paris By Night 18  | Paris By Night 138 |
| 57  | Thái Thanh (†)        | Paris By Night 19  | Paris By Night 87  |
| 58  | Thái Hiền             | Paris By Night 19  | Paris By Night 135 |
| 59  | Mỹ Lan                | Paris By Night 20  | Paris By Night 29  |
| 60  | Trang Thanh Lan       | Paris By Night 20  | Paris By Night 133 |
| 61  | Ái Thanh              | Paris By Night 20  | Paris By Night 34  |
| 62  | Huyền Châu            | Paris By Night 20  | Paris By Night 20  |
| 63  | Ngọc Thúy             | Paris By Night 22  | Paris By Night 29  |
| 64  | Nguyễn Cao Kỳ Duyên   | Paris By Night 23  | Paris By Night 138 |
| 65  | Lilian                | Paris By Night 23  | Paris By Night 32  |
| 66  | Hằng Nga              | Paris By Night 23  | Paris By Night 23  |
| 67  | Jenny Loan            | Paris By Night 24  | Paris By Night 35  |
| 68  | Phi Phi               | Paris By Night 24  | Paris By Night 57  |
| 69  | Shayla                | Paris By Night 24  | Paris By Night 84  |
| 70  | Diễm Liên             | Paris By Night 26  | Paris By Night 52  |
| 71  | Châu Hà (†)           | Paris By Night 27  | Paris By Night 27  |
| 72  | Thanh Lan             | Paris By Night 27  | Paris By Night 50  |
| 73  | Linh Chi              | Paris By Night 29  | Paris By Night 29  |
| 74  | Mai Vy                | Paris By Night 29  | Paris By Night 29  |
| 75  | Thiên Phượng          | Paris By Night 30  | Paris By Night 30  |
| 76  | Ngọc Lan (†)          | Paris By Night 31  | Paris By Night 35  |
| 77  | Mỹ Linh               | Paris By Night 31  | Paris By Night 31  |
| 78  | Thanh Hà              | Paris By Night 31  | Paris By Night 136 |
| 79  | Mai Phương            | Paris By Night 32  | Paris By Night 32  |
| 80  | Mỹ Huyền              | Paris By Night 32  | Paris By Night 77  |
| 81  | Phượng Thúy           | Paris By Night 32  | Paris By Night 32  |
| 82  | Thảo My               | Paris By Night 33  | Paris By Night 39  |
| 83  | Hoàng Lan             | Paris By Night 34  | Paris By Night 137 |
| 84  | Hồng Đào              | Paris By Night 36  | Paris By Night 135 |
| 85  | Châu Ngọc             | Paris By Night 36  | Paris By Night 109 |
| 86  | Như Quỳnh             | Paris By Night 38  | Paris By Night 137 |
| 87  | Ngọc Hương            | Paris By Night 38  | Paris By Night 38  |
| 88  | Thiên Kim             | Paris By Night 39  | Paris By Night 62  |
| 89  | Bích Chiêu (†)        | Paris By Night 39  | Paris By Night 39  |
| 90  | Hoàng Bích            | Paris By Night 39  | Paris By Night 39  |
| 91  | Trúc Linh             | Paris By Night 41  | Paris By Night 136 |
| 92  | Trúc Lam              | Paris By Night 41  | Paris By Night 136 |
| 93  | Thu Hằng              | Paris By Night 42  | Paris By Night 45  |
| 94  | Diệu Hằng             | Paris By Night 42  | Paris By Night 45  |
| 95  | Thùy Dương            | Paris By Night 43  | Paris By Night 46  |
| 96  | Bảo Ngọc              | Paris By Night 44  | Paris By Night 50  |
| 97  | Phương Vy             | Paris By Night 44  | Paris By Night 52  |
| 98  | Phi Nhung (†)         | Paris By Night 49  | Paris By Night 130 |
| 99  | Ngọc Minh             | Paris By Night 49  | Paris By Night 49  |
| 100 | Hạ Vy                 | Paris By Night 50  | Paris By Night 136 |
| 101 | Loan Châu             | Paris By Night 51  | Paris By Night 129 |
| 102 | Mỹ Trinh              | Paris By Night 51  | Paris By Night 55  |
| 103 | Hoàng Ly              | Paris By Night 51  | Paris By Night 51  |
| 104 | Phượng Liên           | Paris By Night 52  | Paris By Night 94  |
| 105 | Thúy Anh              | Paris By Night 53  | Paris By Night 129 |
| 106 | Ngọc Ánh              | Paris By Night 53  | Paris By Night 65  |
| 107 | Tú Trinh              | Paris By Night 55  | Paris By Night 55  |
| 108 | Mai Linh              | Paris By Night 56  | Paris By Night 56  |
| 109 | Sơn Tuyền             | Paris By Night 57  | Paris By Night 57  |
| 110 | Yến Mai               | Paris By Night 57  | Paris By Night 57  |
| 111 | Phương Diễm Hạnh      | Paris By Night 58  | Paris By Night 74  |
| 112 | Trúc Quỳnh            | Paris By Night 60  | Paris By Night 64  |
| 113 | Yến Phương            | Paris By Night 60  | Paris By Night 60  |
| 114 | Phương Nguyên         | Paris By Night 60  | Paris By Night 62  |
| 115 | Amy Vũ                | Paris By Night 61  | Paris By Night 61  |
| 116 | Như Loan              | Paris By Night 62  | Paris By Night 138 |
| 117 | Thủy Tiên             | Paris By Night 62  | Paris By Night 101 |
| 118 | Tracy Phạm            | Paris By Night 62  | Paris By Night 63  |
| 119 | Tú Quyên              | Paris By Night 63  | Paris By Night 104 |
| 120 | Tâm Đoan              | Paris By Night 63  | Paris By Night 138 |
| 121 | Ngọc Hạ               | Paris By Night 63  | Paris By Night 136 |
| 122 | Minh Tuyết            | Paris By Night 65  | Paris By Night 137 |
| 123 | La Sương Sương (†)    | Paris By Night 67  | Paris By Night 80  |
| 124 | Hoàng Oanh            | Paris By Night 70  | Paris By Night 137 |
| 125 | Rebecca Quỳnh Giao    | Paris By Night 72  | Paris By Night 72  |
| 126 | Hương Thủy            | Paris By Night 72  | Paris By Night 138 |
| 127 | Vân Quỳnh             | Paris By Night 72  | Paris By Night 89  |
| 128 | Mai Lan               | Paris By Night 72  | Paris By Night 75  |
| 129 | Uyên Chi              | Paris By Night 72  | Paris By Night 94  |
| 130 | Hồ Lệ Thu             | Paris By Night 73  | Paris By Night 137 |
| 131 | Minh Phượng           | Paris By Night 73  | Paris By Night 76  |
| 132 | Diễm Ngọc             | Paris By Night 73  | Paris By Night 73  |
| 133 | Ngọc Đan Thanh        | Paris By Night 74  | Paris By Night 90  |
| 134 | Lê Thái Vy            | Paris By Night 74  | Paris By Night 74  |
| 135 | Trần Thu Hà           | Paris By Night 76  | Paris By Night 136 |
| 136 | Thu Phương            | Paris By Night 77  | Paris By Night 114 |
| 137 | Trúc Mai              | Paris By Night 78  | Paris By Night 78  |
| 138 | Ngọc Liên             | Paris By Night 78  | Paris By Night 104 |
| 139 | Thùy Vân              | Paris By Night 79  | Paris By Night 97  |
| 140 | Xuân Mai              | Paris By Night 80  | Paris By Night 85  |
| 141 | Bé Tí                 | Paris By Night 80  | Paris By Night 101 |
| 142 | Jeon Hye Bin          | Paris By Night 81  | Paris By Night 81  |
| 143 | Angela Trâm Anh (†)   | Paris By Night 81  | Paris By Night 84  |
| 144 | Hollie Thanh Ngọc     | Paris By Night 81  | Paris By Night 82  |
| 145 | Kiều Oanh             | Paris By Night 82  | Paris By Night 90  |
| 146 | Hà Phương             | Paris By Night 83  | Paris By Night 99  |
| 147 | Thanh Trúc            | Paris By Night 84  | Paris By Night 91  |
| 148 | Hà Thanh (†)          | Paris By Night 85  | Paris By Night 91  |
| 149 | Ngọc Loan             | Paris By Night 86  | Paris By Night 88  |
| 150 | Hương Giang           | Paris By Night 86  | Paris By Night 136 |
| 151 | Triệu Bảo Vi          | Paris By Night 86  | Paris By Night 87  |
| 152 | Quỳnh Vi              | Paris By Night 86  | Paris By Night 136 |
| 153 | Hoài Phương           | Paris By Night 86  | Paris By Night 87  |
| 154 | Quỳnh Dung            | Paris By Night 86  | Paris By Night 104 |
| 155 | Shanda Sawyer         | Paris By Night 87  | Paris By Night 97  |
| 156 | Mai Thiên Vân         | Paris By Night 90  | Paris By Night 130 |
| 157 | Nguyệt Anh            | Paris By Night 91  | Paris By Night 101 |
| 158 | Hồng Nga              | Paris By Night 92  | Paris By Night 92  |
| 159 | Cẩm Ly                | Paris By Night 92  | Paris By Night 92  |
| 160 | Quỳnh Anh             | Paris By Night 92  | Paris By Night 98  |
| 161 | Việt Hương            | Paris By Night 92  | Paris By Night 136 |
| 162 | Celina Linh Thy       | Paris By Night 94  | Paris By Night 94  |
| 163 | Ngọc Anh              | Paris By Night 96  | Paris By Night 137 |
| 164 | Thúy Nga              | Paris By Night 96  | Paris By Night 138 |
| 165 | Tóc Tiên              | Paris By Night 96  | Paris By Night 136 |
| 166 | Lam Anh               | Paris By Night 96  | Paris By Night 137 |
| 167 | Diễm Sương            | Paris By Night 97  | Paris By Night 136 |
| 168 | Kỳ Phương Uyên        | Paris By Night 98  | Paris By Night 136 |
| 169 | Ánh Minh              | Paris By Night 104 | Paris By Night 117 |
| 170 | Hằng Ni               | Paris By Night 107 | Paris By Night 107 |
| 171 | Hoàng Nhung           | Paris By Night 113 | Paris By Night 137 |
| 172 | Teresa Mai            | Paris By Night 114 | Paris By Night 114 |
| 173 | Võ Vân Ánh            | Paris By Night 114 | Paris By Night 114 |
| 174 | Hương Thanh           | Paris By Night 114 | Paris By Night 114 |
| 175 | Ngọc Giàu             | Paris By Night 116 | Paris By Night 116 |
| 176 | Châu Ngọc Hà          | Paris By Night 116 | Paris By Night 138 |
| 177 | Hoàng Mỹ An           | Paris By Night 116 | Paris By Night 134 |
| 178 | Thúy An               | Paris By Night 117 | Paris By Night 122 |
| 179 | Jenny Đan Anh         | Paris By Night 117 | Paris By Night 117 |
| 180 | Victoria Thúy Vi      | Paris By Night 117 | Paris By Night 117 |
| 181 | Lena Phương Vy        | Paris By Night 117 | Paris By Night 117 |
| 182 | Celine Thiên Ân Huỳnh | Paris By Night 117 | Paris By Night 117 |
| 183 | Rachele Thảo Vi       | Paris By Night 117 | Paris By Night 117 |
| 184 | Nguyễn Hồng Nhung     | Paris By Night 118 | Paris By Night 138 |
| 185 | Hoàng Thúy Vy         | Paris By Night 118 | Paris By Night 126 |
| 186 | Thanh Hằng            | Paris By Night 119 | Paris By Night 138 |
| 187 | Hà Thanh Xuân         | Paris By Night 121 | Paris By Night 136 |
| 188 | Nguyệt Cát            | Paris By Night 121 | Paris By Night 121 |
| 189 | Như Ý                 | Paris By Night 123 | Paris By Night 137 |
| 190 | Quỳnh Hương           | Paris By Night 124 | Paris By Night 128 |
| 191 | Băng Tâm              | Paris By Night 127 | Paris By Night 138 |
| 192 | Ngọc Hương            | Paris By Night 128 | Paris By Night 131 |
| 193 | Ngọc Hân              | Paris By Night 131 | Paris By Night 138 |
| 194 | Ngọc Huyền            | Paris By Night 131 | Paris By Night 137 |
| 195 | Phương Yến Linh       | Paris By Night 131 | Paris By Night 137 |
| 196 | Myra Trần             | Paris By Night 131 | Paris By Night 137 |
| 197 | Kim Hiền              | Paris By Night 131 | Paris By Night 131 |
| 198 | Lâm Thúy Vân          | Paris By Night 132 | Paris By Night 134 |
| 199 | Quỳnh Trang           | Paris By Night 132 | Paris By Night 136 |
| 200 | Phạm Thiêng Ngân      | Paris By Night 132 | Paris By Night 138 |
| 201 | Phạm Tuyết Nhung      | Paris By Night 132 | Paris By Night 138 |
| 202 | Phương Uyên           | Paris By Night 133 | Paris By Night 133 |
| 203 | Phương Trang          | Paris By Night 133 | Paris By Night 138 |
| 204 | Nam Thư               | Paris By Night 134 | Paris By Night 134 |
| 205 | Gia Linh              | Paris By Night 134 | Paris By Night 136 |
| 206 | Quỳnh Giang           | Paris By Night 135 | Paris By Night 137 |
| 207 | Hồ Hoàng Yến          | Paris By Night 135 | Paris By Night 137 |
| 208 | Vasa Diệu Nga         | Paris By Night 135 | Paris By Night 135 |
| 209 | Bùi Lan Hương         | Paris By Night 135 | Paris By Night 135 |
| 210 | Di Ái Hồng Sâm        | Paris By Night 135 | Paris By Night 135 |
| 211 | Phương Hồng Thủy      | Paris By Night 138 | Paris By Night 138 |

- Ban nhạc Boney M cũng đã từng biểu diễn trong chương trình Paris By Night 34

### Thống kê
Dưới dây là danh sách các nghệ sĩ góp mặt nhiều chương trình nhất, xếp theo thứ tự từ cao xuống thấp (tính đến cuốn Paris By Night 137, chỉ liệt kê các nghệ sĩ tham gia từ 20 chương trình trở lên)
| #        | Tên nghệ sĩ         | Số lượng | #  | Tên nghệ sĩ     | Số lượng | #  | Tên nghệ sĩ     | Số lượng |
| -------- | ------------------- | -------- | -- | --------------- | -------- | -- | --------------- | -------- |
| 1        | Nguyễn Cao Kỳ Duyên | 106      | 25 | Ngọc Hạ         | 42       | 51 | Thiên Tôn       | 29       |
| 2        | Nguyễn Ngọc Ngạn    | 105      | 25 | Quỳnh Vi        | 42       | 52 | Thủy Tiên       | 28       |
| 3        | Don Hồ              | 98       | 27 | Tâm Đoan        | 41       | 52 | Việt Hương      | 28       |
| 4        | Nguyễn Hưng         | 93       | 27 | Ngọc Anh        | 41       | 54 | Hoàng Oanh      | 27       |
| 5        | Như Quỳnh           | 87       | 29 | Ái Vân          | 40       | 55 | Thúy Nga        | 26       |
| 6        | Lưu Bích            | 81       | 29 | Lam Anh         | 40       | 56 | Họa Mi          | 25       |
| 7        | Thế Sơn             | 79       | 31 | Tuấn Ngọc       | 39       | 57 | Thanh Tuyền     | 24       |
| 8        | Hương Lan           | 78       | 31 | Mai Thiên Vân   | 39       | 57 | Hoàng Lan       | 24       |
| 9        | Chí Tài (†)         | 73       | 33 | Trường Vũ       | 37       | 57 | Tú Quyên        | 24       |
| 10       | Trần Thái Hòa       | 71       | 33 | Hoài Tâm        | 37       | 60 | Thiên Kim       | 23       |
| 11       | Khánh Hà            | 68       | 35 | Tommy Ngô       | 36       | 60 | Quang Minh      | 23       |
| 11       | Minh Tuyết          | 68       | 36 | Mai Tiến Dũng   | 35       | 60 | Hương Giang     | 23       |
| 13       | Ý Lan               | 66       | 37 | Elvis Phương    | 34       | 60 | Tóc Tiên        | 23       |
| 14       | Bảo Hân             | 63       | 37 | Thái Châu       | 34       | 64 | Duy Quang (†)   | 22       |
| 15       | Lương Tùng Quang    | 61       | 37 | Loan Châu       | 34       | 64 | Mỹ Huyền        | 22       |
| 15       | Bằng Kiều           | 61       | 37 | Trịnh Lam       | 34       | 66 | Dalena          | 21       |
| 15       | Hương Thủy          | 61       | 37 | Diễm Sương      | 34       | 66 | Kiều Linh (†)   | 21       |
| 18       | Như Loan            | 60       | 42 | Hạ Vy           | 33       | 66 | Quang Dũng      | 21       |
| 19       | Lynda Trang Đài     | 55       | 43 | Trang Thanh Lan | 32       | 66 | Kỳ Phương Uyên  | 21       |
| 19       | Mạnh Quỳnh          | 55       | 43 | Hoài Linh       | 32       | 70 | Phương Hồng Quế | 20       |
| 19       | Quang Lê            | 55       | 45 | Hồng Đào        | 31       | 70 | Trần Thu Hà     | 20       |
| 22       | Khánh Ly            | 47       | 45 | Trúc Linh       | 31       | 70 | Duy Trường      | 20       |
| 23       | Thanh Hà            | 46       | 45 | Trúc Lam        | 31       | 70 | Hoàng Nhung     | 20       |
| 24       | Phi Nhung (†)       | 45       | 45 | Dương Triệu Vũ  | 31       | 70 | Ngọc Ngữ        | 20       |
|          |                     |          | 49 | Hồ Lệ Thu       | 30       |    |                 |          |
| Đình Bảo |                     |          | 49 |                 | 30       |    |                 |          |

## Địa điểm quay hình
Danh sách các địa điểm quay hình Paris By Night:
| Đỉa điểm thu hình                                                      | Thành phố       | Tỉnh/tiểu bang/vùng | Quốc gia/Vùng lãnh thổ | Các số PBN được sản xuất                                                       |
| ---------------------------------------------------------------------- | --------------- | ------------------- | ---------------------- | ------------------------------------------------------------------------------ |
| Taratata Studio, Phim trường Euromedia France                          | Paris           | Île-de-France       | Pháp                   | PBN 01 - 23, 25 - 28, 30, 31, 33 - 35, 48, 51, 53, 54, 60, 61, 65 & 66         |
| Trung tâm biểu diễn nghệ thuật Cerritos                                | Cerritos        | California          | Hoa Kỳ                 | PBN 24                                                                         |
| Khách sạn Caesars Palace                                               | Las Vegas       | Nevada              | Hoa Kỳ                 | PBN 29 & 37                                                                    |
| Nhà hát thính phòng Shrine                                             | Los Angeles     | California          | Hoa Kỳ                 | PBN 32                                                                         |
| Hội trường âm nhạc Houston                                             | Houston         | Texas               | Hoa Kỳ                 | PBN 36                                                                         |
| Tập đoàn phát thanh Canada Studio 40, Trung tâm phát thanh Canada      | Toronto         | Ontario             | Canada                 | PBN 38, 39, 41, 43 - 45, 47, 49, 56, 58, 59, 72, 74, 76, 78, 80, 82, 85        |
| Nhà hát John Bassett, Trung tâm hội nghị đô thị Toronto                | Toronto         | Ontario             | Canada                 | PBN 42, 50                                                                     |
| Nhà hát Terrace, Trung tâm biểu diễn nghệ thuật và giải trí Long Beach | Long Beach      | California          | Hoa Kỳ                 | PBN 46, 52, 57, 73, 77, 81, 90, 91, 94, 95                                     |
| Théâtre de l'Empire                                                    | Paris           | Île-de-France       | Pháp                   | PBN 62                                                                         |
| Nhà hát Charles M. Schulz, Công viên giải trí Knott's Berry Farm       | Buena Park      | California          | Hoa Kỳ                 | PBN 63, 64, 68, 83, 86, 87, 92, 93, 96, 97, 99, 102 & 103                      |
| Trung tâm biểu diễn nghệ thuật San Jose                                | San Jose        | California          | Hoa Kỳ                 | PBN 67, 71, 75 & 79                                                            |
| Studio Carrere                                                         | Paris           | Île-de-France       | Pháp                   | PBN 69 & 70                                                                    |
| Trung tâm hành chính Atlanta                                           | Atlanta         | Georgia             | Hoa Kỳ                 | PBN 84                                                                         |
| Trung tâm biểu diễn nghệ thuật Hobby                                   | Houston         | Texas               | Hoa Kỳ                 | PBN 88                                                                         |
| Nhà thi đấu kiếm Olympic, Công viên Olympic Seoul                      | Seoul           | Vùng thủ đô Seoul   | Hàn Quốc               | PBN 89                                                                         |
| Nhà hát Zappos, Planet Hollywood Las Vegas                             | Paradise        | Nevada              | Hoa Kỳ                 | PBN 98, 100, 104, 106, 109, 111, 115, 123, 128 & 129, 133                      |
| Trung tâm trưng bày Pechanga, Khách sạn & Sòng bài Pechanga            | Temecula        | California          | Hoa Kỳ                 | PBN 101, 107, 110, 112, 114, 116 - 119, 121, 122, 124, 127, 132, 135, 137, 138 |
| Nhà hát lớn MGM, Foxwoods Resort Casino                                | Ledyard         | Connecticut         | Hoa Kỳ                 | PBN 105, 108                                                                   |
| Trung tâm biểu diễn nghệ thuật Sài Gòn                                 | Fountain Valley | California          | Hoa Kỳ                 | PBN 113, 125                                                                   |
| Khu nghỉ dưỡng & Sòng bài Choctaw                                      | Durant          | Oklahoma            | Hoa Kỳ                 | PBN 120                                                                        |
| Khách sạn Mystic Lake                                                  | Prior Lake      | Minnesota           | Hoa Kỳ                 | PBN 126                                                                        |
| Resorts World Sentosa                                                  | Sentosa         | Đảo Sentosa         | Singapore              | PBN 130                                                                        |
| Premiere Studio                                                        | Fountain Valley | California          | Hoa Kỳ                 | PBN 131                                                                        |
| Hội trường Royal Paragon, Trung tâm thương mại Siam Paragon            | Bangkok         | Bangkok             | Thái Lan               | PBN 134, 136                                                                   |

### Pháp
Những năm đầu khi quay Paris By Night, Trung tâm Thúy Nga phối hợp với Đài Truyền hình Euromedia tại Paris (Pháp) quay hình kết hợp ngoại cảnh và phim trường dưới dạng MTV. Từ cuốn Paris By Night 7, Thúy Nga tập trung sản xuất chương trình thu hình trực tiếp có khán giả trong trường quay và chỉ thực hiện một vài chương trình đặc biệt dưới dạng MTV sau này.
Năm 2001, Thúy Nga thực hiện Paris By Night 62: Âm Nhạc Không Biên Giới tại Paris, Pháp tại Théâtre de l'Empire. Đây cũng là lần đầu tiên và duy nhất Thúy Nga thực hiện một chương trình Paris By Night tại Pháp mà không thực hiện trong phim trường.
Năm 2003, sau khi thu hình 2 chương trình liên tiếp Paris By Night 69 và Paris By Night 70 tại Studio Carrere, Thúy Nga không thực hiện thêm chương trình thu hình nào tại Pháp tính đến thời điểm hiện tại.

### Hoa Kỳ
Sau 10 năm thực hiện thu hình tại Pháp, Thúy Nga nhận thấy cộng đồng người Việt phát triển và tập trung tại Hoa Kỳ, cũng như các sinh hoạt văn nghệ tại đây sôi động hơn. Năm 1993, Thúy Nga quyết định dời Trung tâm Thúy Nga từ Paris (Pháp) về California (Hoa Kỳ) và bắt đầu sản xuất các chương trình Paris By Night tại Hoa Kỳ.
Hoa Kỳ cũng chính là địa điểm thực hiện nhiều chương trình Paris By Night nhất tính đến thời điểm hiện tại. Trong đó, California là nơi sản xuất nhiều chương trình Paris By Night nhất.
Trung tâm Thúy Nga cũng là đại diện duy nhất của người Việt tại thời điểm hiện tại có hợp đồng hàng năm với Planet Hollywood Las Vegas, một trong những sân khấu đẳng cấp và hoành tráng nhất thế giới với các chương trình biểu diễn của các ngôi sao nổi tiếng Hollywood như Britney Spears, Jennifer Lopez, Pitbull, Lionel Richie, Backstreet Boys, Christina Aguilera, ...và các chương trình Hoa hậu Hoàn vũ Thế giới, Hoa hậu Mỹ.

### Canada
Năm 1996, Thúy Nga hợp tác với Đài Truyền hình CBC tại Toronto (Canada) thu hình cuốn Paris By Night 38, chính thức đánh dấu sự đặt chân của Trung tâm Thúy Nga đến với thị trường Canada. Hơn 10 năm cộng tác với CBC Toronto, Trung tâm Thúy Nga đã cho ra đời những chương trình Paris By Night rất đặc sắc, trong đó có "bộ 3 Tết Thúy Nga" - Paris By Night 76, 80, 85 và các chương trình vinh danh các nhạc sĩ.
Chương trình Paris By Night 85: Xuân Trong Kỷ Niệm, sản xuất cuối năm 2006 là chương trình cuối cùng của Trung tâm Thúy Nga quay hình tại CBC Toronto. Kể từ đó đến nay, Thúy Nga không thực hiện thêm chương trình thu hình nào tại Canada.

### Hàn Quốc
Những năm 2006 - 2007, với dự định mở rộng sản phẩm sang sản xuất phim truyền hình, và làn sóng Hallyu ảnh hưởng đến người Việt Nam, Thúy Nga quyết định hợp tác với các tổ sản xuất của Hàn Quốc thực hiện chương trình Paris By Night 89 năm 2007. Đây là lần đầu tiên Thúy Nga thực hiện chương trình Paris By Night tại một quốc gia châu Á. Chương trình được thực hiện tại Nhà thi đấu Đấu kiếm Olympic (nay là Nhà thi đấu bóng ném SK Olympic) tại Bangi-dong, Quận Songpa, Seoul. Đây cũng là địa điểm thi đấu môn Đấu kiếm tại Thế vận hội Mùa hè 1988.

### Singapore
Năm 2019, Thúy Nga lần đầu tiên thực hiện chương trình Paris By Night tại một quốc gia Đông Nam Á. Tổ sản xuất từ Hollywood đã cùng với Trung tâm Thúy Nga trực tiếp sản xuất chương trình Paris By Night 130 tại hội trường khiêu vũ của Khu nghỉ dưỡng Resorts World Sentosa, đảo Sentosa, Singapore.

### Thái Lan
Ý định sản xuất Paris By Night tại Thái Lan được Giám đốc sản xuất của Trung tâm Thúy Nga ấp ủ từ lâu. Cô Marie Tô đã tiết lộ rằng Thúy Nga có ý tưởng sản xuất Paris By Night tại Thái Lan từ những năm 2019 - 2020. Tuy nhiên, do ảnh hưởng của COVID-19, chương trình phải dời đến năm 2022 mới có thể thực hiện ý tưởng này.
Paris By Night 134 được tổ chức tại Hội trường Royal Paragon, Trung tâm thương mại Siam Paragon, quận Pathum Wan, Bangkok, Thái Lan vào tháng 10 năm 2022, và chương trình kỷ niệm 40 năm Paris By Night (số 136) vào tháng 7 năm 2023.

## Đội ngũ
Đạo diễn: Jean Pierre Barry (PBN 1 - 15); Richard Valverde (PBN 16 - 37, 53 - 54, 60 - 62, 65 - 66, 69 - 70, 134, 136); Pascal Cresegut (PBN 23); Michael Watt (PBN 38 - 50, 56, 58 - 59, 72 - 87, 91); Lưu Huỳnh (PBN 49, 51 - 52, 55); Đinh Anh Dũng (PBN 49, 51, 55); Todd Brunelle (PBN 51); Michelle N. Tran (PBN 51); Robert Kubilos (PBN 51); Eddie Barber (PBN 51); David Davidson (PBN 51); Christian Oshea (PBN 52); Ken Nguyễn (PBN 55, 113, 121 - 122, 125, 131, 135, 138); Huỳnh Phúc Điền (PBN 55); Gerard Di Paglia (PBN 55); Nguyễn Tranh (PBN 55); Kent Weed (PBN 57, 63 - 64, 67 - 68, 71); Danielle Phương Thảo (PBN 59); Alan Carter (PBN 88, 90, 92 - 106, 108, 111, 120, 123, 129); Seoung-hyun Oh (PBN 89); Ron De Moraes (PBN 107, 109 - 110, 112, 114 - 119, 124, 126 - 128); Manuel Bonilla (PBN 130, 132 - 133, 137)
Ánh sáng: Simon Miles, Harry Sangmeister,...
Thiết kế sản xuất: Joe Stewart, Leticia Leon,...
Biên đạo múa: Shanda Sawyer
Hòa âm: Tùng Châu, Đồng Sơn, Kim Hansen, Tim Heintz,...
MC: Kim Chi (PBN 1 - 2); Jo Marcel (PBN 7); Trần Văn Trạch (PBN 9); Việt Thảo (PBN 10); Hương Lan (PBN 10, 16, 25); La Thoại Tân (PBN 11, 13, 25); Ngọc Phu (PBN 14); Trần Quốc Bảo (PBN 15, 18); Kim Anh (PBN 15, 18); Elvis Phương (PBN 16); Khánh Ly (PBN 16); Nguyễn Ngọc Ngạn (PBN 17, 20 - 22, 24 - 29, 31 - 50, 52 - 85, 88 - 92, 94 - 96, 98 - 115, 117, 119 - 130, 132 - 134); Đỗ Văn (PBN 19); Nguyễn Cao Kỳ Duyên (PBN 23 - 24, 26, 29, 31 - 32, 34 - 35, 37 - 39, 41 - 48, 50 - 58, 60 - 130, 132 - 134, 136 - 138); Lê Văn (PBN 30); Mai Phương (PBN 32); Hồng Đào (PBN 36); Nguyễn Văn Thịnh (PBN 86 - 87, 93 - 94, 97); Tô Chấn Phong (PBN 86 - 87); Trịnh Hội (PBN 95, 99); Trấn Thành (PBN 116); Nguyễn Mạnh Cường (PBN 118); Anh Dũng (PBN 131, 136 - 137); Ngọc Hân (PBN 131 - 138); Châu Đình An (PBN 135 - 137); Quỳnh Giang (PBN 135 - 137); Di Ái Hồng Sâm (PBN 135).

## Nội dung chương trình
Paris By Night là một chương trình tạp kĩ: Ca vũ nhạc kịch, được dàn dựng và lên kịch bản chi tiết theo các phần trình diễn. Xen giữa các tiết mục là các phần của MC như giới thiệu tiết mục, giải thích văn học nghệ thuật, đố vui, truyện cười, hậu trường sân khấu,...

### Chủ đề
Các chương trình của Paris By Night ban đầu chưa có chủ đề. Từ năm 1992, gần như mỗi cuốn Paris By Night có một chủ đề nhất định. Các tiết mục trong chương trình được chọn sẽ tập trung vào làm nổi bật chủ đề đó. Các chủ đề của Paris By Night thường tập trung vào các nội dung chính sau:
- Ca ngợi truyền thống, quê hương, đất nước: Chúng Ta Đi Mang Theo Quê Hương (PBN 49), Cây Đa Bến Cũ (PBN 59), Những Khúc Hát Ân Tình (PBN 83), Chân Dung Người Phụ Nữ Việt Nam (PBN 90), Huế Saigon Hanoi (PBN 91), Tôi Là Người Việt Nam (PBN 99), S (PBN 111) và 1975 - 2015 - Tôi Là Người Việt Nam (PBN 114).
- Các mùa xuân và lễ hội: Xuân Tha Hương (PBN 76), Tết Khắp Mọi Nhà (PBN 80), Xuân Trong Kỷ Niệm (PBN 85), Hạnh Phúc Đầu Năm (PBN 101), Phát Lộc Đầu Năm (PBN 110), Mừng Tuổi Mẹ (PBN 113), Vườn Hoa Âm Nhạc (PBN 117), Song Ca Nhạc Vàng (PBN 121), Anh Cho Em Mùa Xuân (PBN 124), Xuân Hy Vọng (PBN 131) và Xuân Với Đời Sống Mới (PBN 132).
- Cuộc thi nghệ thuật: PBN Talent Show (PBN 86, 87) và Celebrity Dancing (PBN 93, 97).
- Kỉ niệm một địa điểm mới mà Paris By Night đến thực hiện: Sacrée Soirée (PBN 26, 27, 28), Las Vegas (PBN 29, 37, 98, 133), Paris (PBN 34), Houston (PBN 36), Toronto (PBN 38), San Jose (PBN 67), Atlanta (PBN 84), Korea (PBN 89), Singapore (PBN 130) và Bangkok (PBN 134, 136).
- Kỉ niệm một mốc thời gian của Paris By Night hoặc của cộng đồng: 40 Năm Âm Nhạc Lam Phương (PBN 22), 10th Anniversary (PBN 24), 20 Năm Nhìn Lại (PBN 32), 15th Anniversary Celebration (PBN 46), 20th Anniversary Paris By Night (PBN 71), 30 Năm Viễn Xứ (PBN 77), 25th Anniversary (PBN 94, 95), Tôi Là Người Việt Nam (PBN 99), Ghi Nhớ Một Chặng Đường (PBN 100), Nguyễn Ngọc Ngạn - 20 Năm Sân Khấu (PBN 107), 30th Anniversary (PBN 109), 1975 - 2015 - Tôi Là Người Việt Nam (PBN 114), 50 Năm Âm Nhạc Đức Huy (PBN 118), Hành Trình 35 Năm (PBN 126, 127, 128), In Las Vegas – Nguyễn Ngọc Ngạn – The Farewell (PBN 133), In Bangkok – Nguyễn Ngọc Ngạn – Lời Cảm Ơn (PBN 134) và 40 Năm Hành Trình (PBN 136, 137).
- Song ca: Thiên Đường Là Đây (PBN 53), Thất Tình (PBN 60), Yêu (PBN 65), Nợ Tình (PBN 69), Song Ca Đặc Biệt (PBN 73), Dreams (PBN 79), In Atlanta - Passport to Music & Fashion (PBN 84), Nhạc Yêu Cầu (PBN 92, 96), Fly with us to Las Vegas (PBN 98), Ghi Nhớ Một Chặng Đường (PBN 100), 30th Anniversary (PBN 109), S (PBN 111), Song Ca Nhạc Vàng (PBN 121) và Hành Trình 35 Năm (PBN 126, 128).
- Tôn vinh các nhạc sĩ và dòng nhạc của họ: Phạm Duy (PBN 19, 30, 73), Ngô Thụy Miên (PBN 21, 66), Lam Phương (PBN 22, 28, 88, 102), Văn Phụng (PBN 27), Đức Huy (PBN 33, 118), Hoàng Thi Thơ (PBN 41, 47), Tuấn Khanh (PBN 64), Vũ Thành An (PBN 64), Từ Công Phụng (PBN 64, 135), Trần Trịnh (PBN 66), Nhật Ngân (PBN 66), Phạm Mạnh Cương (PBN 70), Lê Dinh (PBN 70), Trường Sa (PBN 70), Huỳnh Anh (PBN 74), Nguyễn Hiền (PBN 74), Song Ngọc (PBN 74), Quốc Dũng (PBN 78), Châu Kỳ (PBN 78), Tùng Giang (PBN 78), Xuân Tiên (PBN 83), Thanh Sơn (PBN 83), Nguyễn Ánh 9 (PBN 83) và Nguyễn Văn Đông (PBN 125).

### Âm nhạc
Paris By Night là chương trình chú trọng về âm nhạc Việt Nam, phần lớn các bài hát trình diễn trên Paris By Night là các bài hát nhạc Việt Nam hoặc nhạc ngoại quốc lời Việt. Thông thường, các nhạc phẩm trên Paris By Night thường được chia làm 3 dòng nhạc: nhạc trẻ, nhạc trữ tình - quê hương và nhạc tiền chiến - thính phòng. Một chương trình của Paris By Night thông thường có khoảng từ 20 nhạc phẩm trở lên được sử dụng. Các nhạc phẩm có thể được dựng thành các nhạc cảnh có vũ công hoặc đơn giản chỉ là các phần biểu diễn có ban nhạc. Các nhạc phẩm có thể được biểu diễn lại nhiều lần tại các chương trình khác nhau với các cách trình diễn khác nhau.
| Tác giả                                       | Tác phẩm đầu tiên                                                   | Thể hiện                                                           | Chương trình | Tác phẩm gần nhất                                                                                    | Thể hiện | Chương trình                                                                                         |
| --------------------------------------------- | ------------------------------------------------------------------- | ------------------------------------------------------------------ | ------------ | --- | --- | --- |
| Văn Giảng (Thông Đạt, Tiến Tài, Nguyên Diệu)  | Ai Về Sông Tương                                                    | Julie                                                              | PBN 1        | Có Thế Thôi                                                                                          | Chế Linh | PBN 119                                                                                              |
| Lê Trạch Lựu                                  | Em Tôi                                                              | Julie                                                              | PBN 1        | chỉ có 1 tác phẩm duy nhất đươc trình diễn trên sân khấu Paris By Night, tính đến thời điểm hiện tại | chỉ có 1 tác phẩm duy nhất đươc trình diễn trên sân khấu Paris By Night, tính đến thời điểm hiện tại                                          | chỉ có 1 tác phẩm duy nhất đươc trình diễn trên sân khấu Paris By Night, tính đến thời điểm hiện tại |
| Quốc Dũng                                     | Bên Nhau Ngày Vui                                                   | Thanh Mai                                                          | PBN 1        | Đường Xưa (Quốc Dũng, Nguyễn Đức Cường)                                                              | Don Hồ | PBN 137                                                                                              |
| Trịnh Công Sơn                                | Mưa Hồng                                                            | Anh Sơn                                                            | PBN 1        | Như Một Lời Chia Tay                                                                                 | Ý Lan, Đình Bảo | PBN 134                                                                                              |
| Tấn Phát                                      | Muộn Màng                                                           | Hương Lan, Tấn Phát                                                | PBN 1        | Cỏ Nhớ Tên Em                                                                                        | Nguyễn Hưng | PBN 120                                                                                              |
| Nhật Bằng (Trần Nhật Bằng)                    | Thuyền Trăng (Nhật Bằng, Thanh Nam)                                 | Thu Hương                                                          | PBN 1        | Khúc Nhạc Ngày Xuân                                                                                  | Hợp Ca | PBN 121                                                                                              |
| Thanh Nam                                     | Thuyền Trăng (Nhật Bằng, Thanh Nam)                                 | Thu Hương                                                          | PBN 1        | Mưa Trên Phím Ngà (Văn Phụng, Thanh Nam)                                                             | Duy Quang | PBN 27                                                                                               |
| Trần Thiện Thanh (Anh Chương)                 | Tình Có Như Không                                                   | Quốc Anh                                                           | PBN 1        | Tạ Từ Trong Đêm                                                                                      | Hoàng Oanh | PBN 137                                                                                              |
| Đức Huy                                       | Yêu Anh Dài Lâu                                                     | Mỹ Hòa                                                             | PBN 1        | Trái Tim Ngục Tù                                                                                     | Như Ý | PBN 137                                                                                              |
| Từ Vũ                                         | Gái Xuân (thơ: Nguyễn Bính)                                         | Thu Hương                                                          | PBN 1        | Gái Xuân (thơ: Nguyễn Bính)                                                                          | Hoàng Nhung | PBN 124                                                                                              |
| Nguyễn Văn Đông (Vì Dân, Phượng Linh)         | Sắc Hoa Màu Nhớ                                                     | Phượng Mai                                                         | PBN 2        | Đoạn Tuyệt                                                                                           | Phương Hồng Quế, Băng Tâm, Hoàng Nhung, Châu Ngọc Hà, Phương Yến Linh                                                                         | PBN 137                                                                                              |
| Song Ngọc (Hàn Sinh)                          | Tình Yêu Như Bóng Mây                                               | Hương Lan                                                          | PBN 2        | Cố Nhân Ơi Giã Biệt                                                                                  | Mạnh Quỳnh | PBN 137                                                                                              |
| Phạm Thế Mỹ                                   | Thương Quá Việt Nam                                                 | Sơn Ca                                                             | PBN 2        | Bông Hồng Cài Áo (thơ: Thích Nhất Hạnh)                                                              | Thanh Tuyền, Gerard Williams | PBN 133                                                                                              |
| Vũ Đức Nghiêm                                 | Gọi Người Yêu Dấu                                                   | Ngọc Hải                                                           | PBN 2        | Gọi Người Yêu Dấu                                                                                    | Thanh Hà | PBN 103                                                                                              |
| Y Vân (Tuấn Vũ)                               | Món Quà Kỷ Niệm                                                     | Phương Hồng Ngọc                                                   | PBN 2        | Về Dưới Mái Nhà (Xuân Tiên, Y Vân)                                                                   | Băng Tâm | PBN 137                                                                                              |
| Trường Sa                                     | Rồi Mai Tôi Đưa Em                                                  | Elvis Phương                                                       | PBN 2        | Ru Giấc Tàn Phai                                                                                     | Tuấn Ngọc | PBN 137                                                                                              |
| Lam Phương                                    | Em Là Tất Cả                                                        | Giáng Thu                                                          | PBN 2        | Phút Cuối                                                                                            | Đình Bảo | PBN 137                                                                                              |
| Vân Tùng                                      | Một Phút Suy Tư                                                     | Băng Châu                                                          | PBN 2        | Một Phút Suy Tư                                                                                      | Tâm Đoan | PBN 136                                                                                              |
| Khánh Băng (Anh Minh)                         | Nỗi Buồn Đêm Đông                                                   | Phương Dung                                                        | PBN 2        | Đôi Ngã Chia Ly                                                                                      | Thanh Tuyền | PBN 119                                                                                              |
| Nhật Ngân (Trịnh Lâm Ngân, Phan Trần)         | Ngày Đá Đơm Bông                                                    | Hương Lan                                                          | PBN 2        | Tâm Sự Người Hát Bài Quê Hương                                                                       | Mạnh Quỳnh, Đan Nguyên, Quang Lê, Ngọc Ngữ | PBN 137                                                                                              |
| Lê Dinh (Lê Minh Bằng)                        | Nỗi Buồn Châu Pha                                                   | Phượng Mai                                                         | PBN 2        | Còn Gì Mà Mong                                                                                       | Đan Nguyên | PBN 137                                                                                              |
| Phạm Mạnh Cương                               | Tình Yêu Đã Mất                                                     | Phương Hồng Ngọc                                                   | PBN 3        | Một Lần Yêu                                                                                          | Lam Anh | PBN 137                                                                                              |
| Huỳnh Anh (Thủy Tiên)                         | Biết Nói Gì Đây                                                     | Ngọc Hải                                                           | PBN 3        | Kiếp Cầm Ca                                                                                          | Hoàng Lan | PBN 137                                                                                              |
| Nguyễn Văn Tý                                 | Dư Âm                                                               | Sơn Ca                                                             | PBN 3        | Dư Âm                                                                                                | Elvis Phương | PBN 25                                                                                               |
| Minh Kỳ (Lê Minh Bằng)                        | Tình Đời (Minh Kỳ, Vũ Chương)                                       | Sơn Ca                                                             | PBN 3        | Về Với Cát Bụi                                                                                       | Quang Lê, Ngọc Ngữ | PBN 136                                                                                              |
| Ngô Thụy Miên                                 | Chiều Nay Không Có Em                                               | Sơn Ca                                                             | PBN 3        | Em Còn Nhớ Mùa Xuân                                                                                  | Trần Thái Hòa | PBN 137                                                                                              |
| Anh Bằng (Lê Minh Bằng)                       | Nếu Vắng Anh                                                        | Sơn Ca                                                             | PBN 3        | Hận Tình                                                                                             | Đan Nguyên | PBN 136                                                                                              |
| Mạnh Phát (Thúc Đăng)                         | Phố Vắng Em Rồi                                                     | Sơn Ca                                                             | PBN 3        | Xuân Về Gác Nhỏ                                                                                      | Thanh Tuyền | PBN 138                                                                                              |
| Nguyễn Đan Thanh                              | Phố Vắng Em Rồi                                                     | Sơn Ca                                                             | PBN 3        | Phố Vắng Em Rồi                                                                                      | Thanh Tuyền | PBN 52                                                                                               |
| Tâm Anh                                       | Chuyện Tình Không Đoạn Kết                                          | Băng Châu                                                          | PBN 3        | Chuyện Tình Không Dĩ Vãng                                                                            | Như Quỳnh | PBN 120                                                                                              |
| Lê Đức Cường                                  | Xuân Yêu Thương (lời Việt)                                          | Lynda Trang Đài                                                    | PBN 4        | Xuân Yêu Thương (lời Việt)                                                                           | Như Loan | PBN 110                                                                                              |
| Văn Phụng                                     | Giã Từ Đêm Mưa                                                      | Bích Loan                                                          | PBN 4        | Tình                                                                                                 | Khánh Hà | PBN 137                                                                                              |
| Trần Quảng Nam                                | Mười Năm Tình Cũ                                                    | Elvis Phương                                                       | PBN 4        | Mười Năm Tình Cũ                                                                                     | Nguyễn Hưng, Kỳ Duyên | PBN 130                                                                                              |
| Việt Dzũng                                    | Thung Lũng Chim Bay (thơ: Hoàng Ngọc Ẩn)                            | Lệ Thu                                                             | PBN 4        | Thung Lũng Chim Bay (thơ: Hoàng Ngọc Ẩn)                                                             | Phương Hồng Ngọc, Phương Loan | PBN 133                                                                                              |
| Trung Chỉnh                                   | Nàng                                                                | Quốc Anh                                                           | PBN 5        | chỉ có 1 tác phẩm duy nhất đươc trình diễn trên sân khấu Paris By Night, tính đến thời điểm hiện tại | chỉ có 1 tác phẩm duy nhất đươc trình diễn trên sân khấu Paris By Night, tính đến thời điểm hiện tại                                          | chỉ có 1 tác phẩm duy nhất đươc trình diễn trên sân khấu Paris By Night, tính đến thời điểm hiện tại |
| Nam Lộc                                       | Mây Lang Thang (lời Việt)                                           | Bích Loan                                                          | PBN 5        | Anh Đã Quên Mùa Thu (Tùng Giang, Nam Lộc)                                                            | Khánh Hà, Lưu Bích, Như Quỳnh | PBN 78                                                                                               |
| Trúc Phương                                   | Bóng Nhỏ Đường Chiều                                                | Phương Dung                                                        | PBN 5        | Nửa Đêm Ngoài Phố                                                                                    | Elvis Phương | PBN 136                                                                                              |
| Lữ Liên                                       | Tan Tác (lời Việt)                                                  | Khánh Hà                                                           | PBN 5        | Tam Nghiệp                                                                                           | Tuấn Ngọc, Khánh Hà, Thúy Anh, Lưu Bích | PBN 129                                                                                              |
| Hoàng Nguyên                                  | Đường Nào Em Đi                                                     | Ngọc Hải                                                           | PBN 6        | Cho Người Tình Lỡ                                                                                    | Quang Dũng, Nguyễn Hồng Nhung | PBN 121                                                                                              |
| Từ Công Phụng                                 | Bây Giờ Tháng Mấy                                                   | Lưu Hồng                                                           | PBN 6        | Giữ Đời Cho Nhau (thơ: Du Tử Lê)                                                                     | Hợp Ca | PBN 135                                                                                              |
| Vũ Thành An                                   | Bài Không Tên Cuối Cùng                                             | Khánh Hà                                                           | PBN 6        | Rưng Rưng Lệ                                                                                         | Nguyễn Hồng Nhung | PBN 137                                                                                              |
| Hoàng Thi Thơ (Tôn Nữ Trà Mi)                 | Gặp Nhau                                                            | Hương Lan, Tuấn Vũ                                                 | PBN 7        | Rồi Một Ngày                                                                                         | Ngọc Anh | PBN 137                                                                                              |
| Hoài Linh (Hà Vị Dương, Tuấn Lê)              | Cô Bé Ngày Xưa                                                      | Tuấn Vũ                                                            | PBN 7        | Bức Tranh Hòa Bình                                                                                   | Ngọc Ngữ, Châu Ngọc Hà | PBN 138                                                                                              |
| Phạm Duy (Thanh Hằng)                         | Mơ Ước Người Yêu (lời Việt)                                         | Nhật Hạ                                                            | PBN 7        | Nước Mắt Mùa Thu                                                                                     | Quang Dũng | PBN 137                                                                                              |
| Nguyễn Long                                   | Thôi                                                                | Jo Marcel                                                          | PBN 7        | Anh Yêu Em Vào Cõi Chết                                                                              | Đan Nguyên, Hoài Lâm | PBN 121                                                                                              |
| Trịnh Hưng                                    | Lối Về Xóm Nhỏ                                                      | Công Thành, Lynn                                                   | PBN 7        | Lối Về Xóm Nhỏ                                                                                       | Khải Đăng, Hoàng Mỹ An | PBN 127                                                                                              |
| Trường Kỳ                                     | Yêu Nhau Đi                                                         | Lynda Trang Đài                                                    | PBN 8        | Tequila (lời Việt)                                                                                   | Trần Thu Hà | PBN 97                                                                                               |
| Trường Hải                                    | Tình Ca Người Đi Biển                                               | Băng Châu                                                          | PBN 8        | Những Chiều Không Có Em                                                                              | Thế Sơn | PBN 34                                                                                               |
| Đài Phương Trang (Thanh Viên)                 | Người Yêu Cô Đơn                                                    | Tuấn Vũ                                                            | PBN 8        | Anh Ơi Xuân Đã Đến Rồi                                                                               | Tâm Đoan | PBN 132                                                                                              |
| Jo Marcel                                     | Ngày Đó                                                             | Thanh Tuyền                                                        | PBN 8        | Ngày Đó                                                                                              | Nguyễn Hưng, Kỳ Duyên | PBN 69                                                                                               |
| Tùng Giang                                    | Biết Đến Thuở Nào                                                   | Huỳnh Thi                                                          | PBN 8        | Tình Nhạt Phai (lời Việt)                                                                            | Don Hồ | PBN 96                                                                                               |
| Trần Văn Trạch                                | Sổ Xố Kiến Thiết                                                    | Trần Văn Trạch                                                     | PBN 9        | Sổ Xố Kiến Thiết                                                                                     | Trần Văn Trạch | PBN 9                                                                                                |
| Anh Việt Thu                                  | Hai Vì Sao Lạc                                                      | Tuấn Vũ                                                            | PBN 9        | Người Bạn Tình Xưa                                                                                   | Hương Lan | PBN 138                                                                                              |
| Chí Tài                                       | Black Is Black (lời Việt)                                           | Jeannie Mai                                                        | PBN 9        | Duyên Có Nợ Không                                                                                    | Như Quỳnh, Trường Vũ | PBN 134                                                                                              |
| Nguyễn Cư                                     | Nụ Hoa Nhỏ                                                          | Hương Lan                                                          | PBN 9        | chỉ có 1 tác phẩm duy nhất đươc trình diễn trên sân khấu Paris By Night, tính đến thời điểm hiện tại | chỉ có 1 tác phẩm duy nhất đươc trình diễn trên sân khấu Paris By Night, tính đến thời điểm hiện tại                                          | chỉ có 1 tác phẩm duy nhất đươc trình diễn trên sân khấu Paris By Night, tính đến thời điểm hiện tại |
| Khúc Lan                                      | Cold Hearted (lời Việt)                                             | Lynda Trang Đài                                                    | PBN 9        | Yêu Hết Con Tim (Khúc Lan, Vũ Anh Tuấn)                                                              | Trúc Lam, Trúc Linh | PBN 126                                                                                              |
| Xuân Tiên                                     | Khúc Hát Ân Tình (Xuân Tiên, Song Hương)                            | Công Thành, Lynn                                                   | PBN 11       | Về Dưới Mái Nhà (Xuân Tiên, Y Vân)                                                                   | Băng Tâm | PBN 137                                                                                              |
| Song Hương                                    | Khúc Hát Ân Tình (Xuân Tiên, Song Hương)                            | Công Thành, Lynn                                                   | PBN 11       | Khúc Hát Ân Tình (Xuân Tiên, Song Hương)                                                             | Như Quỳnh, Hạ Vy, Hà Phương, Minh Tuyết | PBN 83                                                                                               |
| Tuấn Khanh (Trần Kim Phú, Hoàng Mộng Ngân)    | Nỗi Niềm                                                            | Họa Mi                                                             | PBN 11       | Mùa Xuân Đầu Tiên                                                                                    | Phương Hồng Quế, Phương Hồng Ngọc | PBN 132                                                                                              |
| Nguyễn Hiền                                   | Chuyện Đêm Mưa (Nguyễn Hiền, Hoài Linh)                             | Hương Lan                                                          | PBN 11       | Chuyện Đêm Mưa (Nguyễn Hiền, Hoài Linh)                                                              | Châu Ngọc Hà, Phương Yến Linh | PBN 133                                                                                              |
| Vô Thường                                     | Chút Tình Bỏ Quên                                                   | Huỳnh Thi                                                          | PBN 11       | chỉ có 1 tác phẩm duy nhất đươc trình diễn trên sân khấu Paris By Night, tính đến thời điểm hiện tại | chỉ có 1 tác phẩm duy nhất đươc trình diễn trên sân khấu Paris By Night, tính đến thời điểm hiện tại                                          | chỉ có 1 tác phẩm duy nhất đươc trình diễn trên sân khấu Paris By Night, tính đến thời điểm hiện tại |
| Nguyễn Ánh 9                                  | Không                                                               | Công Thành, Lynn                                                   | PBN 11       | Lặng Lẽ Tiếng Dương Cầm                                                                              | Ý Lan, Nguyễn Quang | PBN 137                                                                                              |
| Ngọc Trọng                                    | Buồn Vương Màu Áo                                                   | Huỳnh Thi                                                          | PBN 12       | Hạnh Phúc Lả Lơi                                                                                     | Ý Lan | PBN 133                                                                                              |
| Vũ Xuân Hùng                                  | Em Đẹp Như Mơ (lời Việt)                                            | Don Hồ                                                             | PBN 12       | Tình Ghen (lời Việt)                                                                                 | Như Loan | PBN 120                                                                                              |
| Anh Thy                                       | Bốn Màu Áo (Thanh Viên, Anh Thy)                                    | Như Mai                                                            | PBN 12       | Bốn Màu Áo (Thanh Viên, Anh Thy)                                                                     | Hợp Ca | PBN 57                                                                                               |
| Giáng Ngọc                                    | Sao Anh Không Đến Bên Em                                            | Jeannie Mai                                                        | PBN 12       | Đường Vào Yêu (lời Việt)                                                                             | Thủy Tiên | PBN 89                                                                                               |
| Anh Việt                                      | Thơ Ngây                                                            | Ái Vân                                                             | PBN 13       | chỉ có 1 tác phẩm duy nhất đươc trình diễn trên sân khấu Paris By Night, tính đến thời điểm hiện tại | chỉ có 1 tác phẩm duy nhất đươc trình diễn trên sân khấu Paris By Night, tính đến thời điểm hiện tại                                          | chỉ có 1 tác phẩm duy nhất đươc trình diễn trên sân khấu Paris By Night, tính đến thời điểm hiện tại |
| Vũ Minh                                       | Cô Hàng Nước                                                        | Rich Murphy                                                        | PBN 13       | Cô Hàng Nước                                                                                         | Trần Thái Hòa | PBN 90                                                                                               |
| Châu Đình An                                  | Cay Đắng Bờ Môi                                                     | Hương Lan                                                          | PBN 13       | 40 Năm Rồi Sao                                                                                       | Ngọc Anh | PBN 114                                                                                              |
| Hoài An (Trang Dũng Phương)                   | Trăng Về Thôn Dã                                                    | Công Thành, Lynn                                                   | PBN 14       | Câu Chuyện Đầu Năm                                                                                   | Châu Ngọc Hà | PBN 131                                                                                              |
| Huyền Linh                                    | Trăng Về Thôn Dã                                                    | Công Thành, Lynn                                                   | PBN 14       | Trăng Về Thôn Dã                                                                                     | Thế Sơn, Hương Thủy | PBN 101                                                                                              |
| Viễn Châu                                     | Mẹ Dạy Con                                                          | Hương Lan                                                          | PBN 14       | Chàng Là Ai (Nguyễn Hữu Thiết, Viễn Châu)                                                            | Thanh Tuyền, Ngọc Huyền | PBN 137                                                                                              |
| Nguyễn Vũ                                     | Nhìn Nhau Lần Cuối                                                  | Ái Vân, Elvis Phương                                               | PBN 14       | Bài Cuối Cho Người Tình                                                                              | Anh Khoa, Họa Mi | PBN 128                                                                                              |
| Châu Kỳ                                       | Con Đường Xưa Em Đi (Châu Kỳ, Hồ Đình Phương)                       | Hương Lan, Chế Linh                                                | PBN 14       | Hồi Âm                                                                                               | Tuấn Phước | PBN 137                                                                                              |
| Hồ Đình Phương                                | Con Đường Xưa Em Đi (Châu Kỳ, Hồ Đình Phương)                       | Hương Lan, Chế Linh                                                | PBN 14       | Khúc Hát Mùa Chiêm (Hoàng Trọng, Hồ Đình Phương)                                                     | Như Quỳnh, Hương Thủy | PBN 126                                                                                              |
| Lâm Hoài Thanh                                | Ghét Anh Ghê                                                        | Công Thành, Lynn                                                   | PBN 14       | chỉ có 1 tác phẩm duy nhất đươc trình diễn trên sân khấu Paris By Night, tính đến thời điểm hiện tại | chỉ có 1 tác phẩm duy nhất đươc trình diễn trên sân khấu Paris By Night, tính đến thời điểm hiện tại                                          | chỉ có 1 tác phẩm duy nhất đươc trình diễn trên sân khấu Paris By Night, tính đến thời điểm hiện tại |
| Phạm Trọng Cầu                                | Mùa Thu Không Trở Lại                                               | Ái Vân, Elvis Phương                                               | PBN 15       | Mùa Thu Không Trở Lại                                                                                | Ý Lan | PBN 109                                                                                              |
| Trần Trịnh (Trịnh Lâm Ngân)                   | Lệ Đá (thơ: Hà Huyền Chi)                                           | Dalena                                                             | PBN 15       | Lệ Đá (thơ: Hà Huyền Chi)                                                                            | Hoàng Thúy Vy | PBN 124                                                                                              |
| Trịnh Nam Sơn                                 | Về Đây Em                                                           | Trịnh Nam Sơn                                                      | PBN 15       | Nhớ                                                                                                  | Lưu Bích | PBN 99                                                                                               |
| Lê Đức Long                                   | Tình Ca Mùa Hạ                                                      | Kim Anh                                                            | PBN 15       | chỉ có 1 tác phẩm duy nhất đươc trình diễn trên sân khấu Paris By Night, tính đến thời điểm hiện tại | chỉ có 1 tác phẩm duy nhất đươc trình diễn trên sân khấu Paris By Night, tính đến thời điểm hiện tại                                          | chỉ có 1 tác phẩm duy nhất đươc trình diễn trên sân khấu Paris By Night, tính đến thời điểm hiện tại |
| Trọng Khương                                  | Cánh Hồng Trung Quốc (lời Việt)                                     | Ý Nhi                                                              | PBN 15       | Ghen (thơ: Nguyễn Bính)                                                                              | Nguyễn Hưng | PBN 124                                                                                              |
| Trung Đức                                     | Em Đi Chùa Hương (thơ: Nguyễn Nhược Pháp)                           | Ái Vân                                                             | PBN 15       | Em Đi Chùa Hương (thơ: Nguyễn Nhược Pháp)                                                            | Hợp Ca | PBN 109                                                                                              |
| Hoàng Trọng                                   | Tình Đầu                                                            | Trường Thanh                                                       | PBN 16       | Bão Tình (Hoàng Trọng, Duy Viêm)                                                                     | Nguyễn Hưng, Lưu Bích | PBN 126                                                                                              |
| Alan Nguyễn                                   | Prisoner                                                            | Ngọc Huệ                                                           | PBN 16       | Little Sài Gòn                                                                                       | Justin Nguyễn | PBN 114                                                                                              |
| Nguyễn Văn Thương                             | Đêm Đông (Nguyễn Văn Thương, Kim Minh)                              | Bạch Yến                                                           | PBN 16       | Đêm Đông (Nguyễn Văn Thương, Kim Minh)                                                               | Bằng Kiều, Thiên Tôn, Đình Bảo | PBN 112                                                                                              |
| Kim Minh                                      | Đêm Đông (Nguyễn Văn Thương, Kim Minh)                              | Bạch Yến                                                           | PBN 16       | Đêm Đông (Nguyễn Văn Thương, Kim Minh)                                                               | Bằng Kiều, Thiên Tôn, Đình Bảo | PBN 112                                                                                              |
| Mạnh Giác                                     | Mảnh Tình Thương                                                    | Elvis Phương, Dalena                                               | PBN 16       | Mảnh Tình Thương                                                                                     | Như Quỳnh | PBN 119                                                                                              |
| Phạm Đình Chương                              | Mưa Sài Gòn, Mưa Hà Nội (thơ: Hoàng Anh Tuấn)                       | Hương Lan, Ái Vân                                                  | PBN 17       | Mưa Sài Gòn, Mưa Hà Nội (thơ: Hoàng Anh Tuấn)                                                        | Ý Lan, Đình Bảo, Khải Đăng | PBN 129                                                                                              |
| Mặc Thế Nhân (Phan Trần, Đoàn Trung)          | Phải Chi Em Đừng Có Chồng                                           | Quốc Sĩ, Như Mai                                                   | PBN 17       | Trả Tôi Về                                                                                           | Hoàng Oanh | PBN 134                                                                                              |
| Dzoãn Mẫn                                     | Biệt Ly                                                             | Dalena                                                             | PBN 17       | Biệt Ly                                                                                              | Ý Lan | PBN 59                                                                                               |
| Lê Hựu Hà                                     | Huyền Thoại Người Con Gái                                           | Moon Flower                                                        | PBN 17       | Hãy Ngước Mặt Nhìn Đời                                                                               | Elvis Phương | PBN 138                                                                                              |
| Nguyễn Trung Cang                             | Thương Nhau Ngày Mưa                                                | Moon Flower                                                        | PBN 17       | Còn Yêu Em Mãi                                                                                       | Thanh Hà, Thiên Tôn | PBN 114                                                                                              |
| Đào Duy Anh                                   | Tát Nước Đầu Đình                                                   | Ái Vân, Elvis Phương                                               | PBN 17       | Tát Nước Đầu Đình                                                                                    | Adam Hồ, Vân Quỳnh | PBN 81                                                                                               |
| Đức Dũng                                      | Đi Tìm Chúa Tôi (lời Việt)                                          | Ý Nhi, Don Hồ, Kenny Thái                                          | PBN 18       | chỉ có 1 tác phẩm duy nhất đươc trình diễn trên sân khấu Paris By Night, tính đến thời điểm hiện tại | chỉ có 1 tác phẩm duy nhất đươc trình diễn trên sân khấu Paris By Night, tính đến thời điểm hiện tại                                          | chỉ có 1 tác phẩm duy nhất đươc trình diễn trên sân khấu Paris By Night, tính đến thời điểm hiện tại |
| Lê Hoàng Long                                 | Gọi Giấc Mơ Xưa                                                     | Như Mai                                                            | PBN 18       | chỉ có 1 tác phẩm duy nhất đươc trình diễn trên sân khấu Paris By Night, tính đến thời điểm hiện tại | chỉ có 1 tác phẩm duy nhất đươc trình diễn trên sân khấu Paris By Night, tính đến thời điểm hiện tại                                          | chỉ có 1 tác phẩm duy nhất đươc trình diễn trên sân khấu Paris By Night, tính đến thời điểm hiện tại |
| Lê Uyên Phương                                | Uống Nước Bên Bờ Suối                                               | Tuấn Ngọc, Thái Thảo                                               | PBN 18       | Không Nhìn Nhau Lần Cuối                                                                             | Lê Uyên | PBN 136                                                                                              |
| Đoàn Chuẩn - Từ Linh                          | Lá Đổ Muôn Chiều                                                    | Anh Khoa, Lệ Quyên                                                 | PBN 18       | Gửi Người Em Gái                                                                                     | Bằng Kiều | PBN 110                                                                                              |
| Đặng Thế Phong                                | Con Thuyền Không Bến                                                | Anh Khoa, Lệ Quyên                                                 | PBN 18       | Giọt Mưa Thu                                                                                         | Lam Anh, Nguyệt Anh | PBN 100                                                                                              |
| Nguyễn Văn Khánh                              | Nỗi Lòng                                                            | Anh Khoa, Lệ Quyên                                                 | PBN 18       | Nỗi Lòng                                                                                             | Tuấn Ngọc | PBN 129                                                                                              |
| Anh Linh                                      | Chúa Ra Đời (lời Việt)                                              | Hợp Ca                                                             | PBN 18       | chỉ có 1 tác phẩm duy nhất đươc trình diễn trên sân khấu Paris By Night, tính đến thời điểm hiện tại | chỉ có 1 tác phẩm duy nhất đươc trình diễn trên sân khấu Paris By Night, tính đến thời điểm hiện tại                                          | chỉ có 1 tác phẩm duy nhất đươc trình diễn trên sân khấu Paris By Night, tính đến thời điểm hiện tại |
| Hoàng Trang                                   | Kể Chuyện Trong Đêm                                                 | Anh Khoa, Phương Hồng Quế                                          | PBN 20       | Không Bao Giờ Quên Anh                                                                               | Thanh Tuyền | PBN 120                                                                                              |
| Bảo Chấn                                      | Những Ngày Mưa Gió                                                  | Dalena                                                             | PBN 23       | Ngày Xuân Mới                                                                                        | Như Ý | PBN 131                                                                                              |
| Hoàng Quý Lâm                                 | Tình Yêu Gần Gũi                                                    | Nguyên Thảo                                                        | PBN 23       | chỉ có 1 tác phẩm duy nhất đươc trình diễn trên sân khấu Paris By Night, tính đến thời điểm hiện tại | chỉ có 1 tác phẩm duy nhất đươc trình diễn trên sân khấu Paris By Night, tính đến thời điểm hiện tại                                          | chỉ có 1 tác phẩm duy nhất đươc trình diễn trên sân khấu Paris By Night, tính đến thời điểm hiện tại |
| Kỳ Phát                                       | Nếu Vắng Nàng                                                       | Don Hồ                                                             | PBN 23       | chỉ có 1 tác phẩm duy nhất đươc trình diễn trên sân khấu Paris By Night, tính đến thời điểm hiện tại | chỉ có 1 tác phẩm duy nhất đươc trình diễn trên sân khấu Paris By Night, tính đến thời điểm hiện tại                                          | chỉ có 1 tác phẩm duy nhất đươc trình diễn trên sân khấu Paris By Night, tính đến thời điểm hiện tại |
| Ngọc Chánh                                    | Vết Thù Trên Lưng Ngựa Hoang (Phạm Duy, Ngọc Chánh)                 | Thái Châu, Elvis Phương, Duy Quang                                 | PBN 24       | Vết Thù Trên Lưng Ngựa Hoang (Phạm Duy, Ngọc Chánh)                                                  | Nguyễn Hưng | PBN 31                                                                                               |
| Ngọc Bích                                     | Mộng Chiều Xuân                                                     | Jenny Loan                                                         | PBN 24       | Mộng Chiều Xuân                                                                                      | Thanh Hà | PBN 101                                                                                              |
| Văn Khôi                                      | Ô Mê Ly                                                             | Hợp Ca                                                             | PBN 24       | Trăng Sơn Cước                                                                                       | Hoàng Nhung, Hà Thanh Xuân | PBN 126                                                                                              |
| Y Vũ                                          | Thủy Thủ Và Biển Cả                                                 | Chí Tài, Phương Loan, Jenny Loan                                   | PBN 25       | Tôi Đưa Em Sang Sông (Nhật Ngân, Y Vũ)                                                               | Chế Linh, Thanh Tuyền | PBN 128                                                                                              |
| Nguyễn Đức Cường                              | Chuyện Hợp Tan (Quốc Dũng, Nguyễn Đức Cường)                        | Hương Lan                                                          | PBN 25       | Đường Xưa (Quốc Dũng, Nguyễn Đức Cường)                                                              | Don Hồ | PBN 137                                                                                              |
| Nguyệt Ánh                                    | Sao Đành Xa Em                                                      | Khánh Hà                                                           | PBN 25       | chỉ có 1 tác phẩm duy nhất đươc trình diễn trên sân khấu Paris By Night, tính đến thời điểm hiện tại | chỉ có 1 tác phẩm duy nhất đươc trình diễn trên sân khấu Paris By Night, tính đến thời điểm hiện tại                                          | chỉ có 1 tác phẩm duy nhất đươc trình diễn trên sân khấu Paris By Night, tính đến thời điểm hiện tại |
| Hồng Vân (Trần Quý, Như Phy)                  | Tàu Về Quê Hương                                                    | Quang Bình, Trang Thanh Lan                                        | PBN 25       | Tàu Về Quê Hương                                                                                     | Diễm Sương, Lương Tùng Quang | PBN 127                                                                                              |
| Bắc Sơn                                       | Em Đi Trên Cỏ Non                                                   | Hương Lan                                                          | PBN 26       | Em Đi Trên Cỏ Non                                                                                    | Hương Lan, Như Quỳnh, Tâm Đoan, Hạ Vy, Mai Thiên Vân                                                                                          | PBN 115                                                                                              |
| Đức Quỳnh                                     | Trả Lại Anh                                                         | Dalena                                                             | PBN 26       | Trả Lại Anh                                                                                          | Như Quỳnh | PBN 107                                                                                              |
| Huỳnh Nhật Tân                                | Hạnh Phúc Bất Chợt                                                  | Ngọc Thúy                                                          | PBN 26       | Cuộc Tình Trong Cơn Mưa (lời Việt)                                                                   | Ánh Minh | PBN 107                                                                                              |
| Tô Thanh Tùng                                 | Giăng Câu                                                           | Hương Lan, Trang Thanh Lan, Quang Bình, Elvis Phương               | PBN 26       | Người Hàng Xóm (thơ: Nguyễn Bính)                                                                    | Hạ Vy | PBN 124                                                                                              |
| Thanh Trang                                   | Tiếc Thu                                                            | Nguyễn Hưng, Kỳ Duyên                                              | PBN 26       | Tiếc Thu                                                                                             | Họa Mi | PBN 38                                                                                               |
| Thanh Sơn                                     | Hương Tóc Mạ Non                                                    | Quang Bình, Trang Thanh Lan                                        | PBN 29       | Hai Mươi Năm Gặp Lại                                                                                 | Hoàng Nhung, Ngọc Ngữ | PBN 137                                                                                              |
| Hoàng Trọng Thụy                              | Buồn Ơi Xin Hãy Quên                                                | Ái Vân, Nguyễn Hưng                                                | PBN 29       | Em Về Nào Có Hay                                                                                     | Don Hồ, Minh Tuyết | PBN 114                                                                                              |
| Xuân Vinh                                     | Cuộc Tình Đã Mất                                                    | Jenny Loan                                                         | PBN 29       | chỉ có 1 tác phẩm duy nhất đươc trình diễn trên sân khấu Paris By Night, tính đến thời điểm hiện tại | chỉ có 1 tác phẩm duy nhất đươc trình diễn trên sân khấu Paris By Night, tính đến thời điểm hiện tại                                          | chỉ có 1 tác phẩm duy nhất đươc trình diễn trên sân khấu Paris By Night, tính đến thời điểm hiện tại |
| Cẩm Vân                                       | Con Yêu (lời Việt)                                                  | Diễm Liên                                                          | PBN 29       | chỉ có 1 tác phẩm duy nhất đươc trình diễn trên sân khấu Paris By Night, tính đến thời điểm hiện tại | chỉ có 1 tác phẩm duy nhất đươc trình diễn trên sân khấu Paris By Night, tính đến thời điểm hiện tại                                          | chỉ có 1 tác phẩm duy nhất đươc trình diễn trên sân khấu Paris By Night, tính đến thời điểm hiện tại |
| Lan Anh                                       | Phút Giây Thần Tiên                                                 | Lan Anh, Lưu Bích                                                  | PBN 29       | Chiều Tím Vội Phai                                                                                   | Tuấn Ngọc, Khánh Hà, Thúy Anh, Lưu Bích | PBN 129                                                                                              |
| Franck Olivier                                | T'aimer                                                             | Thanh Lan, Franck Olivier                                          | PBN 29       | T'aimer                                                                                              | Thanh Lan, Franck Olivier | PBN 29                                                                                               |
| Tim Heinz                                     | Talk To My Heart                                                    | Bảo Hân, Jenny Loan                                                | PBN 29       | Can't Give You Up (Tim Heinz, Randy Peterson)                                                        | Như Loan | PBN 68                                                                                               |
| Bảo Thu (Trần Anh Mai)                        | Giọng Ca Dĩ Vãng                                                    | Dalena, Anh Khoa                                                   | PBN 29       | Nếu Xuân Này Vắng Anh                                                                                | Phương Loan | PBN 131                                                                                              |
| Đặng Hữu Phúc                                 | Ru Con Mùa Đông                                                     | Ái Vân                                                             | PBN 31       | chỉ có 1 tác phẩm duy nhất đươc trình diễn trên sân khấu Paris By Night, tính đến thời điểm hiện tại | chỉ có 1 tác phẩm duy nhất đươc trình diễn trên sân khấu Paris By Night, tính đến thời điểm hiện tại                                          | chỉ có 1 tác phẩm duy nhất đươc trình diễn trên sân khấu Paris By Night, tính đến thời điểm hiện tại |
| Thanh Tùng                                    | Hay Là Anh Đã Quên Em                                               | Diễm Liên                                                          | PBN 31       | Bông Cúc Vàng                                                                                        | Bằng Kiều, Trần Thu Hà | PBN 122                                                                                              |
| Trầm Tử Thiêng                                | Mộng Sầu                                                            | Dalena, Duy Quang                                                  | PBN 31       | Hối Tiếc                                                                                             | Ngọc Anh | PBN 120                                                                                              |
| Vũ Tuấn Đức                                   | Chiều Nhớ                                                           | Ý Lan                                                              | PBN 31       | Tình Đã Vụt Bay                                                                                      | Kỳ Phương Uyên | PBN 99                                                                                               |
| Tô Huyền Vân                                  | Quê Hương Bỏ Lại                                                    | Hương Lan                                                          | PBN 32       | chỉ có 1 tác phẩm duy nhất đươc trình diễn trên sân khấu Paris By Night, tính đến thời điểm hiện tại | chỉ có 1 tác phẩm duy nhất đươc trình diễn trên sân khấu Paris By Night, tính đến thời điểm hiện tại                                          | chỉ có 1 tác phẩm duy nhất đươc trình diễn trên sân khấu Paris By Night, tính đến thời điểm hiện tại |
| Nguyễn Đức Thành                              | Một Lần Miên Viễn Xót Xa                                            | Elvis Phương                                                       | PBN 32       | chỉ có 1 tác phẩm duy nhất đươc trình diễn trên sân khấu Paris By Night, tính đến thời điểm hiện tại | chỉ có 1 tác phẩm duy nhất đươc trình diễn trên sân khấu Paris By Night, tính đến thời điểm hiện tại                                          | chỉ có 1 tác phẩm duy nhất đươc trình diễn trên sân khấu Paris By Night, tính đến thời điểm hiện tại |
| Thanh Lan                                     | Ru Đêm                                                              | Thanh Lan, Thái Châu                                               | PBN 32       | Ru Đêm                                                                                               | Thanh Lan | PBN 40                                                                                               |
| Đinh Trầm Ca                                  | Ru Con Tình Cũ                                                      | Thanh Lan, Thái Châu                                               | PBN 32       | Ru Con Tình Cũ                                                                                       | Khánh Hà | PBN 90                                                                                               |
| Duy Quang                                     | Kiếp Đam Mê                                                         | Ngọc Lan                                                           | PBN 32       | Bài Thơ Vu Quy (thơ: Tuệ Mai)                                                                        | Don Hồ | PBN 122                                                                                              |
| Canh Thân                                     | Đi Với Tôi                                                          | Phương Loan                                                        | PBN 34       | Cô Hàng Cà Phê                                                                                       | Thái Châu, Ái Vân | PBN 42                                                                                               |
| Hoàng Thanh Tâm                               | Lời Tình Buồn                                                       | Ý Lan                                                              | PBN 34       | Lời Tình Buồn                                                                                        | Lam Anh, Đình Bảo | PBN 114                                                                                              |
| Michael Thuận                                 | So Sad (lời Việt)                                                   | Lynda Trang Đài                                                    | PBN 34       | So Sad (lời Việt)                                                                                    | Lam Anh, Dương Triệu Vũ | PBN 98                                                                                               |
| Lê Yên                                        | Ngựa Phi Đường Xa                                                   | Chí Tài, Nguyễn Hưng, Thế Sơn                                      | PBN 35       | Xuân Nghệ Sĩ Hành Khúc                                                                               | Nguyễn Hưng, Thế Sơn, Trần Thái Hòa, Lương Tùng Quang, Quang Lê                                                                               | PBN 85                                                                                               |
| Thu Hoài Nguyễn                               | Giọt Sầu Trinh Nữ                                                   | Phương Loan                                                        | PBN 35       | chỉ có 1 tác phẩm duy nhất đươc trình diễn trên sân khấu Paris By Night, tính đến thời điểm hiện tại | chỉ có 1 tác phẩm duy nhất đươc trình diễn trên sân khấu Paris By Night, tính đến thời điểm hiện tại                                          | chỉ có 1 tác phẩm duy nhất đươc trình diễn trên sân khấu Paris By Night, tính đến thời điểm hiện tại |
| Đan Linh                                      | Giọt Sầu Trinh Nữ                                                   | Phương Loan                                                        | PBN 35       | chỉ có 1 tác phẩm duy nhất đươc trình diễn trên sân khấu Paris By Night, tính đến thời điểm hiện tại | chỉ có 1 tác phẩm duy nhất đươc trình diễn trên sân khấu Paris By Night, tính đến thời điểm hiện tại                                          | chỉ có 1 tác phẩm duy nhất đươc trình diễn trên sân khấu Paris By Night, tính đến thời điểm hiện tại |
| Nguyễn Ngọc Thiện                             | Cô Bé Dỗi Hờn                                                       | Bảo Hân                                                            | PBN 35       | Mẹ Yêu (lời Việt)                                                                                    | Trịnh Lam, Lưu Bích | PBN 90                                                                                               |
| Đỗ Lễ                                         | Sang Ngang                                                          | Dalena                                                             | PBN 35       | chỉ có 1 tác phẩm duy nhất đươc trình diễn trên sân khấu Paris By Night, tính đến thời điểm hiện tại | chỉ có 1 tác phẩm duy nhất đươc trình diễn trên sân khấu Paris By Night, tính đến thời điểm hiện tại                                          | chỉ có 1 tác phẩm duy nhất đươc trình diễn trên sân khấu Paris By Night, tính đến thời điểm hiện tại |
| Thế Hiển                                      | Hoàng Hôn Màu Tím                                                   | Hương Lan                                                          | PBN 35       | Bốn Mắt Anh Yêu                                                                                      | Lương Tùng Quang | PBN 90                                                                                               |
| Tôn Thất Lập                                  | Trò Chơi                                                            | Thế Sơn, Bảo Hân                                                   | PBN 35       | chỉ có 1 tác phẩm duy nhất đươc trình diễn trên sân khấu Paris By Night, tính đến thời điểm hiện tại | chỉ có 1 tác phẩm duy nhất đươc trình diễn trên sân khấu Paris By Night, tính đến thời điểm hiện tại                                          | chỉ có 1 tác phẩm duy nhất đươc trình diễn trên sân khấu Paris By Night, tính đến thời điểm hiện tại |
| Quy Sắc                                       | Duyên Nợ Chợ Trời                                                   | Hương Lan, Chí Tâm                                                 | PBN 36       | Nấu Bánh Đêm Xuân                                                                                    | Hương Lan, Chí Tâm | PBN 38                                                                                               |
| Đức Phú                                       | Duyên Nợ Chợ Trời                                                   | Hương Lan, Chí Tâm                                                 | PBN 36       | chỉ có 1 tác phẩm duy nhất đươc trình diễn trên sân khấu Paris By Night, tính đến thời điểm hiện tại | chỉ có 1 tác phẩm duy nhất đươc trình diễn trên sân khấu Paris By Night, tính đến thời điểm hiện tại                                          | chỉ có 1 tác phẩm duy nhất đươc trình diễn trên sân khấu Paris By Night, tính đến thời điểm hiện tại |
| Thái Châu                                     | Tôi Yêu Em                                                          | Thái Châu                                                          | PBN 36       | chỉ có 1 tác phẩm duy nhất đươc trình diễn trên sân khấu Paris By Night, tính đến thời điểm hiện tại | chỉ có 1 tác phẩm duy nhất đươc trình diễn trên sân khấu Paris By Night, tính đến thời điểm hiện tại                                          | chỉ có 1 tác phẩm duy nhất đươc trình diễn trên sân khấu Paris By Night, tính đến thời điểm hiện tại |
| Mỹ Huyền                                      | Knight In White Satin (lời Việt)                                    | Philip Huy                                                         | PBN 36       | Đời Vẫn Lầm Than                                                                                     | Trúc Lam, Trúc Linh | PBN 53                                                                                               |
| Minh Thảo                                     | Tình Lỡ Trăm Năm (lời Việt)                                         | Ái Vân, Nguyễn Hưng                                                | PBN 36       | chỉ có 1 tác phẩm duy nhất đươc trình diễn trên sân khấu Paris By Night, tính đến thời điểm hiện tại | chỉ có 1 tác phẩm duy nhất đươc trình diễn trên sân khấu Paris By Night, tính đến thời điểm hiện tại                                          | chỉ có 1 tác phẩm duy nhất đươc trình diễn trên sân khấu Paris By Night, tính đến thời điểm hiện tại |
| Dương Thiệu Tước                              | Bóng Chiều Xưa                                                      | Họa Mi                                                             | PBN 37       | Chiều (thơ: Hồ Dzếnh)                                                                                | Hà Thanh Xuân | PBN 124                                                                                              |
| Thanh Trúc                                    | Gọi Người Xa Vời                                                    | Don Hồ                                                             | PBN 37       | chỉ có 1 tác phẩm duy nhất đươc trình diễn trên sân khấu Paris By Night, tính đến thời điểm hiện tại | chỉ có 1 tác phẩm duy nhất đươc trình diễn trên sân khấu Paris By Night, tính đến thời điểm hiện tại                                          | chỉ có 1 tác phẩm duy nhất đươc trình diễn trên sân khấu Paris By Night, tính đến thời điểm hiện tại |
| Mai Nguyễn                                    | Cuộc Tình Lỡ                                                        | Don Hồ, Ngọc Huệ                                                   | PBN 37       | Một Thoáng Tình Ta                                                                                   | Lay Minh, Mai Linh | PBN 56                                                                                               |
| Lưu Bích                                      | Nụ Hôn Khó Quên                                                     | Lưu Bích                                                           | PBN 38       | Một Lần Được Yêu (Lưu Bích, Kỳ Duyên)                                                                | Lưu Bích, Kỳ Duyên | PBN 53                                                                                               |
| Dzũng Chinh                                   | Những Đồi Hoa Sim                                                   | Hoài Nam                                                           | PBN 38       | Những Đồi Hoa Sim                                                                                    | Ngọc Ngữ | PBN 117                                                                                              |
| Ngân Giang                                    | Tôi Vẫn Nhớ                                                         | Thế Sơn, Như Quỳnh                                                 | PBN 38       | Tâm Sự Nàng Buram                                                                                    | Châu Ngọc Hà | PBN 137                                                                                              |
| Văn Đắc Nguyên                                | Quê Hương Và Mẹ Hiền                                                | Hương Lan                                                          | PBN 38       | Quê Hương Và Mẹ Hiền                                                                                 | Tâm Đoan | PBN 113                                                                                              |
| Vũ Hoàng                                      | Hương Xưa (thơ: Cao Vũ Huy Miên)                                    | Hoài Nam                                                           | PBN 39       | Phượng Hồng (thơ: Đỗ Trung Quân)                                                                     | Thế Sơn, Thái Châu | PBN 96                                                                                               |
| Nguyễn Tiến                                   | Chuyện Tình Lá Diêu Bông (thơ: Hoàng Cầm)                           | Ái Vân                                                             | PBN 39       | chỉ có 1 tác phẩm duy nhất đươc trình diễn trên sân khấu Paris By Night, tính đến thời điểm hiện tại | chỉ có 1 tác phẩm duy nhất đươc trình diễn trên sân khấu Paris By Night, tính đến thời điểm hiện tại                                          | chỉ có 1 tác phẩm duy nhất đươc trình diễn trên sân khấu Paris By Night, tính đến thời điểm hiện tại |
| Đinh Việt Lang                                | Ngày Vui Qua Mau                                                    | Thế Sơn                                                            | PBN 39       | Hẹn Một Mùa Xuân                                                                                     | Đan Nguyên | PBN 124                                                                                              |
| Bằng Giang                                    | Thành Phố Mưa Bay                                                   | Lay Minh, Thiên Kim, Khánh Hoàng                                   | PBN 39       | Mưa Buồn Tỉnh Lẻ                                                                                     | Tuấn Phước, Ngọc Ngữ | PBN 133                                                                                              |
| Nguyễn Đình Lợi                               | Vực Sâu Hạnh Phúc                                                   | Don Hồ                                                             | PBN 39       | Cà Phê Đắng Trở Lại                                                                                  | Don Hồ | PBN 48                                                                                               |
| Thu Hồ                                        | Quê Mẹ                                                              | Họa Mi                                                             | PBN 40       | Khúc Ca Đồng Tháp                                                                                    | Hương Thủy | PBN 114                                                                                              |
| Nguyễn Đình Toàn                              | Mẹ (Nguyễn Đình Toàn, Nguyễn Linh Diệu)                             | Lưu Bích                                                           | PBN 40       | Mẹ (Nguyễn Đình Toàn, Nguyễn Linh Diệu)                                                              | Hương Lan, Hương Giang, Hoàng Nhung | PBN 114                                                                                              |
| Nguyễn Linh Diệu                              | Mẹ (Nguyễn Đình Toàn, Nguyễn Linh Diệu)                             | Lưu Bích                                                           | PBN 40       | Mẹ (Nguyễn Đình Toàn, Nguyễn Linh Diệu)                                                              | Hương Lan, Hương Giang, Hoàng Nhung | PBN 114                                                                                              |
| Nhị Hà                                        | Mẹ Tôi                                                              | Thế Sơn                                                            | PBN 40       | chỉ có 1 tác phẩm duy nhất đươc trình diễn trên sân khấu Paris By Night, tính đến thời điểm hiện tại | chỉ có 1 tác phẩm duy nhất đươc trình diễn trên sân khấu Paris By Night, tính đến thời điểm hiện tại                                          | chỉ có 1 tác phẩm duy nhất đươc trình diễn trên sân khấu Paris By Night, tính đến thời điểm hiện tại |
| Vũ Đức Sao Biển                               | Đau Xót Lý Chim Quyên                                               | Hương Lan                                                          | PBN 42       | Đêm Nghe Điệu Hoài Lang                                                                              | Hoài Linh, Hoài Lâm | PBN 126                                                                                              |
| Quang Bình                                    | Mưa Hạ                                                              | Nguyễn Hưng                                                        | PBN 42       | chỉ có 1 tác phẩm duy nhất đươc trình diễn trên sân khấu Paris By Night, tính đến thời điểm hiện tại | chỉ có 1 tác phẩm duy nhất đươc trình diễn trên sân khấu Paris By Night, tính đến thời điểm hiện tại                                          | chỉ có 1 tác phẩm duy nhất đươc trình diễn trên sân khấu Paris By Night, tính đến thời điểm hiện tại |
| Tô Thanh Sơn                                  | Chút Kỷ Niệm Buồn                                                   | Mạnh Đình                                                          | PBN 42       | Chút Kỷ Niệm Buồn                                                                                    | Như Quỳnh | PBN 109                                                                                              |
| Lê Xuân Trường                                | Khi Người Xa Tôi                                                    | Thiên Kim                                                          | PBN 42       | Đôi Khi Em Muốn Khóc (lời Việt)                                                                      | Hương Giang, Tú Quyên | PBN 98                                                                                               |
| Đỗ Kim Bảng                                   | Mùa Thi                                                             | Như Quỳnh, Hoàng Lan, Mỹ Huyền                                     | PBN 42       | Xin Dìu Nhau Đến Tình Yêu                                                                            | Hồ Lệ Thu | PBN 137                                                                                              |
| Hùng Lân                                      | Hè Về                                                               | Như Quỳnh, Hoàng Lan, Mỹ Huyền                                     | PBN 42       | Cô Gái Việt                                                                                          | Hợp Ca | PBN 90                                                                                               |
| Ngọc Minh Hà                                  | Mùa Phượng Vỹ (Ngọc Minh Hà, Lâm Trường Long)                       | Như Quỳnh, Hoàng Lan, Mỹ Huyền                                     | PBN 42       | chỉ có 1 tác phẩm duy nhất đươc trình diễn trên sân khấu Paris By Night, tính đến thời điểm hiện tại | chỉ có 1 tác phẩm duy nhất đươc trình diễn trên sân khấu Paris By Night, tính đến thời điểm hiện tại                                          | chỉ có 1 tác phẩm duy nhất đươc trình diễn trên sân khấu Paris By Night, tính đến thời điểm hiện tại |
| Lâm Trường Long                               | Mùa Phượng Vỹ (Ngọc Minh Hà, Lâm Trường Long)                       | Như Quỳnh, Hoàng Lan, Mỹ Huyền                                     | PBN 42       | chỉ có 1 tác phẩm duy nhất đươc trình diễn trên sân khấu Paris By Night, tính đến thời điểm hiện tại | chỉ có 1 tác phẩm duy nhất đươc trình diễn trên sân khấu Paris By Night, tính đến thời điểm hiện tại                                          | chỉ có 1 tác phẩm duy nhất đươc trình diễn trên sân khấu Paris By Night, tính đến thời điểm hiện tại |
| Ái Vân                                        | Ước Hẹn Ngày Mùa                                                    | Ái Vân                                                             | PBN 42       | chỉ có 1 tác phẩm duy nhất đươc trình diễn trên sân khấu Paris By Night, tính đến thời điểm hiện tại | chỉ có 1 tác phẩm duy nhất đươc trình diễn trên sân khấu Paris By Night, tính đến thời điểm hiện tại                                          | chỉ có 1 tác phẩm duy nhất đươc trình diễn trên sân khấu Paris By Night, tính đến thời điểm hiện tại |
| Mai Anh Việt                                  | Khi Em Thoáng Qua Đời Tôi                                           | Thiên Kim                                                          | PBN 43       | Tôi Muốn Nói Yêu Em                                                                                  | Nguyễn Hưng | PBN 99                                                                                               |
| Tô Vũ                                         | Em Đến Thăm Anh Một Chiều Mưa                                       | Thùy Dương                                                         | PBN 43       | chỉ có 1 tác phẩm duy nhất đươc trình diễn trên sân khấu Paris By Night, tính đến thời điểm hiện tại | chỉ có 1 tác phẩm duy nhất đươc trình diễn trên sân khấu Paris By Night, tính đến thời điểm hiện tại                                          | chỉ có 1 tác phẩm duy nhất đươc trình diễn trên sân khấu Paris By Night, tính đến thời điểm hiện tại |
| Trường Huy                                    | Người Đàn Bà Vô Tình (lời Việt)                                     | Thế Sơn                                                            | PBN 43       | Tình Em Mùa Xuân                                                                                     | Nhật Trung, La Sương Sương | PBN 80                                                                                               |
| Duy Yên                                       | Mưa Chiều Kỷ Niệm (Duy Yên, Quốc Kỳ)                                | Ái Vân, Elvis Phương                                               | PBN 44       | Mưa Chiều Kỷ Niệm (Duy Yên, Quốc Kỳ)                                                                 | Thế Sơn, Thanh Hà | PBN 82                                                                                               |
| Quốc Kỳ                                       | Mưa Chiều Kỷ Niệm (Duy Yên, Quốc Kỳ)                                | Ái Vân, Elvis Phương                                               | PBN 44       | Mưa Chiều Kỷ Niệm (Duy Yên, Quốc Kỳ)                                                                 | Thế Sơn, Thanh Hà | PBN 82                                                                                               |
| Giao Tiên (Hoàng Hoa, Thảo Trang, Ngân Trang) | Hào Hoa                                                             | Lynda Trang Đài                                                    | PBN 44       | Nếu Mộng Không Thành                                                                                 | Trường Vũ, Mai Thiên Vân | PBN 128                                                                                              |
| Tú Nhi                                        | Trong Tầm Mắt Đời                                                   | Hoài Nam                                                           | PBN 44       | Xin Làm Người Xa Lạ                                                                                  | Chế Linh | PBN 137                                                                                              |
| Tuấn Hải (Lê Kim Khánh)                       | Có Lẽ                                                               | Hoàng Lan                                                          | PBN 44       | Nếu Em Đã Theo Anh Về                                                                                | Quang Lê, Mai Thiên Vân | PBN 130                                                                                              |
| Ngọc Châu                                     | Thì Thầm Mùa Xuân                                                   | Bảo Hân                                                            | PBN 45       | Thì Thầm Mùa Xuân                                                                                    | Hợp Ca | PBN 85                                                                                               |
| Đào Duy                                       | Điệu Buồn                                                           | Thùy Dương                                                         | PBN 45       | Những Đêm Dài Không Ngủ                                                                              | Hạ Vy | PBN 120                                                                                              |
| Phú Quang                                     | Chiều Phủ Tây Hồ                                                    | Ái Vân                                                             | PBN 45       | Muộn (thơ: Thái Thăng Long)                                                                          | Ngọc Anh, Trần Thái Hòa | PBN 134                                                                                              |
| Kỳ Duyên                                      | Muộn Màng (lời Việt)                                                | Kỳ Duyện, Maurice Đạt                                              | PBN 45       | Amor, Amor (lời Việt)                                                                                | Kỳ Duyên, Mai Tiến Dũng, Hương Thủy | PBN 97                                                                                               |
| Phan Kiên                                     | Phù Du                                                              | Thu Hằng, Diệu Hằng                                                | PBN 45       | chỉ có 1 tác phẩm duy nhất đươc trình diễn trên sân khấu Paris By Night, tính đến thời điểm hiện tại | chỉ có 1 tác phẩm duy nhất đươc trình diễn trên sân khấu Paris By Night, tính đến thời điểm hiện tại                                          | chỉ có 1 tác phẩm duy nhất đươc trình diễn trên sân khấu Paris By Night, tính đến thời điểm hiện tại |
| Xuân Lôi                                      | Nhạt Nắng (Xuân Lôi, Y Vân)                                         | Mỹ Huyền                                                           | PBN 45       | Nhạt Nắng (Xuân Lôi, Y Vân)                                                                          | Hợp Ca | PBN 95                                                                                               |
| Cung Tiến                                     | Hoài Cảm                                                            | Lưu Bích                                                           | PBN 45       | Nguyệt Cầm                                                                                           | Đình Bảo, Thiên Tôn | PBN 133                                                                                              |
| Loan Thảo                                     | Bánh Bông Lan                                                       | Hương Lan, Chí Tâm                                                 | PBN 45       | Cải Lương Tiếng Hạc Trong Trăng (Yên Ba, Loan Thảo, Nguyễn Văn Đông)                                 | Như Quỳnh, Kim Tiểu Long, Hoài Tâm | PBN 125                                                                                              |
| Hữu Xuân                                      | Đóa Hoa Đôi                                                         | Trúc Lam, Trúc Linh                                                | PBN 46       | Chào Mùa Xuân Mới                                                                                    | Lương Tùng Quang, Bằng Kiều, Vân Quỳnh | PBN 76                                                                                               |
| Trọng Đài                                     | Chị Tôi (thơ: Đoàn Thị Tảo)                                         | Thùy Dương                                                         | PBN 46       | chỉ có 1 tác phẩm duy nhất đươc trình diễn trên sân khấu Paris By Night, tính đến thời điểm hiện tại | chỉ có 1 tác phẩm duy nhất đươc trình diễn trên sân khấu Paris By Night, tính đến thời điểm hiện tại                                          | chỉ có 1 tác phẩm duy nhất đươc trình diễn trên sân khấu Paris By Night, tính đến thời điểm hiện tại |
| Ngọc Lễ                                       | Cà Phê Một Mình                                                     | Nguyễn Hưng, Bảo Ngọc                                              | PBN 46       | Xe Đạp Ơi                                                                                            | Thế Sơn | PBN 46                                                                                               |
| Quốc Hùng                                     | Con Gái Bây Giờ                                                     | Nguyễn Hưng                                                        | PBN 46       | Lệ Vu Quy                                                                                            | Trịnh Lam, Diễm Sương | PBN 114                                                                                              |
| Dino Phạm Hoàng Dũng                          | Đời Tôi Là Của Tôi                                                  | Nguyễn Hưng                                                        | PBN 48       | Hãy Cho Tôi                                                                                          | Nguyễn Huy | PBN 94                                                                                               |
| Hoàng Dương                                   | Hướng Về Hà Nội                                                     | Khánh Ly                                                           | PBN 49       | Nhạc Sầu Tương Tư (Hoàng Trọng, Hoàng Dương)                                                         | Thúy An | PBN 122                                                                                              |
| Duy Khánh                                     | Thương Về Miền Trung                                                | Như Quỳnh                                                          | PBN 49       | Bao Giờ Em Quên                                                                                      | Quang Lê | PBN 138                                                                                              |
| Phan Ni Tấn                                   | Ôi Quê Nhà                                                          | Nguyễn Hưng                                                        | PBN 49       | Lý Con Sáo Bạc Liêu                                                                                  | Phi Nhung, Mạnh Quỳnh | PBN 132                                                                                              |
| Hàn Châu                                      | Trên Dòng Sông Nhỏ                                                  | Mỹ Huyền                                                           | PBN 49       | Đêm Tóc Rối                                                                                          | Hương Lan | PBN 130                                                                                              |
| Đan Thọ                                       | Tình Quê Hương                                                      | Thế Sơn                                                            | PBN 49       | Chiều Tím (Đan Thọ, Đinh Hùng)                                                                       | Lệ Thu | PBN 81                                                                                               |
| Thanh Bình                                    | Những Nẻo Đường Việt Nam                                            | Như Quỳnh, Thế Sơn, Mạnh Đình, Mỹ Huyền                            | PBN 49       | Tình Lỡ                                                                                              | Chế Linh, Thanh Tuyền | PBN 128                                                                                              |
| Kim Tuấn (Nguyễn Kim Tuấn, Nguyễn Duy An)     | Hãy Để Mưa Rơi                                                      | Tommy Ngô                                                          | PBN 50       | Phút Giao Thừa Dịu Êm                                                                                | Hợp Ca | PBN 110                                                                                              |
| Hà Tích                                       | Chỉ Yêu Mình Anh                                                    | Loan Châu                                                          | PBN 51       | chỉ có 1 tác phẩm duy nhất đươc trình diễn trên sân khấu Paris By Night, tính đến thời điểm hiện tại | chỉ có 1 tác phẩm duy nhất đươc trình diễn trên sân khấu Paris By Night, tính đến thời điểm hiện tại                                          | chỉ có 1 tác phẩm duy nhất đươc trình diễn trên sân khấu Paris By Night, tính đến thời điểm hiện tại |
| Randy Peterson                                | Mừng Tân Thế Kỷ (Tim Heinz, Randy Peterson, Khúc Lan)               | Hợp Ca                                                             | PBN 51       | Can't Give You Up (Tim Heinz, Randy Peterson)                                                        | Như Loan | PBN 68                                                                                               |
| Tùng Châu                                     | Khổ Vì Yêu Nàng                                                     | Nguyễn Hưng                                                        | PBN 52       | Chiều Mưa Phi Trường (Tùng Châu, Nhật Ngân)                                                          | Tâm Đoan | PBN 137                                                                                              |
| Võ Đông Điền                                  | Tiếng Hát Chim Đa Đa                                                | Như Quỳnh                                                          | PBN 52       | Màu Hoa Bí                                                                                           | Tâm Đoan | PBN 117                                                                                              |
| Thanh Vũ (Thanh Hằng)                         | Tâm Sự Đời Tôi (Thanh Hằng)                                         | Hoàng Lan                                                          | PBN 52       | Phượng Buồn (Thanh Sơn, Thanh Vũ)                                                                    | Như Quỳnh, Mạnh Quỳnh | PBN 104                                                                                              |
| Việt Anh                                      | Không Còn Mùa Thu                                                   | Ý Lan                                                              | PBN 52       | Không Còn Mùa Thu                                                                                    | Thúy Anh | PBN 129                                                                                              |
| Nguyễn Nghị                                   | Vỗ Cái Trống Cơm                                                    | Ái Vân                                                             | PBN 52       | Vỗ Cái Trống Cơm                                                                                     | Quỳnh Vi | PBN 114                                                                                              |
| Trần Đức                                      | Ai Về Với Tôi                                                       | Trần Đức                                                           | PBN 52       | Tình Chấp Nhận                                                                                       | Quỳnh Vi | PBN 96                                                                                               |
| Chu Minh Ký                                   | Tình Băng Giá (lời Việt)                                            | Nguyễn Hưng, Như Quỳnh                                             | PBN 53       | Đừng Lừa Dối (lời Việt)                                                                              | Dương Triệu Vũ | PBN 95                                                                                               |
| Lê Mộng Bảo (Hoa Linh Bảo)                    | Phận Nghèo                                                          | Trường Vũ, Mạnh Đình, Mạnh Quỳnh                                   | PBN 53       | Phận Nghèo                                                                                           | Mạnh Quỳnh, Hương Thủy | PBN 107                                                                                              |
| Tuấn Khanh                                    | Trả Nợ Tình Xa                                                      | Lưu Bích, Nguyễn Hưng                                              | PBN 53       | Như Là Tình Yêu                                                                                      | Hồ Lệ Thu, Như Loan, Thùy Vân | PBN 92                                                                                               |
| Tommy Ngô                                     | I Love Who (lời Việt)                                               | Tommy Ngô                                                          | PBN 53       | Dance For Me (lời Việt)                                                                              | Tommy Ngô, Lynda Trang Đài | PBN 63                                                                                               |
| Khánh Uyên                                    | Đường Tình Hai Lối (Tùng Châu, Khánh Uyên)                          | Châu Ngọc, Thế Sơn, Don Hồ                                         | PBN 53       | chỉ có 1 tác phẩm duy nhất đươc trình diễn trên sân khấu Paris By Night, tính đến thời điểm hiện tại | chỉ có 1 tác phẩm duy nhất đươc trình diễn trên sân khấu Paris By Night, tính đến thời điểm hiện tại                                          | chỉ có 1 tác phẩm duy nhất đươc trình diễn trên sân khấu Paris By Night, tính đến thời điểm hiện tại |
| Ngọc Sơn                                      | Giận Hờn                                                            | Nguyễn Hưng, Don Hồ, Thế Sơn                                       | PBN 54       | Đêm Cuối                                                                                             | Duy Trường | PBN 107                                                                                              |
| Nguyễn Đức Quang                              | Vì Tôi Là Linh Mục (thơ: Nguyễn Tất Nhiên)                          | Don Hồ                                                             | PBN 54       | chỉ có 1 tác phẩm duy nhất đươc trình diễn trên sân khấu Paris By Night, tính đến thời điểm hiện tại | chỉ có 1 tác phẩm duy nhất đươc trình diễn trên sân khấu Paris By Night, tính đến thời điểm hiện tại                                          | chỉ có 1 tác phẩm duy nhất đươc trình diễn trên sân khấu Paris By Night, tính đến thời điểm hiện tại |
| Duy Hải                                       | Mưa Đêm Độc Hành                                                    | Don Hồ, Thế Sơn                                                    | PBN 54       | chỉ có 1 tác phẩm duy nhất đươc trình diễn trên sân khấu Paris By Night, tính đến thời điểm hiện tại | chỉ có 1 tác phẩm duy nhất đươc trình diễn trên sân khấu Paris By Night, tính đến thời điểm hiện tại                                          | chỉ có 1 tác phẩm duy nhất đươc trình diễn trên sân khấu Paris By Night, tính đến thời điểm hiện tại |
| Christophe                                    | Je Ne T'aime Plus                                                   | Christophe                                                         | PBN 54       | Aline                                                                                                | Christophe, Don Hồ, Thế Sơn | PBN 54                                                                                               |
| Quốc Vượng                                    | Anh Muốn Nói Yêu Em                                                 | Thiên Kim, Don Hồ                                                  | PBN 54       | chỉ có 1 tác phẩm duy nhất đươc trình diễn trên sân khấu Paris By Night, tính đến thời điểm hiện tại | chỉ có 1 tác phẩm duy nhất đươc trình diễn trên sân khấu Paris By Night, tính đến thời điểm hiện tại                                          | chỉ có 1 tác phẩm duy nhất đươc trình diễn trên sân khấu Paris By Night, tính đến thời điểm hiện tại |
| Lê Quang                                      | Đi Về Nơi Xa                                                        | Thế Sơn                                                            | PBN 54       | Hãy Sống Theo Những Gì Con Muốn (Lê Quang, Hà Quang Minh)                                            | Bằng Kiều, Beckham | PBN 129                                                                                              |
| Quốc Khanh                                    | Dưới Ánh Nắng Mặt Trời                                              | Bảo Hân                                                            | PBN 55       | chỉ có 1 tác phẩm duy nhất đươc trình diễn trên sân khấu Paris By Night, tính đến thời điểm hiện tại | chỉ có 1 tác phẩm duy nhất đươc trình diễn trên sân khấu Paris By Night, tính đến thời điểm hiện tại                                          | chỉ có 1 tác phẩm duy nhất đươc trình diễn trên sân khấu Paris By Night, tính đến thời điểm hiện tại |
| Trương Quang Tuấn                             | Nhớ Em Lý Bông Mai (Trương Quang Tuấn, Kim Tuấn)                    | Như Quỳnh                                                          | PBN 55       | Dễ Thương                                                                                            | Trúc Lam, Trúc Linh | PBN 71                                                                                               |
| Phạm Đăng Khương                              | Như Cơn Gió Vô Tình                                                 | Thế Sơn                                                            | PBN 55       | chỉ có 1 tác phẩm duy nhất đươc trình diễn trên sân khấu Paris By Night, tính đến thời điểm hiện tại | chỉ có 1 tác phẩm duy nhất đươc trình diễn trên sân khấu Paris By Night, tính đến thời điểm hiện tại                                          | chỉ có 1 tác phẩm duy nhất đươc trình diễn trên sân khấu Paris By Night, tính đến thời điểm hiện tại |
| Hoàng Quang Huê                               | Mục Liên Cứu Mẹ                                                     | Tường Nguyên, Tú Trinh                                             | PBN 55       | chỉ có 1 tác phẩm duy nhất đươc trình diễn trên sân khấu Paris By Night, tính đến thời điểm hiện tại | chỉ có 1 tác phẩm duy nhất đươc trình diễn trên sân khấu Paris By Night, tính đến thời điểm hiện tại                                          | chỉ có 1 tác phẩm duy nhất đươc trình diễn trên sân khấu Paris By Night, tính đến thời điểm hiện tại |
| Hoàng Phương                                  | Em Còn Tuổi 15                                                      | Đặng Trường Phát                                                   | PBN 55       | Hoa Sứ Nhà Nàng                                                                                      | Thái Châu | PBN 111                                                                                              |
| Trung Nhật                                    | Tiền Giang Quê Tôi                                                  | Hoàng Lan                                                          | PBN 55       | chỉ có 1 tác phẩm duy nhất đươc trình diễn trên sân khấu Paris By Night, tính đến thời điểm hiện tại | chỉ có 1 tác phẩm duy nhất đươc trình diễn trên sân khấu Paris By Night, tính đến thời điểm hiện tại                                          | chỉ có 1 tác phẩm duy nhất đươc trình diễn trên sân khấu Paris By Night, tính đến thời điểm hiện tại |
| Võ Thiện Thanh                                | Rock Con Diều                                                       | Ngọc Ánh                                                           | PBN 55       | Mở Cửa Mùa Xuân                                                                                      | Lam Anh | PBN 117                                                                                              |
| Trần Lê Quỳnh                                 | Chân Tình                                                           | Thế Sơn                                                            | PBN 56       | Thương Một Người Quá Lâu                                                                             | Trịnh Lam, Như Ý | PBN 134                                                                                              |
| Trần Tiến                                     | Chị Tôi                                                             | Don Hồ                                                             | PBN 56       | Sắc Màu                                                                                              | Đình Bảo | PBN 127                                                                                              |
| Thiên Vũ                                      | Đêm Liêu Trai                                                       | Loan Châu                                                          | PBN 56       | chỉ có 1 tác phẩm duy nhất đươc trình diễn trên sân khấu Paris By Night, tính đến thời điểm hiện tại | chỉ có 1 tác phẩm duy nhất đươc trình diễn trên sân khấu Paris By Night, tính đến thời điểm hiện tại                                          | chỉ có 1 tác phẩm duy nhất đươc trình diễn trên sân khấu Paris By Night, tính đến thời điểm hiện tại |
| Tuấn Thành                                    | Lang Thang Trên Đường Mưa Rơi                                       | Ngọc Ánh                                                           | PBN 56       | Mùa Đông                                                                                             | Lương Tùng Quang, Diễm Sương | PBN 112                                                                                              |
| Mạnh Quỳnh (Nguyễn Nhân Tâm)                  | Tân Cổ Đoạn Cuối Tình Yêu (Tú Nhi, Loan Thảo, Mạnh Quỳnh)           | Phi Nhung, Mạnh Quỳnh                                              | PBN 57       | Tân Cổ Mùa Xuân Xa Quê (Hà Sơn, Mạnh Quỳnh)                                                          | Mạnh Quỳnh, Hoài Linh | PBN 138                                                                                              |
| Lynda Trang Đài                               | Got To Fight (lời Việt)                                             | Lynda Trang Đài                                                    | PBN 57       | chỉ có 1 tác phẩm duy nhất đươc trình diễn trên sân khấu Paris By Night, tính đến thời điểm hiện tại | chỉ có 1 tác phẩm duy nhất đươc trình diễn trên sân khấu Paris By Night, tính đến thời điểm hiện tại                                          | chỉ có 1 tác phẩm duy nhất đươc trình diễn trên sân khấu Paris By Night, tính đến thời điểm hiện tại |
| Hà Phương                                     | Nhật Ký Mùa Đông                                                    | Sơn Tuyền, Đặng Trường Phát                                        | PBN 57       | Hai Sắc Hoa Ti-gôn (thơ: TTKH)                                                                       | Hoàng Oanh | PBN 124                                                                                              |
| Thuận Yến                                     | Tình Yêu Không Lời                                                  | Châu Ngọc                                                          | PBN 57       | chỉ có 1 tác phẩm duy nhất đươc trình diễn trên sân khấu Paris By Night, tính đến thời điểm hiện tại | chỉ có 1 tác phẩm duy nhất đươc trình diễn trên sân khấu Paris By Night, tính đến thời điểm hiện tại                                          | chỉ có 1 tác phẩm duy nhất đươc trình diễn trên sân khấu Paris By Night, tính đến thời điểm hiện tại |
| Vũ Thành                                      | Giấc Mơ Hồi Hương                                                   | Trần Đức                                                           | PBN 57       | Giấc Mơ Hồi Hương                                                                                    | Khánh Hà | PBN 91                                                                                               |
| Nguyễn Ngọc Thạch                             | Tình Xót Xa                                                         | Lưu Bích                                                           | PBN 57       | Tình Mộng                                                                                            | Ngọc Liên | PBN 82                                                                                               |
| Julie                                         | Bài Ngợi Ca Tình Yêu (lời Việt: Julie, Phạm Duy)                    | Loan Châu                                                          | PBN 58       | Bài Ngợi Ca Tình Yêu (lời Việt: Julie, Phạm Duy)                                                     | Thanh Hà | PBN 97                                                                                               |
| Trần Huân                                     | Mưa Phố                                                             | Trúc Lam, Trúc Linh                                                | PBN 58       | Nước Mắt                                                                                             | Lương Tùng Quang | PBN 77                                                                                               |
| Lê Vũ                                         | Phố Vẫn Xưa                                                         | Lưu Bích                                                           | PBN 58       | Phố Vẫn Xưa                                                                                          | Đình Bảo | PBN 114                                                                                              |
| Vinh Sử (Cô Phượng)                           | Trên Lối Nhỏ                                                        | Trường Vũ                                                          | PBN 58       | Hỏi Nàng Xuân                                                                                        | Phương Yến Linh | PBN 131                                                                                              |
| Nguyễn Ngọc Tài                               | Tình Phai (thơ: Phan Thị Nguyệt Hồng)                               | Lynda Trang Đài                                                    | PBN 58       | chỉ có 1 tác phẩm duy nhất đươc trình diễn trên sân khấu Paris By Night, tính đến thời điểm hiện tại | chỉ có 1 tác phẩm duy nhất đươc trình diễn trên sân khấu Paris By Night, tính đến thời điểm hiện tại                                          | chỉ có 1 tác phẩm duy nhất đươc trình diễn trên sân khấu Paris By Night, tính đến thời điểm hiện tại |
| Huỳnh Ngọc Đông                               | Nỗi Buồn Chim Sáo (Huỳnh Ngọc Đông, Đinh Trầm Ca)                   | Phi Nhung                                                          | PBN 59       | Nỗi Buồn Chim Sáo (Huỳnh Ngọc Đông, Đinh Trầm Ca)                                                    | Ngọc Loan | PBN 87                                                                                               |
| Lê Trọng Nguyễn                               | Nắng Chiều                                                          | Thế Sơn                                                            | PBN 59       | chỉ có 1 tác phẩm duy nhất đươc trình diễn trên sân khấu Paris By Night, tính đến thời điểm hiện tại | chỉ có 1 tác phẩm duy nhất đươc trình diễn trên sân khấu Paris By Night, tính đến thời điểm hiện tại                                          | chỉ có 1 tác phẩm duy nhất đươc trình diễn trên sân khấu Paris By Night, tính đến thời điểm hiện tại |
| Chung Quân                                    | Làng Tôi                                                            | Như Quỳnh                                                          | PBN 59       | Làng Tôi                                                                                             | Quang Lê, Mai Thiên Vân | PBN 114                                                                                              |
| Trần Quang Lộc                                | Câu Hát Tình Quê                                                    | Mạnh Quỳnh                                                         | PBN 59       | Áo Hoa                                                                                               | Quang Lê | PBN 111                                                                                              |
| Hoàng Châu                                    | Dưới Bóng Tre Làng                                                  | Loan Châu                                                          | PBN 59       | chỉ có 1 tác phẩm duy nhất đươc trình diễn trên sân khấu Paris By Night, tính đến thời điểm hiện tại | chỉ có 1 tác phẩm duy nhất đươc trình diễn trên sân khấu Paris By Night, tính đến thời điểm hiện tại                                          | chỉ có 1 tác phẩm duy nhất đươc trình diễn trên sân khấu Paris By Night, tính đến thời điểm hiện tại |
| Huy Phương                                    | Ru Nửa Vầng Trăng                                                   | Đặng Trường Phát                                                   | PBN 59       | chỉ có 1 tác phẩm duy nhất đươc trình diễn trên sân khấu Paris By Night, tính đến thời điểm hiện tại | chỉ có 1 tác phẩm duy nhất đươc trình diễn trên sân khấu Paris By Night, tính đến thời điểm hiện tại                                          | chỉ có 1 tác phẩm duy nhất đươc trình diễn trên sân khấu Paris By Night, tính đến thời điểm hiện tại |
| Đặng Quang Vỹ                                 | Tìm Về Chốn Cũ                                                      | Loan Châu, Trúc Lam, Trúc Linh, Lynda Trang Đài                    | PBN 60       | Lãng Du                                                                                              | Như Loan, Bảo Hân | PBN 67                                                                                               |
| Nguyên Thảo (Sang Đông)                       | Tân Cổ Phận Gái Thuyền Quyên (Giao Tiên, Nguyên Thảo, Mạnh Quỳnh)   | Phi Nhung, Mạnh Quỳnh                                              | PBN 60       | Phận Gái Thuyền Quyên (Giao Tiên, Nguyên Thảo)                                                       | Đan Nguyên, Hoàng Nhung | PBN 122                                                                                              |
| Đỗ Quang                                      | Lỡ Lầm                                                              | Don Hồ, Châu Ngọc                                                  | PBN 60       | chỉ có 1 tác phẩm duy nhất đươc trình diễn trên sân khấu Paris By Night, tính đến thời điểm hiện tại | chỉ có 1 tác phẩm duy nhất đươc trình diễn trên sân khấu Paris By Night, tính đến thời điểm hiện tại                                          | chỉ có 1 tác phẩm duy nhất đươc trình diễn trên sân khấu Paris By Night, tính đến thời điểm hiện tại |
| Phạm Khải Tuấn                                | Cuộc Tình Đã Mất                                                    | Phạm Khải Tuấn                                                     | PBN 61       | Vai Phụ                                                                                              | Loan Châu | PBN 72                                                                                               |
| Hùng Linh                                     | Xe Hoa Cách Biệt                                                    | Hoàng Lan                                                          | PBN 61       | Mùa Đông Thương Nhớ                                                                                  | Hương Thủy | PBN 112                                                                                              |
| Thái Hùng                                     | Hãy Về Với Em                                                       | Thiên Kim                                                          | PBN 61       | chỉ có 1 tác phẩm duy nhất đươc trình diễn trên sân khấu Paris By Night, tính đến thời điểm hiện tại | chỉ có 1 tác phẩm duy nhất đươc trình diễn trên sân khấu Paris By Night, tính đến thời điểm hiện tại                                          | chỉ có 1 tác phẩm duy nhất đươc trình diễn trên sân khấu Paris By Night, tính đến thời điểm hiện tại |
| Hoài An                                       | Nếu                                                                 | Thế Sơn                                                            | PBN 61       | Angel                                                                                                | Tóc Tiên, Mai Tiến Dũng | PBN 136                                                                                              |
| Kỳ Phương                                     | Nhớ Anh                                                             | Thủy Tiên                                                          | PBN 62       | chỉ có 1 tác phẩm duy nhất đươc trình diễn trên sân khấu Paris By Night, tính đến thời điểm hiện tại | chỉ có 1 tác phẩm duy nhất đươc trình diễn trên sân khấu Paris By Night, tính đến thời điểm hiện tại                                          | chỉ có 1 tác phẩm duy nhất đươc trình diễn trên sân khấu Paris By Night, tính đến thời điểm hiện tại |
| Hoàng Quý                                     | Cô Láng Giềng                                                       | Trần Thái Hòa                                                      | PBN 62       | Cô Láng Giềng                                                                                        | Đình Bảo | PBN 107                                                                                              |
| Khải Hoàn                                     | Tình Dẫu Muộn Màng                                                  | Ngọc Ánh                                                           | PBN 62       | chỉ có 1 tác phẩm duy nhất đươc trình diễn trên sân khấu Paris By Night, tính đến thời điểm hiện tại | chỉ có 1 tác phẩm duy nhất đươc trình diễn trên sân khấu Paris By Night, tính đến thời điểm hiện tại                                          | chỉ có 1 tác phẩm duy nhất đươc trình diễn trên sân khấu Paris By Night, tính đến thời điểm hiện tại |
| Viết Chung                                    | Tân Cổ Lý Chim Quyên (Viết Chung, Loan Thảo)                        | Phi Nhung, Mạnh Quỳnh                                              | PBN 62       | chỉ có 1 tác phẩm duy nhất đươc trình diễn trên sân khấu Paris By Night, tính đến thời điểm hiện tại | chỉ có 1 tác phẩm duy nhất đươc trình diễn trên sân khấu Paris By Night, tính đến thời điểm hiện tại                                          | chỉ có 1 tác phẩm duy nhất đươc trình diễn trên sân khấu Paris By Night, tính đến thời điểm hiện tại |
| Mai Châu                                      | Một Người Đi                                                        | Phương Diễm Hạnh                                                   | PBN 62       | Một Người Đi                                                                                         | Hoàng Oanh | PBN 95                                                                                               |
| Phạm Minh Cảnh                                | Trao Nhau Nhẫn Cưới                                                 | Phi Nhung, Như Quỳnh, Mạnh Quỳnh                                   | PBN 62       | Trao Nhau Nhẫn Cưới                                                                                  | Hạ Vy, Tuấn Quỳnh | PBN 115                                                                                              |
| Minh Châu                                     | Ánh Sáng Của Đời Tôi                                                | Lưu Bích                                                           | PBN 63       | Mưa Trên Quê Hương                                                                                   | Như Quỳnh | PBN 89                                                                                               |
| Nguyễn P. M.                                  | Giấc Mơ Mùa Đông (lời Việt)                                         | Loan Châu                                                          | PBN 63       | chỉ có 1 tác phẩm duy nhất đươc trình diễn trên sân khấu Paris By Night, tính đến thời điểm hiện tại | chỉ có 1 tác phẩm duy nhất đươc trình diễn trên sân khấu Paris By Night, tính đến thời điểm hiện tại                                          | chỉ có 1 tác phẩm duy nhất đươc trình diễn trên sân khấu Paris By Night, tính đến thời điểm hiện tại |
| Nguyễn Cường                                  | Mái Đình Làng Biển                                                  | Ngọc Hạ                                                            | PBN 63       | Một Nét Ca Trù Ngày Xuân                                                                             | Trần Thu Hà | PBN 85                                                                                               |
| Trần Minh Phi                                 | Phiêu Du                                                            | Lay Minh                                                           | PBN 63       | chỉ có 1 tác phẩm duy nhất đươc trình diễn trên sân khấu Paris By Night, tính đến thời điểm hiện tại | chỉ có 1 tác phẩm duy nhất đươc trình diễn trên sân khấu Paris By Night, tính đến thời điểm hiện tại                                          | chỉ có 1 tác phẩm duy nhất đươc trình diễn trên sân khấu Paris By Night, tính đến thời điểm hiện tại |
| Nguyễn Nhất Huy                               | Tân Cổ Mây Chiều (Nguyễn Nhất Huy, Mạnh Quỳnh)                      | Mạnh Quỳnh                                                         | PBN 63       | Thương Nhớ Người Dưng                                                                                | Hương Thủy, Châu Ngọc Hà | PBN 120                                                                                              |
| Phạm Quốc Tâm                                 | Hát Lên Đi Bạn Ơi (lời Việt)                                        | Thế Sơn                                                            | PBN 63       | Mong Anh Sẽ Đến (lời Việt)                                                                           | Như Loan | PBN 67                                                                                               |
| Diệu Hương                                    | Phiến Đá Sầu                                                        | Don Hồ                                                             | PBN 63       | Đôi Mắt Không Như Ngày Hôm Qua                                                                       | Hồ Hoàng Yến | PBN 137                                                                                              |
| Vĩnh Phước                                    | Em Sẽ Đến                                                           | Thủy Tiên                                                          | PBN 63       | chỉ có 1 tác phẩm duy nhất đươc trình diễn trên sân khấu Paris By Night, tính đến thời điểm hiện tại | chỉ có 1 tác phẩm duy nhất đươc trình diễn trên sân khấu Paris By Night, tính đến thời điểm hiện tại                                          | chỉ có 1 tác phẩm duy nhất đươc trình diễn trên sân khấu Paris By Night, tính đến thời điểm hiện tại |
| Quốc An                                       | Tình Phiêu Lãng                                                     | Thế Sơn, Loan Châu                                                 | PBN 65       | Đón Xuân                                                                                             | Ánh Minh, Justin Nguyễn | PBN 110                                                                                              |
| Văn Cao                                       | Buồn Tàn Thu                                                        | Ngọc Hạ                                                            | PBN 65       | Bến Xuân                                                                                             | Khánh Ly, Trần Thái Hòa | PBN 85                                                                                               |
| Kim Hansen                                    | Khúc Hát Yêu Đời (Kim Hansen, Nhật Trung)                           | Như Loan, Tú Quyên                                                 | PBN 65       | chỉ có 1 tác phẩm duy nhất đươc trình diễn trên sân khấu Paris By Night, tính đến thời điểm hiện tại | chỉ có 1 tác phẩm duy nhất đươc trình diễn trên sân khấu Paris By Night, tính đến thời điểm hiện tại                                          | chỉ có 1 tác phẩm duy nhất đươc trình diễn trên sân khấu Paris By Night, tính đến thời điểm hiện tại |
| Nhật Trung                                    | Khúc Hát Yêu Đời (Kim Hansen, Nhật Trung)                           | Như Loan, Tú Quyên                                                 | PBN 65       | Cha Là Tất Cả                                                                                        | Thiên Tôn, Hoàng Nhung | PBN 136                                                                                              |
| Hữu Thạnh                                     | Khúc Biệt Ly (lời Việt)                                             | Lay Minh, Bảo Hân                                                  | PBN 65       | chỉ có 1 tác phẩm duy nhất đươc trình diễn trên sân khấu Paris By Night, tính đến thời điểm hiện tại | chỉ có 1 tác phẩm duy nhất đươc trình diễn trên sân khấu Paris By Night, tính đến thời điểm hiện tại                                          | chỉ có 1 tác phẩm duy nhất đươc trình diễn trên sân khấu Paris By Night, tính đến thời điểm hiện tại |
| Nguyễn Quang                                  | Xin Hãy Quên Đi                                                     | Thế Sơn, Thủy Tiên                                                 | PBN 65       | Mãi Xa Nhau                                                                                          | Vân Quỳnh | PBN 75                                                                                               |
| Thành Công                                    | Chồng Sớm                                                           | Loan Châu, Bảo Hân, Trúc Linh                                      | PBN 65       | chỉ có 1 tác phẩm duy nhất đươc trình diễn trên sân khấu Paris By Night, tính đến thời điểm hiện tại | chỉ có 1 tác phẩm duy nhất đươc trình diễn trên sân khấu Paris By Night, tính đến thời điểm hiện tại                                          | chỉ có 1 tác phẩm duy nhất đươc trình diễn trên sân khấu Paris By Night, tính đến thời điểm hiện tại |
| Phó Đức Phương                                | Không Thể Và Có Thể                                                 | Ngọc Hạ                                                            | PBN 67       | Một Thoáng Tây Hồ                                                                                    | Thu Phương, Ngọc Anh | PBN 109                                                                                              |
| Kỳ Anh                                        | Ánh Trăng Lẻ Loi (lời Việt)                                         | Loan Châu                                                          | PBN 68       | chỉ có 1 tác phẩm duy nhất đươc trình diễn trên sân khấu Paris By Night, tính đến thời điểm hiện tại | chỉ có 1 tác phẩm duy nhất đươc trình diễn trên sân khấu Paris By Night, tính đến thời điểm hiện tại                                          | chỉ có 1 tác phẩm duy nhất đươc trình diễn trên sân khấu Paris By Night, tính đến thời điểm hiện tại |
| Thái Thịnh                                    | Dấu Yêu Ơi                                                          | Bảo Hân                                                            | PBN 68       | Trả Lại Em Nửa Vầng Trăng                                                                            | Như Quỳnh | PBN 137                                                                                              |
| Vũ Quốc Việt                                  | Trái Tim Tình Si                                                    | Nguyễn Hưng                                                        | PBN 68       | Hư Vô                                                                                                | Nguyễn Hưng | PBN 136                                                                                              |
| Phạm Hữu Tâm                                  | Vùng Trời Bình Yên                                                  | Don Hồ                                                             | PBN 68       | chỉ có 1 tác phẩm duy nhất đươc trình diễn trên sân khấu Paris By Night, tính đến thời điểm hiện tại | chỉ có 1 tác phẩm duy nhất đươc trình diễn trên sân khấu Paris By Night, tính đến thời điểm hiện tại                                          | chỉ có 1 tác phẩm duy nhất đươc trình diễn trên sân khấu Paris By Night, tính đến thời điểm hiện tại |
| Lương Bằng Vinh                               | Tình Lẻ Bóng                                                        | Tú Quyên                                                           | PBN 68       | Đắng Cay                                                                                             | Lưu Bích | PBN 96                                                                                               |
| Bảo Phúc                                      | Dòng Sông Không Trở Lại                                             | Thủy Tiên                                                          | PBN 68       | chỉ có 1 tác phẩm duy nhất đươc trình diễn trên sân khấu Paris By Night, tính đến thời điểm hiện tại | chỉ có 1 tác phẩm duy nhất đươc trình diễn trên sân khấu Paris By Night, tính đến thời điểm hiện tại                                          | chỉ có 1 tác phẩm duy nhất đươc trình diễn trên sân khấu Paris By Night, tính đến thời điểm hiện tại |
| Đức Trí                                       | Khi Giấc Mơ Về                                                      | Lâm Nhật Tiến, Như Loan                                            | PBN 69       | Bồng Bềnh Con Nước                                                                                   | Hạ Vy, Mai Thiên Vân | PBN 130                                                                                              |
| Đinh Miên Vũ                                  | Sương Trắng Miền Quê Ngoại                                          | Quang Lê                                                           | PBN 69       | Hai Quê                                                                                              | Quang Lê | PBN 89                                                                                               |
| Quốc Tuấn                                     | Làm Sao Quên Được Em                                                | Lương Tùng Quang                                                   | PBN 69       | Sunday Buồn                                                                                          | Mai Tiến Dũng, Ánh Minh | PBN 114                                                                                              |
| Dương Thụ                                     | Bài Hát Ru Mùa Đông                                                 | Ngọc Hạ                                                            | PBN 69       | Cửa Sổ Mùa Đông                                                                                      | Bằng Kiều | PBN 112                                                                                              |
| Lê Quốc Dũng                                  | Tình Ngỡ Trăm Năm                                                   | Lương Tùng Quang, Tú Quyên                                         | PBN 69       | Gánh Hàng Rong                                                                                       | Minh Tuyết | PBN 90                                                                                               |
| Henry Chúc                                    | Don't Forsake My Heart (lời Việt)                                   | Tommy Ngô, Henry Chúc                                              | PBN 71       | chỉ có 1 tác phẩm duy nhất đươc trình diễn trên sân khấu Paris By Night, tính đến thời điểm hiện tại | chỉ có 1 tác phẩm duy nhất đươc trình diễn trên sân khấu Paris By Night, tính đến thời điểm hiện tại                                          | chỉ có 1 tác phẩm duy nhất đươc trình diễn trên sân khấu Paris By Night, tính đến thời điểm hiện tại |
| Minh Phúc                                     | Khi Có Chàng (lời Việt)                                             | Như Loan                                                           | PBN 71       | chỉ có 1 tác phẩm duy nhất đươc trình diễn trên sân khấu Paris By Night, tính đến thời điểm hiện tại | chỉ có 1 tác phẩm duy nhất đươc trình diễn trên sân khấu Paris By Night, tính đến thời điểm hiện tại                                          | chỉ có 1 tác phẩm duy nhất đươc trình diễn trên sân khấu Paris By Night, tính đến thời điểm hiện tại |
| Đồng Sơn                                      | Ngày Xưa Anh Hỡi                                                    | Minh Tuyết                                                         | PBN 71       | Tim Em Mãi Thuộc Về Anh                                                                              | Minh Tuyết | PBN 99                                                                                               |
| Hiền Năng                                     | Âm Thầm                                                             | Thủy Tiên                                                          | PBN 72       | chỉ có 1 tác phẩm duy nhất đươc trình diễn trên sân khấu Paris By Night, tính đến thời điểm hiện tại | chỉ có 1 tác phẩm duy nhất đươc trình diễn trên sân khấu Paris By Night, tính đến thời điểm hiện tại                                          | chỉ có 1 tác phẩm duy nhất đươc trình diễn trên sân khấu Paris By Night, tính đến thời điểm hiện tại |
| Nguyễn Hoài Anh                               | Đời Là Như Thế                                                      | Thế Sơn                                                            | PBN 72       | Con Tim Dại Khờ                                                                                      | Lương Tùng Quang, Tú Quyên | PBN 79                                                                                               |
| Đặng Quang Vinh                               | Ca Dao                                                              | Hương Thủy                                                         | PBN 72       | chỉ có 1 tác phẩm duy nhất đươc trình diễn trên sân khấu Paris By Night, tính đến thời điểm hiện tại | chỉ có 1 tác phẩm duy nhất đươc trình diễn trên sân khấu Paris By Night, tính đến thời điểm hiện tại                                          | chỉ có 1 tác phẩm duy nhất đươc trình diễn trên sân khấu Paris By Night, tính đến thời điểm hiện tại |
| Tiến Luân                                     | Phải Em Lý Ngựa Ô                                                   | Phi Nhung                                                          | PBN 72       | Quê Hương Mùa Xuân                                                                                   | Phạm Tuyết Nhung, Phạm Thiêng Ngân | PBN 138                                                                                              |
| Sỹ Đan                                        | Con Tim Mù Lòa                                                      | Don Hồ                                                             | PBN 72       | Câu Kinh Tình Yêu                                                                                    | Don Hồ | PBN 99                                                                                               |
| Bằng Kiều                                     | Anh Sẽ Nhớ Mãi (Đức Trí, Bằng Kiều)                                 | Bằng Kiều                                                          | PBN 72       | Linh Hồn Đã Mất                                                                                      | Bằng Kiều | PBN 89                                                                                               |
| Tường Văn                                     | Khúc Hát Yên Bình (lời Việt)                                        | Lâm Nhật Tiến                                                      | PBN 72       | Đêm Lao Xao                                                                                          | Kỳ Phương Uyên | PBN 112                                                                                              |
| Hà Quang Minh                                 | Con Tim Khát Khao (lời Việt)                                        | Bảo Hân, Hồ Lệ Thu                                                 | PBN 73       | Hãy Sống Theo Những Gì Con Muốn (Lê Quang, Hà Quang Minh)                                            | Bằng Kiều, Beckham | PBN 129                                                                                              |
| Hồ Hoài Anh                                   | Dẫu Có Lỗi Lầm                                                      | Bằng Kiều, Vân Quỳnh                                               | PBN 73       | Tết Xuân                                                                                             | Đình Bảo, Thanh Hà | PBN 110                                                                                              |
| Lâm Hoàng                                     | Tân Cổ Phương Trời Xứ Lạ (Lâm Hoàng, Mạnh Quỳnh)                    | Mạnh Quỳnh, Hương Thủy                                             | PBN 73       | Tình Mùa Đông Xứ Lạ                                                                                  | Khánh Lâm | PBN 116                                                                                              |
| Đàm Vĩnh Hưng                                 | Bình Minh Sẽ Mang Em Đi (lời Việt)                                  | Loan Châu, Như Loan, Minh Tuyết                                    | PBN 73       | chỉ có 1 tác phẩm duy nhất đươc trình diễn trên sân khấu Paris By Night, tính đến thời điểm hiện tại | chỉ có 1 tác phẩm duy nhất đươc trình diễn trên sân khấu Paris By Night, tính đến thời điểm hiện tại                                          | chỉ có 1 tác phẩm duy nhất đươc trình diễn trên sân khấu Paris By Night, tính đến thời điểm hiện tại |
| Hùng Cường                                    | Đêm Trao Kỷ Niệm                                                    | Quang Lê                                                           | PBN 75       | chỉ có 1 tác phẩm duy nhất đươc trình diễn trên sân khấu Paris By Night, tính đến thời điểm hiện tại | chỉ có 1 tác phẩm duy nhất đươc trình diễn trên sân khấu Paris By Night, tính đến thời điểm hiện tại                                          | chỉ có 1 tác phẩm duy nhất đươc trình diễn trên sân khấu Paris By Night, tính đến thời điểm hiện tại |
| Đinh Trung Chính                              | Khóc Cho Vơi Lệ Nhòa                                                | Ý Lan                                                              | PBN 75       | Chúc Xuân                                                                                            | Don Hồ | PBN 110                                                                                              |
| Yên Tử                                        | Nhớ Về Một Mùa Xuân (lời Việt)                                      | Lưu Bích                                                           | PBN 76       | chỉ có 1 tác phẩm duy nhất đươc trình diễn trên sân khấu Paris By Night, tính đến thời điểm hiện tại | chỉ có 1 tác phẩm duy nhất đươc trình diễn trên sân khấu Paris By Night, tính đến thời điểm hiện tại                                          | chỉ có 1 tác phẩm duy nhất đươc trình diễn trên sân khấu Paris By Night, tính đến thời điểm hiện tại |
| An Thuyên                                     | Du Xuân                                                             | Loan Châu                                                          | PBN 76       | chỉ có 1 tác phẩm duy nhất đươc trình diễn trên sân khấu Paris By Night, tính đến thời điểm hiện tại | chỉ có 1 tác phẩm duy nhất đươc trình diễn trên sân khấu Paris By Night, tính đến thời điểm hiện tại                                          | chỉ có 1 tác phẩm duy nhất đươc trình diễn trên sân khấu Paris By Night, tính đến thời điểm hiện tại |
| La Hối                                        | Xuân Và Tuổi Trẻ (La Hối, Thế Lữ)                                   | Minh Tuyết                                                         | PBN 76       | Xuân Và Tuổi Trẻ (La Hối, Thế Lữ)                                                                    | Ý Lan | PBN 132                                                                                              |
| Thế Lữ                                        | Xuân Và Tuổi Trẻ (La Hối, Thế Lữ)                                   | Minh Tuyết                                                         | PBN 76       | Xuân Và Tuổi Trẻ (La Hối, Thế Lữ)                                                                    | Ý Lan | PBN 132                                                                                              |
| Hồ Kym Thanh                                  | Hương Bình Lưu Luyến                                                | Hoàng Oanh                                                         | PBN 77       | chỉ có 1 tác phẩm duy nhất đươc trình diễn trên sân khấu Paris By Night, tính đến thời điểm hiện tại | chỉ có 1 tác phẩm duy nhất đươc trình diễn trên sân khấu Paris By Night, tính đến thời điểm hiện tại                                          | chỉ có 1 tác phẩm duy nhất đươc trình diễn trên sân khấu Paris By Night, tính đến thời điểm hiện tại |
| Từ Huy                                        | Quê Hương Tuổi Thơ Tôi                                              | Thu Phương                                                         | PBN 77       | Quê Hương Tuổi Thơ Tôi                                                                               | Ngọc Hạ | PBN 99                                                                                               |
| Tâm Nguyên                                    | Vá Lại Tình Tôi                                                     | Bằng Kiều                                                          | PBN 77       | chỉ có 1 tác phẩm duy nhất đươc trình diễn trên sân khấu Paris By Night, tính đến thời điểm hiện tại | chỉ có 1 tác phẩm duy nhất đươc trình diễn trên sân khấu Paris By Night, tính đến thời điểm hiện tại                                          | chỉ có 1 tác phẩm duy nhất đươc trình diễn trên sân khấu Paris By Night, tính đến thời điểm hiện tại |
| Hàn Lệ Nhân                                   | Viễn Khúc Việt Nam                                                  | Dương Triệu Vũ                                                     | PBN 77       | chỉ có 1 tác phẩm duy nhất đươc trình diễn trên sân khấu Paris By Night, tính đến thời điểm hiện tại | chỉ có 1 tác phẩm duy nhất đươc trình diễn trên sân khấu Paris By Night, tính đến thời điểm hiện tại                                          | chỉ có 1 tác phẩm duy nhất đươc trình diễn trên sân khấu Paris By Night, tính đến thời điểm hiện tại |
| Adam Hồ                                       | I'm Tired                                                           | Adam Hồ                                                            | PBN 77       | chỉ có 1 tác phẩm duy nhất đươc trình diễn trên sân khấu Paris By Night, tính đến thời điểm hiện tại | chỉ có 1 tác phẩm duy nhất đươc trình diễn trên sân khấu Paris By Night, tính đến thời điểm hiện tại                                          | chỉ có 1 tác phẩm duy nhất đươc trình diễn trên sân khấu Paris By Night, tính đến thời điểm hiện tại |
| Vân Quỳnh                                     | Like The Birds (lời Việt)                                           | Vân Quỳnh                                                          | PBN 77       | chỉ có 1 tác phẩm duy nhất đươc trình diễn trên sân khấu Paris By Night, tính đến thời điểm hiện tại | chỉ có 1 tác phẩm duy nhất đươc trình diễn trên sân khấu Paris By Night, tính đến thời điểm hiện tại                                          | chỉ có 1 tác phẩm duy nhất đươc trình diễn trên sân khấu Paris By Night, tính đến thời điểm hiện tại |
| Hạ Đỏ Bích Phượng                             | Lời Cảm Ơn (Ngô Thụy Miên, Hạ Đỏ Bích Phượng)                       | Hợp Ca                                                             | PBN 77       | Yêu Người (Từ Công Phụng, Hạ Đỏ Bích Phượng)                                                         | Myra Trần | PBN 135                                                                                              |
| Nguyễn Tiến Thịnh                             | Tiếng Ca Đó Về Đâu (Châu Kỳ, Nguyễn Tiến Thịnh)                     | Trường Vũ                                                          | PBN 78       | Tiếng Ca Đó Về Đâu (Châu Kỳ, Nguyễn Tiến Thịnh)                                                      | Chế Linh | PBN 129                                                                                              |
| Đăng Anh                                      | Trọn Kiếp Bình Yên                                                  | Minh Tuyết, Dương Triệu Vũ                                         | PBN 79       | chỉ có 1 tác phẩm duy nhất đươc trình diễn trên sân khấu Paris By Night, tính đến thời điểm hiện tại | chỉ có 1 tác phẩm duy nhất đươc trình diễn trên sân khấu Paris By Night, tính đến thời điểm hiện tại                                          | chỉ có 1 tác phẩm duy nhất đươc trình diễn trên sân khấu Paris By Night, tính đến thời điểm hiện tại |
| Nguyễn Minh Anh                               | Người Về Từ Giấc Chiêm Bao                                          | Bảo Hân, Loan Châu                                                 | PBN 79       | chỉ có 1 tác phẩm duy nhất đươc trình diễn trên sân khấu Paris By Night, tính đến thời điểm hiện tại | chỉ có 1 tác phẩm duy nhất đươc trình diễn trên sân khấu Paris By Night, tính đến thời điểm hiện tại                                          | chỉ có 1 tác phẩm duy nhất đươc trình diễn trên sân khấu Paris By Night, tính đến thời điểm hiện tại |
| Tuấn Nghĩa                                    | Hãy Trả Lời Em                                                      | Thế Sơn, Ngọc Liên                                                 | PBN 79       | chỉ có 1 tác phẩm duy nhất đươc trình diễn trên sân khấu Paris By Night, tính đến thời điểm hiện tại | chỉ có 1 tác phẩm duy nhất đươc trình diễn trên sân khấu Paris By Night, tính đến thời điểm hiện tại                                          | chỉ có 1 tác phẩm duy nhất đươc trình diễn trên sân khấu Paris By Night, tính đến thời điểm hiện tại |
| Huy Cường                                     | Đau Một Lần Rồi Thôi                                                | Thế Sơn, Hồ Lệ Thu                                                 | PBN 79       | chỉ có 1 tác phẩm duy nhất đươc trình diễn trên sân khấu Paris By Night, tính đến thời điểm hiện tại | chỉ có 1 tác phẩm duy nhất đươc trình diễn trên sân khấu Paris By Night, tính đến thời điểm hiện tại                                          | chỉ có 1 tác phẩm duy nhất đươc trình diễn trên sân khấu Paris By Night, tính đến thời điểm hiện tại |
| Đức Thịnh                                     | Mưa Xuân                                                            | Minh Tuyết                                                         | PBN 80       | chỉ có 1 tác phẩm duy nhất đươc trình diễn trên sân khấu Paris By Night, tính đến thời điểm hiện tại | chỉ có 1 tác phẩm duy nhất đươc trình diễn trên sân khấu Paris By Night, tính đến thời điểm hiện tại                                          | chỉ có 1 tác phẩm duy nhất đươc trình diễn trên sân khấu Paris By Night, tính đến thời điểm hiện tại |
| Trần Long Ẩn                                  | Mừng Tuổi Mẹ                                                        | Quang Lê                                                           | PBN 80       | Mừng Tuổi Mẹ                                                                                         | Hương Thủy | PBN 124                                                                                              |
| Huyền Vân                                     | Cánh Bướm Vườn Xuân (lời Việt)                                      | Hồ Lệ Thu                                                          | PBN 80       | chỉ có 1 tác phẩm duy nhất đươc trình diễn trên sân khấu Paris By Night, tính đến thời điểm hiện tại | chỉ có 1 tác phẩm duy nhất đươc trình diễn trên sân khấu Paris By Night, tính đến thời điểm hiện tại                                          | chỉ có 1 tác phẩm duy nhất đươc trình diễn trên sân khấu Paris By Night, tính đến thời điểm hiện tại |
| Hoàng Song Việt                               | Tân Cổ Cánh Thiệp Đầu Xuân (Lê Dinh, Minh Kỳ, Hoàng Song Việt)      | Hương Lan                                                          | PBN 80       | Tân Cổ Hương Tóc Mạ Non (Thanh Sơn, Hoàng Song Việt)                                                 | Hương Thủy, Kim Tiểu Long | PBN 123                                                                                              |
| Nguyễn Đức Trung                              | Hãy Mang Đến Những Mùa Xuân                                         | Nguyễn Hưng                                                        | PBN 80       | chỉ có 1 tác phẩm duy nhất đươc trình diễn trên sân khấu Paris By Night, tính đến thời điểm hiện tại | chỉ có 1 tác phẩm duy nhất đươc trình diễn trên sân khấu Paris By Night, tính đến thời điểm hiện tại                                          | chỉ có 1 tác phẩm duy nhất đươc trình diễn trên sân khấu Paris By Night, tính đến thời điểm hiện tại |
| Lê Thương                                     | Hòn Vọng Phu 1                                                      | Thế Sơn                                                            | PBN 81       | Hòn Vọng Phu 3                                                                                       | Thiên Tôn, Ngọc Hạ | PBN 122                                                                                              |
| Minh Vy                                       | Đêm Màu Hồng                                                        | Lương Tùng Quang                                                   | PBN 81       | Quê Tôi                                                                                              | Tú Quyên, Diễm Sương, Hương Giang | PBN 99                                                                                               |
| Hoàng Tuấn Nghĩa                              | Khúc Ca Mùa Đông (lời Việt)                                         | Dương Triệu Vũ                                                     | PBN 81       | chỉ có 1 tác phẩm duy nhất đươc trình diễn trên sân khấu Paris By Night, tính đến thời điểm hiện tại | chỉ có 1 tác phẩm duy nhất đươc trình diễn trên sân khấu Paris By Night, tính đến thời điểm hiện tại                                          | chỉ có 1 tác phẩm duy nhất đươc trình diễn trên sân khấu Paris By Night, tính đến thời điểm hiện tại |
| Hồ Văn Quân                                   | Những Ngày Đẹp Trời (lời Việt)                                      | Bằng Kiều                                                          | PBN 81       | chỉ có 1 tác phẩm duy nhất đươc trình diễn trên sân khấu Paris By Night, tính đến thời điểm hiện tại | chỉ có 1 tác phẩm duy nhất đươc trình diễn trên sân khấu Paris By Night, tính đến thời điểm hiện tại                                          | chỉ có 1 tác phẩm duy nhất đươc trình diễn trên sân khấu Paris By Night, tính đến thời điểm hiện tại |
| Đinh Hùng                                     | Chiều Tím (Đan Thọ, Đinh Hùng)                                      | Lệ Thu                                                             | PBN 81       | chỉ có 1 tác phẩm duy nhất đươc trình diễn trên sân khấu Paris By Night, tính đến thời điểm hiện tại | chỉ có 1 tác phẩm duy nhất đươc trình diễn trên sân khấu Paris By Night, tính đến thời điểm hiện tại                                          | chỉ có 1 tác phẩm duy nhất đươc trình diễn trên sân khấu Paris By Night, tính đến thời điểm hiện tại |
| Khánh Ly                                      | Adieu Mon Pays (lời Việt)                                           | Khánh Ly                                                           | PBN 81       | chỉ có 1 tác phẩm duy nhất đươc trình diễn trên sân khấu Paris By Night, tính đến thời điểm hiện tại | chỉ có 1 tác phẩm duy nhất đươc trình diễn trên sân khấu Paris By Night, tính đến thời điểm hiện tại                                          | chỉ có 1 tác phẩm duy nhất đươc trình diễn trên sân khấu Paris By Night, tính đến thời điểm hiện tại |
| Hollie Thanh Ngọc                             | My Philosophy                                                       | Hollie Thanh Ngọc                                                  | PBN 82       | chỉ có 1 tác phẩm duy nhất đươc trình diễn trên sân khấu Paris By Night, tính đến thời điểm hiện tại | chỉ có 1 tác phẩm duy nhất đươc trình diễn trên sân khấu Paris By Night, tính đến thời điểm hiện tại                                          | chỉ có 1 tác phẩm duy nhất đươc trình diễn trên sân khấu Paris By Night, tính đến thời điểm hiện tại |
| Quốc Bảo                                      | Rồi Ánh Trăng Tan                                                   | Lưu Bích                                                           | PBN 82       | chỉ có 1 tác phẩm duy nhất đươc trình diễn trên sân khấu Paris By Night, tính đến thời điểm hiện tại | chỉ có 1 tác phẩm duy nhất đươc trình diễn trên sân khấu Paris By Night, tính đến thời điểm hiện tại                                          | chỉ có 1 tác phẩm duy nhất đươc trình diễn trên sân khấu Paris By Night, tính đến thời điểm hiện tại |
| Hồ Đăng Long                                  | Tình Rơi                                                            | Trần Thái Hoà                                                      | PBN 82       | chỉ có 1 tác phẩm duy nhất đươc trình diễn trên sân khấu Paris By Night, tính đến thời điểm hiện tại | chỉ có 1 tác phẩm duy nhất đươc trình diễn trên sân khấu Paris By Night, tính đến thời điểm hiện tại                                          | chỉ có 1 tác phẩm duy nhất đươc trình diễn trên sân khấu Paris By Night, tính đến thời điểm hiện tại |
| Huỳnh Gia Tuấn                                | Girls (lời Việt)                                                    | Huỳnh Gia Tuấn                                                     | PBN 84       | Mơ Ánh Trăng Về (lời Việt: Như Quỳnh, Huỳnh Gia Tuấn)                                                | Như Quỳnh | PBN 98                                                                                               |
| Tú Quyên                                      | Waiting For Your Call (Huỳnh Nhật Tân, Tú Quyên, Shayla)            | Tú Quyên, Shayla                                                   | PBN 84       | chỉ có 1 tác phẩm duy nhất đươc trình diễn trên sân khấu Paris By Night, tính đến thời điểm hiện tại | chỉ có 1 tác phẩm duy nhất đươc trình diễn trên sân khấu Paris By Night, tính đến thời điểm hiện tại                                          | chỉ có 1 tác phẩm duy nhất đươc trình diễn trên sân khấu Paris By Night, tính đến thời điểm hiện tại |
| Shayla                                        | Waiting For Your Call (Huỳnh Nhật Tân, Tú Quyên, Shayla)            | Tú Quyên, Shayla                                                   | PBN 84       | chỉ có 1 tác phẩm duy nhất đươc trình diễn trên sân khấu Paris By Night, tính đến thời điểm hiện tại | chỉ có 1 tác phẩm duy nhất đươc trình diễn trên sân khấu Paris By Night, tính đến thời điểm hiện tại                                          | chỉ có 1 tác phẩm duy nhất đươc trình diễn trên sân khấu Paris By Night, tính đến thời điểm hiện tại |
| Song Phượng                                   | Làm Sao Biết Được                                                   | Mạnh Quỳnh                                                         | PBN 84       | Xa Người Mình Yêu                                                                                    | Đan Nguyên, Mai Thiên Vân | PBN 121                                                                                              |
| Tấn An                                        | Đầu Xuân Lính Chúc (Tấn An, Hoài Linh)                              | Nguyễn Hưng                                                        | PBN 85       | Bài Ca Của Nàng (Hoài Linh, Tấn An)                                                                  | Mạnh Quỳnh, Phi Nhung | PBN 130                                                                                              |
| Hoàng Thành                                   | Bên Giậu Cúc Tần                                                    | Văn Phi Thông                                                      | PBN 86       | chỉ có 1 tác phẩm duy nhất đươc trình diễn trên sân khấu Paris By Night, tính đến thời điểm hiện tại | chỉ có 1 tác phẩm duy nhất đươc trình diễn trên sân khấu Paris By Night, tính đến thời điểm hiện tại                                          | chỉ có 1 tác phẩm duy nhất đươc trình diễn trên sân khấu Paris By Night, tính đến thời điểm hiện tại |
| Kasim                                         | Xin Lỗi Em                                                          | David Meng                                                         | PBN 86       | Yêu Để Rồi Biết Xót Xa                                                                               | David Meng | PBN 89                                                                                               |
| Duy Mạnh                                      | Hãy Nhìn Lại Mình Đi                                                | Sunny Lương                                                        | PBN 86       | chỉ có 1 tác phẩm duy nhất đươc trình diễn trên sân khấu Paris By Night, tính đến thời điểm hiện tại | chỉ có 1 tác phẩm duy nhất đươc trình diễn trên sân khấu Paris By Night, tính đến thời điểm hiện tại                                          | chỉ có 1 tác phẩm duy nhất đươc trình diễn trên sân khấu Paris By Night, tính đến thời điểm hiện tại |
| Hoàng Bách                                    | Chuyện Chàng Cô Đơn                                                 | Mai Tiến Dũng                                                      | PBN 86       | chỉ có 1 tác phẩm duy nhất đươc trình diễn trên sân khấu Paris By Night, tính đến thời điểm hiện tại | chỉ có 1 tác phẩm duy nhất đươc trình diễn trên sân khấu Paris By Night, tính đến thời điểm hiện tại                                          | chỉ có 1 tác phẩm duy nhất đươc trình diễn trên sân khấu Paris By Night, tính đến thời điểm hiện tại |
| Trịnh Lam                                     | Tại Sao                                                             | Trịnh Lam                                                          | PBN 86       | Hạnh Phúc Mong Manh                                                                                  | Trịnh Lam | PBN 115                                                                                              |
| Minh Khang                                    | Người Đàn Ông Chân Thật                                             | David Meng                                                         | PBN 87       | Em Phải Làm Sao                                                                                      | Thủy Tiên | PBN 94                                                                                               |
| Lương Bằng Quang                              | Bay Cùng Tình Yêu                                                   | Mai Tiến Dũng                                                      | PBN 87       | Giấc Mơ Sắc Màu                                                                                      | Lương Tùng Quang, Bảo Hân, Như Loan | PBN 128                                                                                              |
| Nguyễn Văn Chung                              | Vầng Trăng Khóc                                                     | Roni Trọng, Mai Tiến Dũng, Triệu Bảo Vi, Hương Giang, Quỳnh Vi     | PBN 87       | Tết Này Có Về Không                                                                                  | Myra Trần | PBN 131                                                                                              |
| Nguyên Lộc                                    | Còn Lại Nhớ Thương (lời Việt)                                       | Tú Quyên                                                           | PBN 87       | chỉ có 1 tác phẩm duy nhất đươc trình diễn trên sân khấu Paris By Night, tính đến thời điểm hiện tại | chỉ có 1 tác phẩm duy nhất đươc trình diễn trên sân khấu Paris By Night, tính đến thời điểm hiện tại                                          | chỉ có 1 tác phẩm duy nhất đươc trình diễn trên sân khấu Paris By Night, tính đến thời điểm hiện tại |
| Nguyễn Hồng Thuận                             | Thiên Đàng Đánh Mất                                                 | Dương Triệu Vũ                                                     | PBN 89       | Tết Này Con Sẽ Về                                                                                    | Nha Nguyễn, Bon Nguyễn, Khải Đăng | PBN 113                                                                                              |
| Trương Hoàng Xuân (Thy Linh)                  | Tân Cổ Bạc Trắng Lửa Hồng (Thy Linh, Mạnh Quỳnh)                    | Mạnh Quỳnh, Hương Thủy                                             | PBN 89       | Bạc Trắng Lửa Hồng                                                                                   | Đan Nguyên, Phi Nhung | PBN 123                                                                                              |
| Thái Bằng                                     | Tan Biến                                                            | Huỳnh Gia Tuấn, Roni Trọng                                         | PBN 89       | chỉ có 1 tác phẩm duy nhất đươc trình diễn trên sân khấu Paris By Night, tính đến thời điểm hiện tại | chỉ có 1 tác phẩm duy nhất đươc trình diễn trên sân khấu Paris By Night, tính đến thời điểm hiện tại                                          | chỉ có 1 tác phẩm duy nhất đươc trình diễn trên sân khấu Paris By Night, tính đến thời điểm hiện tại |
| Hồ Lệ Thu                                     | Em Vẫn Tin (lời Việt)                                               | Hồ Lệ Thu                                                          | PBN 89       | chỉ có 1 tác phẩm duy nhất đươc trình diễn trên sân khấu Paris By Night, tính đến thời điểm hiện tại | chỉ có 1 tác phẩm duy nhất đươc trình diễn trên sân khấu Paris By Night, tính đến thời điểm hiện tại                                          | chỉ có 1 tác phẩm duy nhất đươc trình diễn trên sân khấu Paris By Night, tính đến thời điểm hiện tại |
| Vũ Văn Hà                                     | Hoa Nắng                                                            | Sunny Lương, Mai Tiến Dũng                                         | PBN 89       | chỉ có 1 tác phẩm duy nhất đươc trình diễn trên sân khấu Paris By Night, tính đến thời điểm hiện tại | chỉ có 1 tác phẩm duy nhất đươc trình diễn trên sân khấu Paris By Night, tính đến thời điểm hiện tại                                          | chỉ có 1 tác phẩm duy nhất đươc trình diễn trên sân khấu Paris By Night, tính đến thời điểm hiện tại |
| Ngọc Sơn                                      | Hoang Vu                                                            | Thế Sơn                                                            | PBN 89       | Đầu Năm Đi Lễ (Ngọc Sơn, Kim Long)                                                                   | Ngọc Huyền | PBN 131                                                                                              |
| Trương Quý Hải                                | Hà Nội Mùa Vắng Những Cơn Mưa (Trương Quý Hải, Bùi Thanh Tuấn)      | Thế Sơn                                                            | PBN 91       | Khoảnh Khắc                                                                                          | Lưu Bích, Thanh Hà, Minh Tuyết, Ngọc Anh, Nguyễn Hồng Nhung                                                                                   | PBN 126                                                                                              |
| Bùi Thanh Tuấn                                | Hà Nội Mùa Vắng Những Cơn Mưa (Trương Quý Hải, Bùi Thanh Tuấn)      | Thế Sơn                                                            | PBN 91       | Ru Lòng Khờ Dại                                                                                      | Nguyệt Anh | PBN 93                                                                                               |
| Thăng Long                                    | Quen Nhau Trên Đường Về                                             | Duy Trường, Quỳnh Dung                                             | PBN 91       | Nói Với Người Tình (Trúc Sơn, Thăng Long)                                                            | Tuấn Phước, Phương Yến Linh | PBN 132                                                                                              |
| Tô Kiều Ngân                                  | Những Con Đường Trắng (Trầm Tử Thiêng, Tô Kiều Ngân)                | Quang Lê                                                           | PBN 91       | Em Sắp Về Chưa (Châu Kỳ, Tô Kiều Ngân)                                                               | Phương Hồng Quế | PBN 134                                                                                              |
| Võ Tá Hân                                     | Sài Gòn Niềm Thương Nỗi Nhớ (thơ: Trần Ngọc)                        | Trịnh Lam                                                          | PBN 91       | Đổi Cả Thiên Thu Tiếng Mẹ Cười (thơ: Trần Trung Đạo)                                                 | Thế Sơn | PBN 99                                                                                               |
| Trịnh Việt Cường                              | Tự Tình Quê Hương (Nhật Ngân, Trịnh Việt Cường)                     | Tâm Đoan                                                           | PBN 91       | chỉ có 1 tác phẩm duy nhất đươc trình diễn trên sân khấu Paris By Night, tính đến thời điểm hiện tại | chỉ có 1 tác phẩm duy nhất đươc trình diễn trên sân khấu Paris By Night, tính đến thời điểm hiện tại                                          | chỉ có 1 tác phẩm duy nhất đươc trình diễn trên sân khấu Paris By Night, tính đến thời điểm hiện tại |
| Minh Nhiên                                    | Tình Yêu Ngày Mai                                                   | Nguyễn Hưng                                                        | PBN 92       | Tạm Biệt Tình Yêu                                                                                    | Nguyễn Hưng, Lưu Bích | PBN 105                                                                                              |
| Thủy Tiên                                     | Amore Mio (lời Việt)                                                | Lưu Bích, Thủy Tiên                                                | PBN 92       | chỉ có 1 tác phẩm duy nhất đươc trình diễn trên sân khấu Paris By Night, tính đến thời điểm hiện tại | chỉ có 1 tác phẩm duy nhất đươc trình diễn trên sân khấu Paris By Night, tính đến thời điểm hiện tại                                          | chỉ có 1 tác phẩm duy nhất đươc trình diễn trên sân khấu Paris By Night, tính đến thời điểm hiện tại |
| Bảo Thụy                                      | Mãi Mãi Bên Nhau (lời Việt)                                         | Lương Tùng Quang, Tú Quyên                                         | PBN 92       | chỉ có 1 tác phẩm duy nhất đươc trình diễn trên sân khấu Paris By Night, tính đến thời điểm hiện tại | chỉ có 1 tác phẩm duy nhất đươc trình diễn trên sân khấu Paris By Night, tính đến thời điểm hiện tại                                          | chỉ có 1 tác phẩm duy nhất đươc trình diễn trên sân khấu Paris By Night, tính đến thời điểm hiện tại |
| Ngọc Anh                                      | Trizzie's Tango                                                     | Trizzie Phương Trinh                                               | PBN 93       | Samba Cho Em                                                                                         | Ngọc Anh | PBN 97                                                                                               |
| Trung Hành                                    | Trái Tim Đã Được Yêu                                                | Như Loan                                                           | PBN 93       | chỉ có 1 tác phẩm duy nhất đươc trình diễn trên sân khấu Paris By Night, tính đến thời điểm hiện tại | chỉ có 1 tác phẩm duy nhất đươc trình diễn trên sân khấu Paris By Night, tính đến thời điểm hiện tại                                          | chỉ có 1 tác phẩm duy nhất đươc trình diễn trên sân khấu Paris By Night, tính đến thời điểm hiện tại |
| Võ Hoài Phúc (Hoàng An Lâm)                   | Hãy Cho Tôi Ngày Mai (Hoài An, Võ Hoài Phúc)                        | Hợp Ca                                                             | PBN 94       | Dù Ngàn Năm Nữa                                                                                      | Nguyễn Hồng Nhung | PBN 136                                                                                              |
| Mặc Linh                                      | Tân Cổ Kiếp Cầm Ca (Huỳnh Anh, Viễn Châu, Mặc Linh, Võ Thanh Phong) | Phượng Liên, Phi Nhung                                             | PBN 94       | chỉ có 1 tác phẩm duy nhất đươc trình diễn trên sân khấu Paris By Night, tính đến thời điểm hiện tại | chỉ có 1 tác phẩm duy nhất đươc trình diễn trên sân khấu Paris By Night, tính đến thời điểm hiện tại                                          | chỉ có 1 tác phẩm duy nhất đươc trình diễn trên sân khấu Paris By Night, tính đến thời điểm hiện tại |
| Võ Thanh Phong                                | Tân Cổ Kiếp Cầm Ca (Huỳnh Anh, Viễn Châu, Mặc Linh, Võ Thanh Phong) | Phượng Liên, Phi Nhung                                             | PBN 94       | chỉ có 1 tác phẩm duy nhất đươc trình diễn trên sân khấu Paris By Night, tính đến thời điểm hiện tại | chỉ có 1 tác phẩm duy nhất đươc trình diễn trên sân khấu Paris By Night, tính đến thời điểm hiện tại                                          | chỉ có 1 tác phẩm duy nhất đươc trình diễn trên sân khấu Paris By Night, tính đến thời điểm hiện tại |
| Hồng Xương Long                               | Đừng Trách Sáo Sang Sông                                            | Hà Phương                                                          | PBN 94       | Hương Tình Gái Quê                                                                                   | Hương Thủy | PBN 105                                                                                              |
| Thu Thủy                                      | Thinking Of You                                                     | Bảo Hân, Tú Quyên                                                  | PBN 94       | chỉ có 1 tác phẩm duy nhất đươc trình diễn trên sân khấu Paris By Night, tính đến thời điểm hiện tại | chỉ có 1 tác phẩm duy nhất đươc trình diễn trên sân khấu Paris By Night, tính đến thời điểm hiện tại                                          | chỉ có 1 tác phẩm duy nhất đươc trình diễn trên sân khấu Paris By Night, tính đến thời điểm hiện tại |
| Trần Duy Đức                                  | Nếu Có Yêu Tôi (thơ: Ngô Tịnh Yên)                                  | Khánh Hà                                                           | PBN 94       | Nếu Có Yêu Tôi (thơ: Ngô Tịnh Yên)                                                                   | Khánh Hà | PBN 129                                                                                              |
| Tú Minh                                       | Hãy Cứ Là Tình Nhân                                                 | Ý Lan                                                              | PBN 95       | chỉ có 1 tác phẩm duy nhất đươc trình diễn trên sân khấu Paris By Night, tính đến thời điểm hiện tại | chỉ có 1 tác phẩm duy nhất đươc trình diễn trên sân khấu Paris By Night, tính đến thời điểm hiện tại                                          | chỉ có 1 tác phẩm duy nhất đươc trình diễn trên sân khấu Paris By Night, tính đến thời điểm hiện tại |
| Trương Lê Sơn                                 | Thiên Đường Cô Đơn                                                  | Lưu Bích                                                           | PBN 95       | Bởi Anh Không Thuộc Về Em                                                                            | Don Hồ, Loan Châu | PBN 128                                                                                              |
| Đỗ Bảo                                        | Bức Thư Tình Đầu Tiên                                               | Bằng Kiều, Quỳnh Vi                                                | PBN 95       | Ngày Cưới                                                                                            | Bằng Kiều, Quỳnh Vi | PBN 95                                                                                               |
| Kông Thanh Bích                               | Tương Tư Nàng Ca Sĩ                                                 | Quang Lê                                                           | PBN 95       | chỉ có 1 tác phẩm duy nhất đươc trình diễn trên sân khấu Paris By Night, tính đến thời điểm hiện tại | chỉ có 1 tác phẩm duy nhất đươc trình diễn trên sân khấu Paris By Night, tính đến thời điểm hiện tại                                          | chỉ có 1 tác phẩm duy nhất đươc trình diễn trên sân khấu Paris By Night, tính đến thời điểm hiện tại |
| Thanh Bùi                                     | Mirror, Mirror                                                      | Thanh Bùi                                                          | PBN 96       | chỉ có 1 tác phẩm duy nhất đươc trình diễn trên sân khấu Paris By Night, tính đến thời điểm hiện tại | chỉ có 1 tác phẩm duy nhất đươc trình diễn trên sân khấu Paris By Night, tính đến thời điểm hiện tại                                          | chỉ có 1 tác phẩm duy nhất đươc trình diễn trên sân khấu Paris By Night, tính đến thời điểm hiện tại |
| Ngọc Lan                                      | Hỡi Người Tình (lời Việt)                                           | Như Loan                                                           | PBN 96       | Ngày Tuyết Lạnh (lời Việt)                                                                           | Như Loan | PBN 112                                                                                              |
| Nguyễn Hải Phong                              | Cứ Ngủ Say                                                          | Mai Tiến Dũng, Hương Giang                                         | PBN 96       | Em Kể Anh Nghe                                                                                       | Tóc Tiên | PBN 120                                                                                              |
| Hoàng Nhạc Đô                                 | Dù Tình Yêu Đã Mất                                                  | Don Hồ, Minh Tuyết                                                 | PBN 96       | chỉ có 1 tác phẩm duy nhất đươc trình diễn trên sân khấu Paris By Night, tính đến thời điểm hiện tại | chỉ có 1 tác phẩm duy nhất đươc trình diễn trên sân khấu Paris By Night, tính đến thời điểm hiện tại                                          | chỉ có 1 tác phẩm duy nhất đươc trình diễn trên sân khấu Paris By Night, tính đến thời điểm hiện tại |
| Vĩnh Tâm                                      | Thôi Về Đi                                                          | Quỳnh Vi, Lam Anh                                                  | PBN 96       | Tiễn Anh Về Nơi Xa                                                                                   | Tóc Tiên | PBN 109                                                                                              |
| Đỗ Nhuận                                      | Đoàn Lữ Nhạc                                                        | Hồ Lệ Thu                                                          | PBN 97       | chỉ có 1 tác phẩm duy nhất đươc trình diễn trên sân khấu Paris By Night, tính đến thời điểm hiện tại | chỉ có 1 tác phẩm duy nhất đươc trình diễn trên sân khấu Paris By Night, tính đến thời điểm hiện tại                                          | chỉ có 1 tác phẩm duy nhất đươc trình diễn trên sân khấu Paris By Night, tính đến thời điểm hiện tại |
| Triệu Thiên Tuyến                             | Mưa Và Em                                                           | Bằng Kiều                                                          | PBN 97       | chỉ có 1 tác phẩm duy nhất đươc trình diễn trên sân khấu Paris By Night, tính đến thời điểm hiện tại | chỉ có 1 tác phẩm duy nhất đươc trình diễn trên sân khấu Paris By Night, tính đến thời điểm hiện tại                                          | chỉ có 1 tác phẩm duy nhất đươc trình diễn trên sân khấu Paris By Night, tính đến thời điểm hiện tại |
| Lương Tùng Quang                              | Em Đã Cho Tôi Một Lần Đau (lời Việt)                                | Lương Tùng Quang                                                   | PBN 97       | chỉ có 1 tác phẩm duy nhất đươc trình diễn trên sân khấu Paris By Night, tính đến thời điểm hiện tại | chỉ có 1 tác phẩm duy nhất đươc trình diễn trên sân khấu Paris By Night, tính đến thời điểm hiện tại                                          | chỉ có 1 tác phẩm duy nhất đươc trình diễn trên sân khấu Paris By Night, tính đến thời điểm hiện tại |
| Nguyễn Minh Khôi                              | Huế Mù Sương                                                        | Quang Lê                                                           | PBN 97       | chỉ có 1 tác phẩm duy nhất đươc trình diễn trên sân khấu Paris By Night, tính đến thời điểm hiện tại | chỉ có 1 tác phẩm duy nhất đươc trình diễn trên sân khấu Paris By Night, tính đến thời điểm hiện tại                                          | chỉ có 1 tác phẩm duy nhất đươc trình diễn trên sân khấu Paris By Night, tính đến thời điểm hiện tại |
| Chiêu Nghi                                    | Send Me An Angel (lời Việt)                                         | Dương Triệu Vũ, Lam Anh                                            | PBN 98       | Chỉ Còn Đêm Nay (lời Việt)                                                                           | Lynda Trang Đài, Tommy Ngô | PBN 100                                                                                              |
| Minh Tâm                                      | Phố Cũ Vắng Anh (lời Việt)                                          | Minh Tuyết                                                         | PBN 98       | chỉ có 1 tác phẩm duy nhất đươc trình diễn trên sân khấu Paris By Night, tính đến thời điểm hiện tại | chỉ có 1 tác phẩm duy nhất đươc trình diễn trên sân khấu Paris By Night, tính đến thời điểm hiện tại                                          | chỉ có 1 tác phẩm duy nhất đươc trình diễn trên sân khấu Paris By Night, tính đến thời điểm hiện tại |
| Như Quỳnh                                     | Mơ Ánh Trăng Về (lời Việt: Như Quỳnh, Huỳnh Gia Tuấn)               | Như Quỳnh                                                          | PBN 98       | chỉ có 1 tác phẩm duy nhất đươc trình diễn trên sân khấu Paris By Night, tính đến thời điểm hiện tại | chỉ có 1 tác phẩm duy nhất đươc trình diễn trên sân khấu Paris By Night, tính đến thời điểm hiện tại                                          | chỉ có 1 tác phẩm duy nhất đươc trình diễn trên sân khấu Paris By Night, tính đến thời điểm hiện tại |
| Sơn Hạ                                        | Bông Ô Môi                                                          | Quang Lê, Hà Phương                                                | PBN 98       | chỉ có 1 tác phẩm duy nhất đươc trình diễn trên sân khấu Paris By Night, tính đến thời điểm hiện tại | chỉ có 1 tác phẩm duy nhất đươc trình diễn trên sân khấu Paris By Night, tính đến thời điểm hiện tại                                          | chỉ có 1 tác phẩm duy nhất đươc trình diễn trên sân khấu Paris By Night, tính đến thời điểm hiện tại |
| Châu Đăng Khoa                                | Tại Vì Ai                                                           | Lương Tùng Quang                                                   | PBN 98       | Ngày Mùa Xuân Vừa Ghé                                                                                | Bạch Công Khanh | PBN 124                                                                                              |
| Ngọc Đại                                      | Dệt Tầm Gai (thơ: Vi Thùy Linh)                                     | Trần Thu Hà                                                        | PBN 98       | chỉ có 1 tác phẩm duy nhất đươc trình diễn trên sân khấu Paris By Night, tính đến thời điểm hiện tại | chỉ có 1 tác phẩm duy nhất đươc trình diễn trên sân khấu Paris By Night, tính đến thời điểm hiện tại                                          | chỉ có 1 tác phẩm duy nhất đươc trình diễn trên sân khấu Paris By Night, tính đến thời điểm hiện tại |
| Phương Uyên                                   | Một Lần Nữa Xin Có Nhau                                             | Bằng Kiều, Minh Tuyết                                              | PBN 98       | Nơi Mình Gọi Là Nhà                                                                                  | Thanh Hà, Phương Uyên | PBN 133                                                                                              |
| Thùy Linh                                     | Mời Anh Về Thăm Quê Em                                              | Hà Phương                                                          | PBN 99       | chỉ có 1 tác phẩm duy nhất đươc trình diễn trên sân khấu Paris By Night, tính đến thời điểm hiện tại | chỉ có 1 tác phẩm duy nhất đươc trình diễn trên sân khấu Paris By Night, tính đến thời điểm hiện tại                                          | chỉ có 1 tác phẩm duy nhất đươc trình diễn trên sân khấu Paris By Night, tính đến thời điểm hiện tại |
| Bảo Thạch                                     | My Shining Star                                                     | Bảo Hân                                                            | PBN 100      | chỉ có 1 tác phẩm duy nhất đươc trình diễn trên sân khấu Paris By Night, tính đến thời điểm hiện tại | chỉ có 1 tác phẩm duy nhất đươc trình diễn trên sân khấu Paris By Night, tính đến thời điểm hiện tại                                          | chỉ có 1 tác phẩm duy nhất đươc trình diễn trên sân khấu Paris By Night, tính đến thời điểm hiện tại |
| Phúc Trường                                   | Như Vẫn Còn Đây                                                     | Hương Giang, Mai Tiến Dũng                                         | PBN 100      | LK Như Vẫn Còn Đây, Gục Ngã                                                                          | Tóc Tiên, Mai Tiến Dũng | PBN 136                                                                                              |
| Chúc Linh                                     | Mẹ Từ Bi                                                            | Hương Thủy                                                         | PBN 100      | Chùa Tôi                                                                                             | Kỳ Phương Uyên | PBN 100                                                                                              |
| Diên An (Phương Kim)                          | Vết Thương Cuối Cùng                                                | Lương Tùng Quang, Hồ Lệ Thu                                        | PBN 100      | Người Tình                                                                                           | Tuấn Phước, Phương Yến Linh | PBN 132                                                                                              |
| Bùi Công Kỳ                                   | Giọt Mưa Thu (Đặng Thế Phong, Bùi Công Kỳ)                          | Lam Anh, Nguyệt Anh                                                | PBN 100      | chỉ có 1 tác phẩm duy nhất đươc trình diễn trên sân khấu Paris By Night, tính đến thời điểm hiện tại | chỉ có 1 tác phẩm duy nhất đươc trình diễn trên sân khấu Paris By Night, tính đến thời điểm hiện tại                                          | chỉ có 1 tác phẩm duy nhất đươc trình diễn trên sân khấu Paris By Night, tính đến thời điểm hiện tại |
| Huy Tuấn                                      | Khúc Giao Mùa                                                       | Trịnh Lam, Lam Anh                                                 | PBN 101      | Ngày Chung Đôi (Huy Tuấn, Hà Quang Minh)                                                             | Lê Anh Tuấn, Hoàng Mỹ An | PBN 122                                                                                              |
| Tô Hải                                        | Nụ Cười Sơn Cước                                                    | Trần Thái Hòa                                                      | PBN 101      | chỉ có 1 tác phẩm duy nhất đươc trình diễn trên sân khấu Paris By Night, tính đến thời điểm hiện tại | chỉ có 1 tác phẩm duy nhất đươc trình diễn trên sân khấu Paris By Night, tính đến thời điểm hiện tại                                          | chỉ có 1 tác phẩm duy nhất đươc trình diễn trên sân khấu Paris By Night, tính đến thời điểm hiện tại |
| Đỗ Anh Hùng                                   | Nụ Xuân                                                             | Quỳnh Vi, Nguyệt Anh                                               | PBN 101      | chỉ có 1 tác phẩm duy nhất đươc trình diễn trên sân khấu Paris By Night, tính đến thời điểm hiện tại | chỉ có 1 tác phẩm duy nhất đươc trình diễn trên sân khấu Paris By Night, tính đến thời điểm hiện tại                                          | chỉ có 1 tác phẩm duy nhất đươc trình diễn trên sân khấu Paris By Night, tính đến thời điểm hiện tại |
| Anh Phong                                     | Chuyến Đò Không Em (Hoài Linh, Anh Phong)                           | Duy Trường, Hạ Vy                                                  | PBN 104      | Em Ơi Nếu Đừng Dang Dở (Hoài Linh, Anh Phong)                                                        | Thanh Tuyền | PBN 130                                                                                              |
| Tiến Minh                                     | Nơi Tình Yêu Bắt Đầu                                                | Bằng Kiều, Lam Anh                                                 | PBN 104      | Chỉ Còn Lại Tình Yêu                                                                                 | Bằng Kiều | PBN 108                                                                                              |
| Mai Thu Sơn                                   | Thiêng Liêng Tình Mẹ (Mai Thu Sơn, Viễn Châu)                       | Hương Lan, Hương Thủy                                              | PBN 104      | chỉ có 1 tác phẩm duy nhất đươc trình diễn trên sân khấu Paris By Night, tính đến thời điểm hiện tại | chỉ có 1 tác phẩm duy nhất đươc trình diễn trên sân khấu Paris By Night, tính đến thời điểm hiện tại                                          | chỉ có 1 tác phẩm duy nhất đươc trình diễn trên sân khấu Paris By Night, tính đến thời điểm hiện tại |
| Lê Mộng Nguyên                                | Trăng Mờ Bên Suối                                                   | Ngọc Hạ                                                            | PBN 104      | chỉ có 1 tác phẩm duy nhất đươc trình diễn trên sân khấu Paris By Night, tính đến thời điểm hiện tại | chỉ có 1 tác phẩm duy nhất đươc trình diễn trên sân khấu Paris By Night, tính đến thời điểm hiện tại                                          | chỉ có 1 tác phẩm duy nhất đươc trình diễn trên sân khấu Paris By Night, tính đến thời điểm hiện tại |
| Thanh Tuyền                                   | Ngày Xưa Anh Nói (Thúc Đăng, Thanh Tuyền)                           | Quang Lê, Mai Thiên Vân                                            | PBN 104      | chỉ có 1 tác phẩm duy nhất đươc trình diễn trên sân khấu Paris By Night, tính đến thời điểm hiện tại | chỉ có 1 tác phẩm duy nhất đươc trình diễn trên sân khấu Paris By Night, tính đến thời điểm hiện tại                                          | chỉ có 1 tác phẩm duy nhất đươc trình diễn trên sân khấu Paris By Night, tính đến thời điểm hiện tại |
| Duy Trung                                     | Bài Hát Cho Người Kỹ Nữ (Nhật Ngân, Duy Trung)                      | Khang Việt                                                         | PBN 105      | chỉ có 1 tác phẩm duy nhất đươc trình diễn trên sân khấu Paris By Night, tính đến thời điểm hiện tại | chỉ có 1 tác phẩm duy nhất đươc trình diễn trên sân khấu Paris By Night, tính đến thời điểm hiện tại                                          | chỉ có 1 tác phẩm duy nhất đươc trình diễn trên sân khấu Paris By Night, tính đến thời điểm hiện tại |
| Lâm Thái Hiền                                 | Giận Em                                                             | Duy Trường                                                         | PBN 105      | chỉ có 1 tác phẩm duy nhất đươc trình diễn trên sân khấu Paris By Night, tính đến thời điểm hiện tại | chỉ có 1 tác phẩm duy nhất đươc trình diễn trên sân khấu Paris By Night, tính đến thời điểm hiện tại                                          | chỉ có 1 tác phẩm duy nhất đươc trình diễn trên sân khấu Paris By Night, tính đến thời điểm hiện tại |
| Tiên Cookie                                   | Có Khi Nào Rời Xa                                                   | Trịnh Lam                                                          | PBN 105      | chỉ có 1 tác phẩm duy nhất đươc trình diễn trên sân khấu Paris By Night, tính đến thời điểm hiện tại | chỉ có 1 tác phẩm duy nhất đươc trình diễn trên sân khấu Paris By Night, tính đến thời điểm hiện tại                                          | chỉ có 1 tác phẩm duy nhất đươc trình diễn trên sân khấu Paris By Night, tính đến thời điểm hiện tại |
| Đình Bảo                                      | Ngó Lơ                                                              | Mai Tiến Dũng                                                      | PBN 105      | White Christmas (lời Việt)                                                                           | Quỳnh Vi | PBN 112                                                                                              |
| Lưu Thiên Hương                               | Cho Em Ngày Mới                                                     | Tóc Tiên                                                           | PBN 105      | Tóc Đen                                                                                              | Minh Tuyết | PBN 115                                                                                              |
| Thanh Tòng                                    | Tân Cổ Quán Gấm Đầu Làng (Giao Tiên, Thanh Tòng)                    | Thế Sơn, Hương Thủy, Calvin Hiệp                                   | PBN 106      | chỉ có 1 tác phẩm duy nhất đươc trình diễn trên sân khấu Paris By Night, tính đến thời điểm hiện tại | chỉ có 1 tác phẩm duy nhất đươc trình diễn trên sân khấu Paris By Night, tính đến thời điểm hiện tại                                          | chỉ có 1 tác phẩm duy nhất đươc trình diễn trên sân khấu Paris By Night, tính đến thời điểm hiện tại |
| Thẩm Oánh                                     | Tôi Bán Đường Tơ                                                    | Nguyễn Hưng                                                        | PBN 106      | chỉ có 1 tác phẩm duy nhất đươc trình diễn trên sân khấu Paris By Night, tính đến thời điểm hiện tại | chỉ có 1 tác phẩm duy nhất đươc trình diễn trên sân khấu Paris By Night, tính đến thời điểm hiện tại                                          | chỉ có 1 tác phẩm duy nhất đươc trình diễn trên sân khấu Paris By Night, tính đến thời điểm hiện tại |
| Lan Đài (Ngọc Lan)                            | Vòng Tay Nào Cho Em (Ngọc Lan, Hoàng Lê Vũ)                         | Mai Thiên Vân, Trường Vũ                                           | PBN 107      | Khói Lam Chiều                                                                                       | Mai Thiên Vân | PBN 120                                                                                              |
| Hoàng Lê Vũ                                   | Vòng Tay Nào Cho Em (Ngọc Lan, Hoàng Lê Vũ)                         | Mai Thiên Vân, Trường Vũ                                           | PBN 107      | chỉ có 1 tác phẩm duy nhất đươc trình diễn trên sân khấu Paris By Night, tính đến thời điểm hiện tại | chỉ có 1 tác phẩm duy nhất đươc trình diễn trên sân khấu Paris By Night, tính đến thời điểm hiện tại                                          | chỉ có 1 tác phẩm duy nhất đươc trình diễn trên sân khấu Paris By Night, tính đến thời điểm hiện tại |
| Văn Trí                                       | Hoài Thu                                                            | Hạ Vy                                                              | PBN 108      | chỉ có 1 tác phẩm duy nhất đươc trình diễn trên sân khấu Paris By Night, tính đến thời điểm hiện tại | chỉ có 1 tác phẩm duy nhất đươc trình diễn trên sân khấu Paris By Night, tính đến thời điểm hiện tại                                          | chỉ có 1 tác phẩm duy nhất đươc trình diễn trên sân khấu Paris By Night, tính đến thời điểm hiện tại |
| Trần Mạnh Tuấn                                | Bướm Mơ (thơ: Phan Đan)                                             | Quỳnh Vi, Lam Anh                                                  | PBN 109      | chỉ có 1 tác phẩm duy nhất đươc trình diễn trên sân khấu Paris By Night, tính đến thời điểm hiện tại | chỉ có 1 tác phẩm duy nhất đươc trình diễn trên sân khấu Paris By Night, tính đến thời điểm hiện tại                                          | chỉ có 1 tác phẩm duy nhất đươc trình diễn trên sân khấu Paris By Night, tính đến thời điểm hiện tại |
| Giáng Son                                     | Hà Nội Mười Hai Mùa Hoa                                             | Thu Phương                                                         | PBN 110      | Giấc Mơ Trưa                                                                                         | Lam Anh | PBN 127                                                                                              |
| Trần Nghiệp Hoàng                             | Giai Điệu Mùa Xuân (Trần Nghiệp Hoàng, Võ Quốc Trụ)                 | Trịnh Lam, Lam Anh                                                 | PBN 110      | chỉ có 1 tác phẩm duy nhất đươc trình diễn trên sân khấu Paris By Night, tính đến thời điểm hiện tại | chỉ có 1 tác phẩm duy nhất đươc trình diễn trên sân khấu Paris By Night, tính đến thời điểm hiện tại                                          | chỉ có 1 tác phẩm duy nhất đươc trình diễn trên sân khấu Paris By Night, tính đến thời điểm hiện tại |
| Võ Quốc Trụ                                   | Giai Điệu Mùa Xuân (Trần Nghiệp Hoàng, Võ Quốc Trụ)                 | Trịnh Lam, Lam Anh                                                 | PBN 110      | chỉ có 1 tác phẩm duy nhất đươc trình diễn trên sân khấu Paris By Night, tính đến thời điểm hiện tại | chỉ có 1 tác phẩm duy nhất đươc trình diễn trên sân khấu Paris By Night, tính đến thời điểm hiện tại                                          | chỉ có 1 tác phẩm duy nhất đươc trình diễn trên sân khấu Paris By Night, tính đến thời điểm hiện tại |
| Nguyễn Hữu Thiết                              | Nàng Xuân Của Tôi                                                   | Trần Thái Hòa                                                      | PBN 110      | Chàng Là Ai (Nguyễn Hữu Thiết, Viễn Châu)                                                            | Thanh Tuyền, Ngọc Huyền | PBN 137                                                                                              |
| Vĩnh Điện                                     | Vết Thương Sỏi Đá                                                   | Thế Sơn                                                            | PBN 111      | chỉ có 1 tác phẩm duy nhất đươc trình diễn trên sân khấu Paris By Night, tính đến thời điểm hiện tại | chỉ có 1 tác phẩm duy nhất đươc trình diễn trên sân khấu Paris By Night, tính đến thời điểm hiện tại                                          | chỉ có 1 tác phẩm duy nhất đươc trình diễn trên sân khấu Paris By Night, tính đến thời điểm hiện tại |
| Dương Khắc Linh                               | Đời Ca Sĩ                                                           | Ánh Minh                                                           | PBN 111      | Cánh Hồng Phai (Dương Khắc Linh, Hoàng Huy Long)                                                     | Hoàng Mỹ An, Như Loan, Kỳ Phương Uyên, Thanh Hà, Như Ý, Hương Thủy, Hà Thanh Xuân, Băng Tâm, Ngọc Anh, Nguyễn Hồng Nhung, Minh Tuyết, Lam Anh | PBN 134                                                                                              |
| Hoàng Nhã                                     | Vì Sao Ta Yêu Nhau                                                  | Lương Tùng Quang, Quỳnh Vi                                         | PBN 111      | Sợ Yêu                                                                                               | Bằng Kiều, Thanh Hà | PBN 136                                                                                              |
| Hoàng Hiệp                                    | Trở Về Dòng Sông Tuổi Thơ                                           | Thu Phương                                                         | PBN 111      | chỉ có 1 tác phẩm duy nhất đươc trình diễn trên sân khấu Paris By Night, tính đến thời điểm hiện tại | chỉ có 1 tác phẩm duy nhất đươc trình diễn trên sân khấu Paris By Night, tính đến thời điểm hiện tại                                          | chỉ có 1 tác phẩm duy nhất đươc trình diễn trên sân khấu Paris By Night, tính đến thời điểm hiện tại |
| Mạnh Bích                                     | Thôn Trăng (Mạnh Bích, Nguyên Diệu)                                 | Như Quỳnh                                                          | PBN 111      | chỉ có 1 tác phẩm duy nhất đươc trình diễn trên sân khấu Paris By Night, tính đến thời điểm hiện tại | chỉ có 1 tác phẩm duy nhất đươc trình diễn trên sân khấu Paris By Night, tính đến thời điểm hiện tại                                          | chỉ có 1 tác phẩm duy nhất đươc trình diễn trên sân khấu Paris By Night, tính đến thời điểm hiện tại |
| Anh Hoa                                       | Trăng Phương Nam                                                    | Hạ Vy, Hương Thủy                                                  | PBN 111      | Hận Ly Hương (Anh Hoa, Ngọc Long)                                                                    | Trần Thái Hòa | PBN 114                                                                                              |
| Chi Dân                                       | Anh Muốn Em Sống Sao                                                | Minh Tuyết                                                         | PBN 111      | chỉ có 1 tác phẩm duy nhất đươc trình diễn trên sân khấu Paris By Night, tính đến thời điểm hiện tại | chỉ có 1 tác phẩm duy nhất đươc trình diễn trên sân khấu Paris By Night, tính đến thời điểm hiện tại                                          | chỉ có 1 tác phẩm duy nhất đươc trình diễn trên sân khấu Paris By Night, tính đến thời điểm hiện tại |
| Nguyễn Nam                                    | Xa Rồi Mùa Đông                                                     | Ngọc Anh                                                           | PBN 112      | chỉ có 1 tác phẩm duy nhất đươc trình diễn trên sân khấu Paris By Night, tính đến thời điểm hiện tại | chỉ có 1 tác phẩm duy nhất đươc trình diễn trên sân khấu Paris By Night, tính đến thời điểm hiện tại                                          | chỉ có 1 tác phẩm duy nhất đươc trình diễn trên sân khấu Paris By Night, tính đến thời điểm hiện tại |
| Lê Anh Dũng                                   | Đường Xa Tuyết Trắng                                                | Đình Bảo                                                           | PBN 112      | chỉ có 1 tác phẩm duy nhất đươc trình diễn trên sân khấu Paris By Night, tính đến thời điểm hiện tại | chỉ có 1 tác phẩm duy nhất đươc trình diễn trên sân khấu Paris By Night, tính đến thời điểm hiện tại                                          | chỉ có 1 tác phẩm duy nhất đươc trình diễn trên sân khấu Paris By Night, tính đến thời điểm hiện tại |
| Vũ Cát Tường                                  | Đông                                                                | Mai Tiến Dũng                                                      | PBN 112      | chỉ có 1 tác phẩm duy nhất đươc trình diễn trên sân khấu Paris By Night, tính đến thời điểm hiện tại | chỉ có 1 tác phẩm duy nhất đươc trình diễn trên sân khấu Paris By Night, tính đến thời điểm hiện tại                                          | chỉ có 1 tác phẩm duy nhất đươc trình diễn trên sân khấu Paris By Night, tính đến thời điểm hiện tại |
| Phượng Vũ                                     | Thương Về Mẹ Huế                                                    | Như Quỳnh                                                          | PBN 113      | chỉ có 1 tác phẩm duy nhất đươc trình diễn trên sân khấu Paris By Night, tính đến thời điểm hiện tại | chỉ có 1 tác phẩm duy nhất đươc trình diễn trên sân khấu Paris By Night, tính đến thời điểm hiện tại                                          | chỉ có 1 tác phẩm duy nhất đươc trình diễn trên sân khấu Paris By Night, tính đến thời điểm hiện tại |
| Lê Tự Minh                                    | Gặp Mẹ Trong Mơ (lời Việt)                                          | Hoàng Nhung                                                        | PBN 113      | chỉ có 1 tác phẩm duy nhất đươc trình diễn trên sân khấu Paris By Night, tính đến thời điểm hiện tại | chỉ có 1 tác phẩm duy nhất đươc trình diễn trên sân khấu Paris By Night, tính đến thời điểm hiện tại                                          | chỉ có 1 tác phẩm duy nhất đươc trình diễn trên sân khấu Paris By Night, tính đến thời điểm hiện tại |
| Lương Ngọc Châu                               | Xuân Bên Em                                                         | Đoàn Trọng                                                         | PBN 113      | chỉ có 1 tác phẩm duy nhất đươc trình diễn trên sân khấu Paris By Night, tính đến thời điểm hiện tại | chỉ có 1 tác phẩm duy nhất đươc trình diễn trên sân khấu Paris By Night, tính đến thời điểm hiện tại                                          | chỉ có 1 tác phẩm duy nhất đươc trình diễn trên sân khấu Paris By Night, tính đến thời điểm hiện tại |
| Ngọc Long                                     | Hận Ly Hương (Anh Hoa, Ngọc Long)                                   | Trần Thái Hòa                                                      | PBN 114      | chỉ có 1 tác phẩm duy nhất đươc trình diễn trên sân khấu Paris By Night, tính đến thời điểm hiện tại | chỉ có 1 tác phẩm duy nhất đươc trình diễn trên sân khấu Paris By Night, tính đến thời điểm hiện tại                                          | chỉ có 1 tác phẩm duy nhất đươc trình diễn trên sân khấu Paris By Night, tính đến thời điểm hiện tại |
| Thái Uy                                       | Ừ Thì Thôi                                                          | Như Quỳnh                                                          | PBN 114      | Ráng Chiều                                                                                           | Hương Thủy, Tâm Đoan | PBN 138                                                                                              |
| PQ Phan                                       | Câu Chuyện Bà Thị Kính                                              | Teresa Mai                                                         | PBN 114      | chỉ có 1 tác phẩm duy nhất đươc trình diễn trên sân khấu Paris By Night, tính đến thời điểm hiện tại | chỉ có 1 tác phẩm duy nhất đươc trình diễn trên sân khấu Paris By Night, tính đến thời điểm hiện tại                                          | chỉ có 1 tác phẩm duy nhất đươc trình diễn trên sân khấu Paris By Night, tính đến thời điểm hiện tại |
| Cao Văn Lầu                                   | Dạ Cổ Hoài Lang                                                     | Hương Thanh                                                        | PBN 114      | chỉ có 1 tác phẩm duy nhất đươc trình diễn trên sân khấu Paris By Night, tính đến thời điểm hiện tại | chỉ có 1 tác phẩm duy nhất đươc trình diễn trên sân khấu Paris By Night, tính đến thời điểm hiện tại                                          | chỉ có 1 tác phẩm duy nhất đươc trình diễn trên sân khấu Paris By Night, tính đến thời điểm hiện tại |
| Ánh Minh                                      | Tôi Là Người Việt Nam (Dương Khắc Linh, Ánh Minh)                   | Trịnh Lam, Hương Giang, Thiên Tôn, Ánh Minh                        | PBN 114      | chỉ có 1 tác phẩm duy nhất đươc trình diễn trên sân khấu Paris By Night, tính đến thời điểm hiện tại | chỉ có 1 tác phẩm duy nhất đươc trình diễn trên sân khấu Paris By Night, tính đến thời điểm hiện tại                                          | chỉ có 1 tác phẩm duy nhất đươc trình diễn trên sân khấu Paris By Night, tính đến thời điểm hiện tại |
| Hoàng Huy Long                                | Falling (Dương Khắc Linh, Hoàng Huy Long)                           | Ánh Minh                                                           | PBN 115      | L'Amour De Ma Vie                                                                                    | Lam Anh, Dương Triệu Vũ | PBN 136                                                                                              |
| Lê Thành Trung                                | Cơn Mơ Băng Giá                                                     | Bằng Kiều                                                          | PBN 115      | chỉ có 1 tác phẩm duy nhất đươc trình diễn trên sân khấu Paris By Night, tính đến thời điểm hiện tại | chỉ có 1 tác phẩm duy nhất đươc trình diễn trên sân khấu Paris By Night, tính đến thời điểm hiện tại                                          | chỉ có 1 tác phẩm duy nhất đươc trình diễn trên sân khấu Paris By Night, tính đến thời điểm hiện tại |
| Khắc Việt                                     | Cảm Ơn Em                                                           | Lương Tùng Quang                                                   | PBN 115      | chỉ có 1 tác phẩm duy nhất đươc trình diễn trên sân khấu Paris By Night, tính đến thời điểm hiện tại | chỉ có 1 tác phẩm duy nhất đươc trình diễn trên sân khấu Paris By Night, tính đến thời điểm hiện tại                                          | chỉ có 1 tác phẩm duy nhất đươc trình diễn trên sân khấu Paris By Night, tính đến thời điểm hiện tại |
| Nguyên Thủy                                   | Xa Cách (thơ: Xuân Diệu)                                            | Ý Lan                                                              | PBN 115      | chỉ có 1 tác phẩm duy nhất đươc trình diễn trên sân khấu Paris By Night, tính đến thời điểm hiện tại | chỉ có 1 tác phẩm duy nhất đươc trình diễn trên sân khấu Paris By Night, tính đến thời điểm hiện tại                                          | chỉ có 1 tác phẩm duy nhất đươc trình diễn trên sân khấu Paris By Night, tính đến thời điểm hiện tại |
| Hà Sơn                                        | Mùa Xuân Xa Quê                                                     | Mai Thiên Vân, Hoài Lâm                                            | PBN 116      | Tân Cổ: Mùa Xuân Xa Quê (Hà Sơn, Mạnh Quỳnh)                                                         | Mạnh Quỳnh, Hoài Linh | PBN 138                                                                                              |
| Nguyễn Hữu Đức                                | Catwalk                                                             | Ngọc Anh, Như Loan, Hạ Vy, Diễm Sương, Lam Anh, Hoàng Nhung        | PBN 116      | chỉ có 1 tác phẩm duy nhất đươc trình diễn trên sân khấu Paris By Night, tính đến thời điểm hiện tại | chỉ có 1 tác phẩm duy nhất đươc trình diễn trên sân khấu Paris By Night, tính đến thời điểm hiện tại                                          | chỉ có 1 tác phẩm duy nhất đươc trình diễn trên sân khấu Paris By Night, tính đến thời điểm hiện tại |
| Hồng Đăng                                     | Hoa Sữa                                                             | Thúy An                                                            | PBN 117      | chỉ có 1 tác phẩm duy nhất đươc trình diễn trên sân khấu Paris By Night, tính đến thời điểm hiện tại | chỉ có 1 tác phẩm duy nhất đươc trình diễn trên sân khấu Paris By Night, tính đến thời điểm hiện tại                                          | chỉ có 1 tác phẩm duy nhất đươc trình diễn trên sân khấu Paris By Night, tính đến thời điểm hiện tại |
| Trung Kiên                                    | Triệu Đóa Hoa Hồng (lời Việt)                                       | Ngọc Anh                                                           | PBN 117      | chỉ có 1 tác phẩm duy nhất đươc trình diễn trên sân khấu Paris By Night, tính đến thời điểm hiện tại | chỉ có 1 tác phẩm duy nhất đươc trình diễn trên sân khấu Paris By Night, tính đến thời điểm hiện tại                                          | chỉ có 1 tác phẩm duy nhất đươc trình diễn trên sân khấu Paris By Night, tính đến thời điểm hiện tại |
| Vĩnh Phúc                                     | Cánh Hoa Yêu (Hoàng Trọng, Vĩnh Phúc)                               | Hương Thủy                                                         | PBN 117      | chỉ có 1 tác phẩm duy nhất đươc trình diễn trên sân khấu Paris By Night, tính đến thời điểm hiện tại | chỉ có 1 tác phẩm duy nhất đươc trình diễn trên sân khấu Paris By Night, tính đến thời điểm hiện tại                                          | chỉ có 1 tác phẩm duy nhất đươc trình diễn trên sân khấu Paris By Night, tính đến thời điểm hiện tại |
| Võ Đức Phấn                                   | Cùng Một Kiếp Hoa                                                   | Minh Tuyết, Hương Thủy, Như Loan, Diễm Sương, Lam Anh, Hoàng Nhung | PBN 117      | chỉ có 1 tác phẩm duy nhất đươc trình diễn trên sân khấu Paris By Night, tính đến thời điểm hiện tại | chỉ có 1 tác phẩm duy nhất đươc trình diễn trên sân khấu Paris By Night, tính đến thời điểm hiện tại                                          | chỉ có 1 tác phẩm duy nhất đươc trình diễn trên sân khấu Paris By Night, tính đến thời điểm hiện tại |
| Nguyễn Văn Khánh                              | Đêm Hoa Đăng (Thanh Sơn, Nguyễn Văn Khánh)                          | Như Quỳnh                                                          | PBN 117      | chỉ có 1 tác phẩm duy nhất đươc trình diễn trên sân khấu Paris By Night, tính đến thời điểm hiện tại | chỉ có 1 tác phẩm duy nhất đươc trình diễn trên sân khấu Paris By Night, tính đến thời điểm hiện tại                                          | chỉ có 1 tác phẩm duy nhất đươc trình diễn trên sân khấu Paris By Night, tính đến thời điểm hiện tại |
| Gió Bụi                                       | Tôi Muốn Về Quê                                                     | Nguyễn Hồng Nhung                                                  | PBN 120      | chỉ có 1 tác phẩm duy nhất đươc trình diễn trên sân khấu Paris By Night, tính đến thời điểm hiện tại | chỉ có 1 tác phẩm duy nhất đươc trình diễn trên sân khấu Paris By Night, tính đến thời điểm hiện tại                                          | chỉ có 1 tác phẩm duy nhất đươc trình diễn trên sân khấu Paris By Night, tính đến thời điểm hiện tại |
| Mạnh Quân                                     | Đừng                                                                | Lê Anh Tuấn                                                        | PBN 120      | Qua Đêm Nay                                                                                          | Lê Anh Tuấn, Hoàng Mỹ An | PBN 122                                                                                              |
| Trang Pháp                                    | Chờ Thêm Một Đời (Dương Khắc Linh, Trang Pháp, Shin Hồng Vịnh)      | Lam Anh                                                            | PBN 122      | chỉ có 1 tác phẩm duy nhất đươc trình diễn trên sân khấu Paris By Night, tính đến thời điểm hiện tại | chỉ có 1 tác phẩm duy nhất đươc trình diễn trên sân khấu Paris By Night, tính đến thời điểm hiện tại                                          | chỉ có 1 tác phẩm duy nhất đươc trình diễn trên sân khấu Paris By Night, tính đến thời điểm hiện tại |
| Shin Hồng Vịnh                                | Chờ Thêm Một Đời (Dương Khắc Linh, Trang Pháp, Shin Hồng Vịnh)      | Lam Anh                                                            | PBN 122      | Về Với Em Đi                                                                                         | Mai Tiến Dũng | PBN 127                                                                                              |
| Tăng Nhật Tuệ                                 | Yêu Như Ngày Yêu Cuối                                               | Mai Tiến Dũng                                                      | PBN 122      | Mình Yêu Nhau Từ Kiếp Nào                                                                            | Nguyễn Hồng Nhung | PBN 129                                                                                              |
| Hồng Khánh                                    | Tình Này Cho Anh                                                    | Ngọc Anh                                                           | PBN 122      | chỉ có 1 tác phẩm duy nhất đươc trình diễn trên sân khấu Paris By Night, tính đến thời điểm hiện tại | chỉ có 1 tác phẩm duy nhất đươc trình diễn trên sân khấu Paris By Night, tính đến thời điểm hiện tại                                          | chỉ có 1 tác phẩm duy nhất đươc trình diễn trên sân khấu Paris By Night, tính đến thời điểm hiện tại |
| Hoài Lâm                                      | Thy                                                                 | Hoài Lâm                                                           | PBN 122      | chỉ có 1 tác phẩm duy nhất đươc trình diễn trên sân khấu Paris By Night, tính đến thời điểm hiện tại | chỉ có 1 tác phẩm duy nhất đươc trình diễn trên sân khấu Paris By Night, tính đến thời điểm hiện tại                                          | chỉ có 1 tác phẩm duy nhất đươc trình diễn trên sân khấu Paris By Night, tính đến thời điểm hiện tại |
| Hamlet Trương                                 | Chuyện Bây Giờ Đã Muộn                                              | Khải Đăng                                                          | PBN 123      | Rồi Cũng Sẽ Quên                                                                                     | Lương Tùng Quang, Như Ý | PBN 136                                                                                              |
| Đỗ Thu                                        | Gửi Về Anh                                                          | Thanh Tuyền, Mai Thiên Vân                                         | PBN 123      | chỉ có 1 tác phẩm duy nhất đươc trình diễn trên sân khấu Paris By Night, tính đến thời điểm hiện tại | chỉ có 1 tác phẩm duy nhất đươc trình diễn trên sân khấu Paris By Night, tính đến thời điểm hiện tại                                          | chỉ có 1 tác phẩm duy nhất đươc trình diễn trên sân khấu Paris By Night, tính đến thời điểm hiện tại |
| Bảo Ân                                        | Tìm Trong Giấc Mơ                                                   | Đan Nguyên                                                         | PBN 123      | chỉ có 1 tác phẩm duy nhất đươc trình diễn trên sân khấu Paris By Night, tính đến thời điểm hiện tại | chỉ có 1 tác phẩm duy nhất đươc trình diễn trên sân khấu Paris By Night, tính đến thời điểm hiện tại                                          | chỉ có 1 tác phẩm duy nhất đươc trình diễn trên sân khấu Paris By Night, tính đến thời điểm hiện tại |
| Anh Sơn                                       | Nhà Anh Nhà Em (thơ: Hà Liên Tử)                                    | Châu Ngọc Hà                                                       | PBN 124      | chỉ có 1 tác phẩm duy nhất đươc trình diễn trên sân khấu Paris By Night, tính đến thời điểm hiện tại | chỉ có 1 tác phẩm duy nhất đươc trình diễn trên sân khấu Paris By Night, tính đến thời điểm hiện tại                                          | chỉ có 1 tác phẩm duy nhất đươc trình diễn trên sân khấu Paris By Night, tính đến thời điểm hiện tại |
| Xuân An                                       | Tạm Biệt Huế (thơ: Thu Bồn)                                         | Ngọc Hạ                                                            | PBN 124      | chỉ có 1 tác phẩm duy nhất đươc trình diễn trên sân khấu Paris By Night, tính đến thời điểm hiện tại | chỉ có 1 tác phẩm duy nhất đươc trình diễn trên sân khấu Paris By Night, tính đến thời điểm hiện tại                                          | chỉ có 1 tác phẩm duy nhất đươc trình diễn trên sân khấu Paris By Night, tính đến thời điểm hiện tại |
| Trần Tuấn Kiệt                                | Xuân Vẫn Bên Ta                                                     | Lương Tùng Quang, Khải Đăng                                        | PBN 124      | chỉ có 1 tác phẩm duy nhất đươc trình diễn trên sân khấu Paris By Night, tính đến thời điểm hiện tại | chỉ có 1 tác phẩm duy nhất đươc trình diễn trên sân khấu Paris By Night, tính đến thời điểm hiện tại                                          | chỉ có 1 tác phẩm duy nhất đươc trình diễn trên sân khấu Paris By Night, tính đến thời điểm hiện tại |
| Yên Ba                                        | Tiếng Hạc Trong Trăng (Yên Ba, Loan Thảo, Nguyễn Văn Đông)          | Như Quỳnh, Kim Tiểu Long, Hoài Tâm                                 | PBN 125      | chỉ có 1 tác phẩm duy nhất đươc trình diễn trên sân khấu Paris By Night, tính đến thời điểm hiện tại | chỉ có 1 tác phẩm duy nhất đươc trình diễn trên sân khấu Paris By Night, tính đến thời điểm hiện tại                                          | chỉ có 1 tác phẩm duy nhất đươc trình diễn trên sân khấu Paris By Night, tính đến thời điểm hiện tại |
| Hồ Tiến Đạt                                   | Những Câu Chuyện Cũ Mèm                                             | Khải Đăng                                                          | PBN 126      | Thương                                                                                               | Tuấn Ngọc, Bằng Kiều | PBN 136                                                                                              |
| Vicky Nhung                                   | Lỗi Tại Mưa                                                         | Diễm Sương, Như Ý                                                  | PBN 126      | chỉ có 1 tác phẩm duy nhất đươc trình diễn trên sân khấu Paris By Night, tính đến thời điểm hiện tại | chỉ có 1 tác phẩm duy nhất đươc trình diễn trên sân khấu Paris By Night, tính đến thời điểm hiện tại                                          | chỉ có 1 tác phẩm duy nhất đươc trình diễn trên sân khấu Paris By Night, tính đến thời điểm hiện tại |
| Duy Viêm                                      | Bão Tình (Hoàng Trọng, Duy Viêm)                                    | Nguyễn Hưng, Lưu Bích                                              | PBN 126      | chỉ có 1 tác phẩm duy nhất đươc trình diễn trên sân khấu Paris By Night, tính đến thời điểm hiện tại | chỉ có 1 tác phẩm duy nhất đươc trình diễn trên sân khấu Paris By Night, tính đến thời điểm hiện tại                                          | chỉ có 1 tác phẩm duy nhất đươc trình diễn trên sân khấu Paris By Night, tính đến thời điểm hiện tại |
| Vũ Anh Tuấn                                   | Yêu Hết Con Tim (Khúc Lan, Vũ Anh Tuấn)                             | Trúc Lam, Trúc Linh                                                | PBN 126      | chỉ có 1 tác phẩm duy nhất đươc trình diễn trên sân khấu Paris By Night, tính đến thời điểm hiện tại | chỉ có 1 tác phẩm duy nhất đươc trình diễn trên sân khấu Paris By Night, tính đến thời điểm hiện tại                                          | chỉ có 1 tác phẩm duy nhất đươc trình diễn trên sân khấu Paris By Night, tính đến thời điểm hiện tại |
| Vũ Thanh                                      | Đắp Mộ Cuộc Tình                                                    | Bằng Kiều, Quang Lê, Đan Nguyên                                    | PBN 126      | Tình Mẹ Cửu Long (Vũ Thanh, Tùng Châu)                                                               | Phi Nhung, Hồ Văn Cường | PBN 129                                                                                              |
| Nguyễn Duy Hùng                               | Thư Pháp                                                            | Ngọc Anh                                                           | PBN 127      | Vinh Quy Bái Tổ                                                                                      | Trần Thái Hòa | PBN 127                                                                                              |
| Nguyễn Tất Tùng                               | Thương Về Xứ Nghệ                                                   | Thanh Tuyền                                                        | PBN 127      | chỉ có 1 tác phẩm duy nhất đươc trình diễn trên sân khấu Paris By Night, tính đến thời điểm hiện tại | chỉ có 1 tác phẩm duy nhất đươc trình diễn trên sân khấu Paris By Night, tính đến thời điểm hiện tại                                          | chỉ có 1 tác phẩm duy nhất đươc trình diễn trên sân khấu Paris By Night, tính đến thời điểm hiện tại |
| Vĩnh Điền                                     | Tiếng Trống Mê Linh (Vĩnh Điền, Quang Nhã)                          | Phượng Mai                                                         | PBN 127      | chỉ có 1 tác phẩm duy nhất đươc trình diễn trên sân khấu Paris By Night, tính đến thời điểm hiện tại | chỉ có 1 tác phẩm duy nhất đươc trình diễn trên sân khấu Paris By Night, tính đến thời điểm hiện tại                                          | chỉ có 1 tác phẩm duy nhất đươc trình diễn trên sân khấu Paris By Night, tính đến thời điểm hiện tại |
| Quang Nhã                                     | Tiếng Trống Mê Linh (Vĩnh Điền, Quang Nhã)                          | Phượng Mai                                                         | PBN 127      | chỉ có 1 tác phẩm duy nhất đươc trình diễn trên sân khấu Paris By Night, tính đến thời điểm hiện tại | chỉ có 1 tác phẩm duy nhất đươc trình diễn trên sân khấu Paris By Night, tính đến thời điểm hiện tại                                          | chỉ có 1 tác phẩm duy nhất đươc trình diễn trên sân khấu Paris By Night, tính đến thời điểm hiện tại |
| Hùng Quân                                     | Về Bên Anh Nhé                                                      | Bằng Kiều                                                          | PBN 127      | Say Đắm Là Sai Lắm                                                                                   | Myra Trần, Bạch Công Khanh | PBN 136                                                                                              |
| Tú Dưa                                        | Đối Thoại                                                           | Bằng Kiều, Nguyễn Hồng Nhung                                       | PBN 128      | chỉ có 1 tác phẩm duy nhất đươc trình diễn trên sân khấu Paris By Night, tính đến thời điểm hiện tại | chỉ có 1 tác phẩm duy nhất đươc trình diễn trên sân khấu Paris By Night, tính đến thời điểm hiện tại                                          | chỉ có 1 tác phẩm duy nhất đươc trình diễn trên sân khấu Paris By Night, tính đến thời điểm hiện tại |
| Nguyễn Đức Đạt                                | Khi Tôi Là Tôi                                                      | Như Quỳnh                                                          | PBN 128      | chỉ có 1 tác phẩm duy nhất đươc trình diễn trên sân khấu Paris By Night, tính đến thời điểm hiện tại | chỉ có 1 tác phẩm duy nhất đươc trình diễn trên sân khấu Paris By Night, tính đến thời điểm hiện tại                                          | chỉ có 1 tác phẩm duy nhất đươc trình diễn trên sân khấu Paris By Night, tính đến thời điểm hiện tại |
| Đan Nguyên                                    | Cánh Diều Mưa                                                       | Đan Nguyên, Mai Thiên Vân                                          | PBN 128      | chỉ có 1 tác phẩm duy nhất đươc trình diễn trên sân khấu Paris By Night, tính đến thời điểm hiện tại | chỉ có 1 tác phẩm duy nhất đươc trình diễn trên sân khấu Paris By Night, tính đến thời điểm hiện tại                                          | chỉ có 1 tác phẩm duy nhất đươc trình diễn trên sân khấu Paris By Night, tính đến thời điểm hiện tại |
| Mai Xuân Thứ                                  | Hai Chữ Yêu Thương Một Chữ Chờ                                      | Lam Anh, Thiên Tôn                                                 | PBN 129      | Có Phải Người Dưng                                                                                   | Bằng Kiều | PBN 130                                                                                              |
| Huỳnh Quốc Huy                                | Là Gì Giữa Chúng Ta                                                 | Minh Tuyết                                                         | PBN 129      | Rồi Cũng Sẽ Qua                                                                                      | Myra Trần | PBN 134                                                                                              |
| Rhymastic                                     | Chẳng Cần Ai, Chỉ Cần Anh                                           | Tóc Tiên                                                           | PBN 130      | chỉ có 1 tác phẩm duy nhất đươc trình diễn trên sân khấu Paris By Night, tính đến thời điểm hiện tại | chỉ có 1 tác phẩm duy nhất đươc trình diễn trên sân khấu Paris By Night, tính đến thời điểm hiện tại                                          | chỉ có 1 tác phẩm duy nhất đươc trình diễn trên sân khấu Paris By Night, tính đến thời điểm hiện tại |
| PP Nguyễn                                     | Dáng Hồng (Dương Khắc Linh, PP Nguyễn, Hoàng Huy Long)              | Lương Tùng Quang                                                   | PBN 130      | chỉ có 1 tác phẩm duy nhất đươc trình diễn trên sân khấu Paris By Night, tính đến thời điểm hiện tại | chỉ có 1 tác phẩm duy nhất đươc trình diễn trên sân khấu Paris By Night, tính đến thời điểm hiện tại                                          | chỉ có 1 tác phẩm duy nhất đươc trình diễn trên sân khấu Paris By Night, tính đến thời điểm hiện tại |
| Bon Nguyễn                                    | Xuân Hy Vọng                                                        | Bon Nguyễn, Khải Đăng                                              | PBN 131      | chỉ có 1 tác phẩm duy nhất đươc trình diễn trên sân khấu Paris By Night, tính đến thời điểm hiện tại | chỉ có 1 tác phẩm duy nhất đươc trình diễn trên sân khấu Paris By Night, tính đến thời điểm hiện tại                                          | chỉ có 1 tác phẩm duy nhất đươc trình diễn trên sân khấu Paris By Night, tính đến thời điểm hiện tại |
| Kim Long                                      | Đầu Năm Đi Lễ (Ngọc Sơn, Kim Long)                                  | Ngọc Huyền                                                         | PBN 131      | chỉ có 1 tác phẩm duy nhất đươc trình diễn trên sân khấu Paris By Night, tính đến thời điểm hiện tại | chỉ có 1 tác phẩm duy nhất đươc trình diễn trên sân khấu Paris By Night, tính đến thời điểm hiện tại                                          | chỉ có 1 tác phẩm duy nhất đươc trình diễn trên sân khấu Paris By Night, tính đến thời điểm hiện tại |
| TG9X Thái Dương                               | Về                                                                  | Đình Bảo                                                           | PBN 131      | chỉ có 1 tác phẩm duy nhất đươc trình diễn trên sân khấu Paris By Night, tính đến thời điểm hiện tại | chỉ có 1 tác phẩm duy nhất đươc trình diễn trên sân khấu Paris By Night, tính đến thời điểm hiện tại                                          | chỉ có 1 tác phẩm duy nhất đươc trình diễn trên sân khấu Paris By Night, tính đến thời điểm hiện tại |
| Ngô Minh Tài                                  | Mặt Trời Và Hoa                                                     | Đình Bảo, Lam Anh                                                  | PBN 132      | Tết Thương                                                                                           | Nguyễn Hồng Nhung, Cao Bá Thông | PBN 138                                                                                              |
| Sông Trà                                      | Chiều Sân Ga                                                        | Băng Tâm                                                           | PBN 132      | chỉ có 1 tác phẩm duy nhất đươc trình diễn trên sân khấu Paris By Night, tính đến thời điểm hiện tại | chỉ có 1 tác phẩm duy nhất đươc trình diễn trên sân khấu Paris By Night, tính đến thời điểm hiện tại                                          | chỉ có 1 tác phẩm duy nhất đươc trình diễn trên sân khấu Paris By Night, tính đến thời điểm hiện tại |
| Trúc Sơn                                      | Nói Với Người Tình (Trúc Sơn, Thăng Long)                           | Tuấn Phước, Phương Yến Linh                                        | PBN 132      | chỉ có 1 tác phẩm duy nhất đươc trình diễn trên sân khấu Paris By Night, tính đến thời điểm hiện tại | chỉ có 1 tác phẩm duy nhất đươc trình diễn trên sân khấu Paris By Night, tính đến thời điểm hiện tại                                          | chỉ có 1 tác phẩm duy nhất đươc trình diễn trên sân khấu Paris By Night, tính đến thời điểm hiện tại |
| Viễn Chinh                                    | Mùa Xuân Trong Thư Em                                               | Đan Nguyên                                                         | PBN 132      | chỉ có 1 tác phẩm duy nhất đươc trình diễn trên sân khấu Paris By Night, tính đến thời điểm hiện tại | chỉ có 1 tác phẩm duy nhất đươc trình diễn trên sân khấu Paris By Night, tính đến thời điểm hiện tại                                          | chỉ có 1 tác phẩm duy nhất đươc trình diễn trên sân khấu Paris By Night, tính đến thời điểm hiện tại |
| Ngọc Huyền                                    | Tân Cổ Xuân Trên Đất Khách (Quốc Dũng, Ngọc Huyền)                  | Thanh Tuyền, Ngọc Huyền                                            | PBN 132      | Tình Người Kiếp Rắn                                                                                  | Ngọc Huyền, Hương Thủy | PBN 136                                                                                              |
| Nguyễn Anh Vũ                                 | Một Đêm Nữa                                                         | Hoàng Mỹ An, Myra Trần                                             | PBN 133      | chỉ có 1 tác phẩm duy nhất đươc trình diễn trên sân khấu Paris By Night, tính đến thời điểm hiện tại | chỉ có 1 tác phẩm duy nhất đươc trình diễn trên sân khấu Paris By Night, tính đến thời điểm hiện tại                                          | chỉ có 1 tác phẩm duy nhất đươc trình diễn trên sân khấu Paris By Night, tính đến thời điểm hiện tại |
| Thái Kiệt                                     | Đời Là Cát Bụi Là Ta                                                | Trường Vũ                                                          | PBN 133      | chỉ có 1 tác phẩm duy nhất đươc trình diễn trên sân khấu Paris By Night, tính đến thời điểm hiện tại | chỉ có 1 tác phẩm duy nhất đươc trình diễn trên sân khấu Paris By Night, tính đến thời điểm hiện tại                                          | chỉ có 1 tác phẩm duy nhất đươc trình diễn trên sân khấu Paris By Night, tính đến thời điểm hiện tại |
| Tiến Nguyễn                                   | Một Người Chẳng Cần Một Người                                       | Bằng Kiều, Lam Anh                                                 | PBN 133      | Giả Vờ Mạnh Mẽ                                                                                       | Như Loan | PBN 138                                                                                              |
| Nguyễn Tùng                                   | Đến Lúc Dừng Lại                                                    | Minh Tuyết                                                         | PBN 133      | Anh Thua Em Rồi                                                                                      | Don Hồ | PBN 138                                                                                              |
| Nguyễn Bá Nghiêm                              | Chiều Hạ Vàng                                                       | Thanh Tuyền                                                        | PBN 134      | chỉ có 1 tác phẩm duy nhất đươc trình diễn trên sân khấu Paris By Night, tính đến thời điểm hiện tại | chỉ có 1 tác phẩm duy nhất đươc trình diễn trên sân khấu Paris By Night, tính đến thời điểm hiện tại                                          | chỉ có 1 tác phẩm duy nhất đươc trình diễn trên sân khấu Paris By Night, tính đến thời điểm hiện tại |
| Nguyễn Văn Hạnh                               | Tình Đến Không Ngờ (Nguyễn Văn Hạnh, Trần Bội Anh)                  | Phương Loan                                                        | PBN 134      | chỉ có 1 tác phẩm duy nhất đươc trình diễn trên sân khấu Paris By Night, tính đến thời điểm hiện tại | chỉ có 1 tác phẩm duy nhất đươc trình diễn trên sân khấu Paris By Night, tính đến thời điểm hiện tại                                          | chỉ có 1 tác phẩm duy nhất đươc trình diễn trên sân khấu Paris By Night, tính đến thời điểm hiện tại |
| Trần Bội Anh                                  | Tình Đến Không Ngờ (Nguyễn Văn Hạnh, Trần Bội Anh)                  | Phương Loan                                                        | PBN 134      | chỉ có 1 tác phẩm duy nhất đươc trình diễn trên sân khấu Paris By Night, tính đến thời điểm hiện tại | chỉ có 1 tác phẩm duy nhất đươc trình diễn trên sân khấu Paris By Night, tính đến thời điểm hiện tại                                          | chỉ có 1 tác phẩm duy nhất đươc trình diễn trên sân khấu Paris By Night, tính đến thời điểm hiện tại |
| Ngô Tín                                       | Quy Nhơn Mênh Mang Niềm Nhớ (Ngô Tín, Xuân Thi)                     | Dương Triệu Vũ                                                     | PBN 134      | chỉ có 1 tác phẩm duy nhất đươc trình diễn trên sân khấu Paris By Night, tính đến thời điểm hiện tại | chỉ có 1 tác phẩm duy nhất đươc trình diễn trên sân khấu Paris By Night, tính đến thời điểm hiện tại                                          | chỉ có 1 tác phẩm duy nhất đươc trình diễn trên sân khấu Paris By Night, tính đến thời điểm hiện tại |
| Xuân Thi                                      | Quy Nhơn Mênh Mang Niềm Nhớ (Ngô Tín, Xuân Thi)                     | Dương Triệu Vũ                                                     | PBN 134      | chỉ có 1 tác phẩm duy nhất đươc trình diễn trên sân khấu Paris By Night, tính đến thời điểm hiện tại | chỉ có 1 tác phẩm duy nhất đươc trình diễn trên sân khấu Paris By Night, tính đến thời điểm hiện tại                                          | chỉ có 1 tác phẩm duy nhất đươc trình diễn trên sân khấu Paris By Night, tính đến thời điểm hiện tại |
| Jin                                           | You Are Mine                                                        | Don Hồ                                                             | PBN 134      | Chiếc Miệng Đời                                                                                      | Dương Triệu Vũ | PBN 138                                                                                              |
| Hồng Thiên Phúc                               | Hội Trăng Ngày Mùa (Tùng Châu, Hồng Thiên Phúc)                     | Như Quỳnh, Hương Thủy                                              | PBN 134      | Lạc Mất Vầng Trăng (Tùng Châu, Hồng Thiên Phúc)                                                      | Khánh Hà, Lam Anh | PBN 134                                                                                              |
| Vũ Lai                                        | Anh Đi Mùa Cưới                                                     | Phương Yến Linh                                                    | PBN 134      | chỉ có 1 tác phẩm duy nhất đươc trình diễn trên sân khấu Paris By Night, tính đến thời điểm hiện tại | chỉ có 1 tác phẩm duy nhất đươc trình diễn trên sân khấu Paris By Night, tính đến thời điểm hiện tại                                          | chỉ có 1 tác phẩm duy nhất đươc trình diễn trên sân khấu Paris By Night, tính đến thời điểm hiện tại |
| Đông Thiên Đức                                | Nghi Ngờ Tình Yêu                                                   | Bằng Kiều, Minh Tuyết                                              | PBN 134      | chỉ có 1 tác phẩm duy nhất đươc trình diễn trên sân khấu Paris By Night, tính đến thời điểm hiện tại | chỉ có 1 tác phẩm duy nhất đươc trình diễn trên sân khấu Paris By Night, tính đến thời điểm hiện tại                                          | chỉ có 1 tác phẩm duy nhất đươc trình diễn trên sân khấu Paris By Night, tính đến thời điểm hiện tại |
| Việt Lang                                     | Tình Quê Hương                                                      | Sơn Ca                                                             | PBN 136      | chỉ có 1 tác phẩm duy nhất đươc trình diễn trên sân khấu Paris By Night, tính đến thời điểm hiện tại | chỉ có 1 tác phẩm duy nhất đươc trình diễn trên sân khấu Paris By Night, tính đến thời điểm hiện tại                                          | chỉ có 1 tác phẩm duy nhất đươc trình diễn trên sân khấu Paris By Night, tính đến thời điểm hiện tại |
| Dương Để                                      | Biết Yêu (Dương Để, Ánh Hoa)                                        | Hoàng Nhung, Tuấn Phước                                            | PBN 136      | chỉ có 1 tác phẩm duy nhất đươc trình diễn trên sân khấu Paris By Night, tính đến thời điểm hiện tại | chỉ có 1 tác phẩm duy nhất đươc trình diễn trên sân khấu Paris By Night, tính đến thời điểm hiện tại                                          | chỉ có 1 tác phẩm duy nhất đươc trình diễn trên sân khấu Paris By Night, tính đến thời điểm hiện tại |
| Ánh Hoa                                       | Biết Yêu (Dương Để, Ánh Hoa)                                        | Hoàng Nhung, Tuấn Phước                                            | PBN 136      | chỉ có 1 tác phẩm duy nhất đươc trình diễn trên sân khấu Paris By Night, tính đến thời điểm hiện tại | chỉ có 1 tác phẩm duy nhất đươc trình diễn trên sân khấu Paris By Night, tính đến thời điểm hiện tại                                          | chỉ có 1 tác phẩm duy nhất đươc trình diễn trên sân khấu Paris By Night, tính đến thời điểm hiện tại |
| Ngọc Dolil                                    | Không Em Thì Ai                                                     | Như Loan, Quỳnh Vi, Diễm Sương, Kỳ Phương Uyên                     | PBN 136      | chỉ có 1 tác phẩm duy nhất đươc trình diễn trên sân khấu Paris By Night, tính đến thời điểm hiện tại | chỉ có 1 tác phẩm duy nhất đươc trình diễn trên sân khấu Paris By Night, tính đến thời điểm hiện tại                                          | chỉ có 1 tác phẩm duy nhất đươc trình diễn trên sân khấu Paris By Night, tính đến thời điểm hiện tại |
| Vũ Minh Tâm                                   | Mãi Yêu Mình Em                                                     | Đình Bảo, Trịnh Lam                                                | PBN 136      | chỉ có 1 tác phẩm duy nhất đươc trình diễn trên sân khấu Paris By Night, tính đến thời điểm hiện tại | chỉ có 1 tác phẩm duy nhất đươc trình diễn trên sân khấu Paris By Night, tính đến thời điểm hiện tại                                          | chỉ có 1 tác phẩm duy nhất đươc trình diễn trên sân khấu Paris By Night, tính đến thời điểm hiện tại |
| Hoài Linh                                     | Khóc - Cười (Nguyễn Tùng, Hoài Linh)                                | Hoài Linh                                                          | PBN 138      | chỉ có 1 tác phẩm duy nhất đươc trình diễn trên sân khấu Paris By Night, tính đến thời điểm hiện tại | chỉ có 1 tác phẩm duy nhất đươc trình diễn trên sân khấu Paris By Night, tính đến thời điểm hiện tại                                          | chỉ có 1 tác phẩm duy nhất đươc trình diễn trên sân khấu Paris By Night, tính đến thời điểm hiện tại |
| Hoài Phương                                   | Hẹn Ước Đêm Xuân                                                    | Giao Linh                                                          | PBN 138      | Hẹn Ước Đêm Xuân                                                                                     | Giao Linh | PBN 138                                                                                              |
| Beckam Nguyễn                                 | Time To Shine                                                       | Trizzie Phương Trinh                                               | PBN 138      | chỉ có 1 tác phẩm duy nhất đươc trình diễn trên sân khấu Paris By Night, tính đến thời điểm hiện tại | chỉ có 1 tác phẩm duy nhất đươc trình diễn trên sân khấu Paris By Night, tính đến thời điểm hiện tại                                          | chỉ có 1 tác phẩm duy nhất đươc trình diễn trên sân khấu Paris By Night, tính đến thời điểm hiện tại |

### Kịch
Năm 1998, nhóm kịch Thúy Nga chính thức được thành lập với 3 diễn viên đầu tiên là Quang Minh, Hồng Đào và Trang Thanh Lan. Kịch bản hài kịch phần lớn là do Nguyễn Ngọc Ngạn biên soạn, ngoài ra có một số nghệ sĩ khác cũng tham gia dựng các vở kịch như Vân Sơn, Hoài Linh, Chí Tài, Văn Chung, Kiều Oanh, Việt Hương, Thúy Nga, Trấn Thành, Trường Giang, Trung Dân,... Ngoài mảng hài kịch, Paris By Night còn mang đến một số vở chính kịch (hoặc bi kịch) lồng vào trong một số chương trình mang chủ đề trang trọng. Một chương trình Paris By Night thường có 1 hoặc 2 vở kịch được diễn. Có 2 chương trình là Paris By Night 82 và Paris By Night 116 có 4 - 5 vở kịch do chủ đề chương trình tập trung vào hài kịch.
| STT | Tên vở kịch                               | Tác giả               | Thể loại   | Diễn viên                                                                                           | Chương trình       | Năm  |
| --- | ----------------------------------------- | --------------------- | ---------- | --------------------------------------------------------------------------------------------------- | ------------------ | ---- |
| 1   | -                                         | -                     | Tấu hài    | La Thoại Tân, Rick Murphy                                                                           | Paris By Night 24  | 1993 |
| 2   | -                                         | -                     | Tấu hài    | Hoài Linh, Vân Sơn                                                                                  | Paris By Night 35  | 1996 |
| 3   | Chuyện Cấm Đàn Ông                        | Ngô Tấn Triển         | Hài kịch   | Hồng Đào, Trang Thanh Lan, Ái Vân                                                                   | Paris By Night 43  | 1998 |
| 4   | Thiên Duyên Tiền Định                     | Nhóm kịch Thúy Nga    | Hài kịch   | Quang Minh, Hồng Đào, Trang Thanh Lan                                                               | Paris By Night 46  | 1998 |
| 5   | Niềm Vui Phụ Nữ                           | Nhóm kịch Thúy Nga    | Hài kịch   | Quang Minh, Hồng Đào, Trang Thanh Lan                                                               | Paris By Night 48  | 1999 |
| 6   | Ngã Rẽ Cuộc Đời                           | Nhóm kịch Thúy Nga    | Hài kịch   | Quang Minh, Hồng Đào, Trang Thanh Lan, Mỹ Huyền                                                     | Paris By Night 50  | 1999 |
| 7   | Mầm Non Văn Nghệ                          | Nhóm kịch Thúy Nga    | Hài kịch   | Kiều Linh, Trúc Lam, Bé Mập, Mỹ Trinh                                                               | Paris By Night 51  | 1999 |
| 8   | Gia Tài Người Hàng Xóm                    | Nhóm kịch Thúy Nga    | Hài kịch   | Quang Minh, Hồng Đào, Trang Thanh Lan, Kiều Linh, Trúc Linh                                         | Paris By Night 52  | 1999 |
| 9   | Người Đàn Bà Cao Số                       | Nhóm kịch Thúy Nga    | Hài kịch   | Quang Minh, Hồng Đào, Trang Thanh Lan, Ái Vân                                                       | Paris By Night 53  | 2000 |
| 10  | Thủ Tục Ly Dị                             | Nhóm kịch Thúy Nga    | Hài kịch   | Kiều Linh, Quốc Anh, Mỹ Huyền, Kỳ Duyên                                                             | Paris By Night 54  | 2000 |
| 11  | Lá Sầu Riêng Đông Lạnh                    | Nhóm kịch Thúy Nga    | Hài kịch   | Quang Minh, Hồng Đào, Trang Thanh Lan, Mỹ Trinh, Mỹ Huyền                                           | Paris By Night 55  | 2000 |
| 12  | Xoay Chuyển Số Mệnh                       | Nhóm kịch Thúy Nga    | Hài kịch   | Quang Minh, Hồng Đào, Trang Thanh Lan                                                               | Paris By Night 56  | 2000 |
| 13  | Võ Tòng Sát Tẩu                           | Nhóm kịch Thúy Nga    | Hài kịch   | Quang Minh, Hồng Đào, Trang Thanh Lan, Chí Tài, Kiều Linh                                           | Paris By Night 57  | 2000 |
| 14  | Đam Mê Sân khấu                           | Nhóm kịch Thúy Nga    | Hài kịch   | Quang Minh, Hồng Đào, Trang Thanh Lan, Chí Tài                                                      | Paris By Night 58  | 2001 |
| 15  | Chung Một Mái Nhà                         | Nhóm kịch Thúy Nga    | Hài kịch   | Quang Minh, Hồng Đào, Trang Thanh Lan, Chí Tài                                                      | Paris By Night 60  | 2001 |
| 16  | Cõi Giang Hồ                              | Nhóm kịch Thúy Nga    | Hài kịch   | Trang Thanh Lan, Chí Tài, Kiều Linh, Bé Mập, Nguyễn Thành, Quốc Tuấn, Hoàng Lê, Lê Quang            | Paris By Night 61  | 2001 |
| 17  | Tái Ngộ Tại Tuyệt Tình Cốc                | Nhóm kịch Thúy Nga    | Hài kịch   | Quang Minh, Hồng Đào, Trang Thanh Lan, Bé Mập, Loan Châu, Nguyễn Thành, Nguyễn Hải, Andy Vũ, Amy Vũ | Paris By Night 61  | 2001 |
| 18  | Tình Không Biên Giới                      | Nhóm kịch Thúy Nga    | Hài kịch   | Quang Minh, Hồng Đào, Trang Thanh Lan, Chí Tài                                                      | Paris By Night 62  | 2001 |
| 19  | Lộng Giả Thành Chân                       | Nhóm kịch Thúy Nga    | Hài kịch   | Quang Minh, Hồng Đào, Trang Thanh Lan, Calvin Hiệp, Trúc Lam                                        | Paris By Night 63  | 2002 |
| 20  | Những Tờ Di Chúc                          | Nhóm kịch Thúy Nga    | Hài kịch   | Quang Minh, Hồng Đào, Trang Thanh Lan, Calvin Hiệp, Trúc Lam                                        | Paris By Night 65  | 2002 |
| 21  | Trần Trừng Trị Tái Xuất Giang Hồ          | Nhóm kịch Thúy Nga    | Hài kịch   | Trang Thanh Lan, Chí Tài, Kiều Linh                                                                 | Paris By Night 66  | 2002 |
| 22  | Lần Đầu Gặp Gỡ                            | Nhóm kịch Thúy Nga    | Hài kịch   | Quang Minh, Hồng Đào, Trang Thanh Lan, Chí Tài                                                      | Paris By Night 67  | 2002 |
| 23  | Tiếng Hát Điêu Thuyền                     | Nhóm kịch Thúy Nga    | Hài kịch   | Quang Minh, Hồng Đào, Chí Tài, Kiều Linh, Calvin Hiệp, Diễm Ngọc                                    | Paris By Night 68  | 2003 |
| 24  | Con Đường Định Mệnh                       | Nhóm kịch Thúy Nga    | Hài kịch   | Quang Minh, Hồng Đào, Kiều Linh, Calvin Hiệp                                                        | Paris By Night 69  | 2003 |
| 25  | Tình Họ Hàng                              | Nhóm kịch Thúy Nga    | Chính kịch | Quang Minh, Hồng Đào, Kiều Linh, Loan Châu                                                          | Paris By Night 70  | 2003 |
| 26  | Đắc Kỷ Trụ Vương                          | Nhóm kịch Thúy Nga    | Hài kịch   | Quang Minh, Hồng Đào, Trang Thanh Lan, Chí Tài, Kiều Linh, Quốc Anh, Thời Danh                      | Paris By Night 71  | 2003 |
| 27  | Chứng Bệnh Nan Y                          | Nhóm kịch Thúy Nga    | Hài kịch   | Trang Thanh Lan, Chí Tài, Kiều Linh, Mai Lan, Uyên Chi                                              | Paris By Night 72  | 2004 |
| 28  | Việt Kiều Hồi Hương                       | Nhóm kịch Thúy Nga    | Hài kịch   | Chí Tài, Kiều Linh, Văn Chung, Minh Phượng, Diễm Ngọc                                               | Paris By Night 73  | 2004 |
| 29  | Nỗi Lòng Người Mẹ                         | Nhóm kịch Thúy Nga    | Chính kịch | Chí Tài, Ngọc Đan Thanh, Mạnh Quỳnh, Mỹ Huyền, Lê Thái Vy                                           | Paris By Night 74  | 2004 |
| 30  | Con Sáo Sang Sông                         | Nhóm kịch Thúy Nga    | Hài kịch   | Hoài Linh, Chí Tài, Kiều Linh, Minh Phượng, Mai Lan, Thời Danh                                      | Paris By Night 75  | 2004 |
| 31  | Gieo Quẻ Đầu Năm                          | Nhóm kịch Thúy Nga    | Hài kịch   | Hoài Linh, Phi Nhung                                                                                | Paris By Night 76  | 2005 |
| 32  | Single Mom                                | Nhóm kịch Thúy Nga    | Hài kịch   | Chí Tài, Minh Phượng, Kevin Phan                                                                    | Paris By Night 76  | 2005 |
| 33  | Ru Lại Câu Hò                             | Hoài Linh             | Hài kịch   | Hoài Linh, Chí Tài                                                                                  | Paris By Night 78  | 2005 |
| 34  | Âm Dương Đôi Đường                        | Nhóm kịch Thúy Nga    | Hài kịch   | Hoài Linh, Chí Tài, Kevin Phan                                                                      | Paris By Night 79  | 2005 |
| 35  | Thà Ăn Mày Hơn Ăn Cướp                    | Nhóm kịch Thúy Nga    | Hài kịch   | Hoài Linh, Trang Thanh Lan                                                                          | Paris By Night 80  | 2006 |
| 36  | Lương Sơn Bá Chúc Anh Đài                 | Nhóm kịch Thúy Nga    | Hài kịch   | Hoài Linh, Chí Tài, Bé Tí                                                                           | Paris By Night 80  | 2006 |
| 37  | Con Đường Nghệ thuật Chông Gai            | Nhóm kịch Thúy Nga    | Hài kịch   | Hoài Linh, Chí Tài, Kiều Linh, Uyên Chi, Bé Tí, Hoài Tâm                                            | Paris By Night 81  | 2006 |
| 38  | Madame Moon Talkshow                      | Hồng Đào              | Hài kịch   | Quang Minh, Hồng Đào                                                                                | Paris By Night 82  | 2006 |
| 39  | Trúng Số Độc Đắc                          | Kiều Oanh             | Hài kịch   | Kiều Oanh, Lê Tín                                                                                   | Paris By Night 82  | 2006 |
| 40  | Gà Què Ăn Quẩn Cối Xay                    | Nhóm kịch Thúy Nga    | Hài kịch   | Chí Tài, Kiều Linh, Phi Nhung, Uyên Chi                                                             | Paris By Night 82  | 2006 |
| 41  | Xin Đừng Yêu Tôi                          | Hữu Lộc               | Hài kịch   | Hoài Linh, Chí Tài, Hương Thủy                                                                      | Paris By Night 82  | 2006 |
| 42  | Tình Quê                                  | Kiều Oanh             | Hài kịch   | Kiều Oanh, Lê Tín                                                                                   | Paris By Night 83  | 2006 |
| 43  | Vietnamese Idols                          | Nhóm kịch Thúy Nga    | Hài kịch   | Hoài Linh, Chí Tài, Kiều Oanh, Lê Tín                                                               | Paris By Night 84  | 2006 |
| 44  | Nỗi Oan Thị Mầu                           | Nhóm kịch Thúy Nga    | Hài kịch   | Chí Tài, Hoài Linh, Kiều Linh, Kiều Oanh, Lê Tín, Uyên Chi                                          | Paris By Night 85  | 2007 |
| 45  | Người Ở Thời Hiện đại                     | -                     | Hài kịch   | Kiều Oanh, Lê Tín, Trang Thanh Lan                                                                  | Paris By Night 86  | 2007 |
| 46  | Mộng Ca Sĩ                                | Hoài Linh, Hữu Lộc    | Hài kịch   | Hoài Linh, Chí Tài, Hữu Lộc, Calvin Hiệp                                                            | Paris By Night 87  | 2007 |
| 47  | Lầm                                       | Hoài Linh             | Hài kịch   | Hoài Linh, Chí Tài                                                                                  | Paris By Night 88  | 2007 |
| 48  | Giọt Lệ Đài Trang                         | -                     | Hài kịch   | Hoài Linh, Chí Tài, Hữu Lộc                                                                         | Paris By Night 89  | 2007 |
| 49  | Chồng Chúa Vợ Tôi                         | Nhóm kịch Thúy Nga    | Hài kịch   | Kiều Linh, Ngọc Đan Thanh, Kiều Oanh, Lê Tín                                                        | Paris By Night 90  | 2007 |
| 50  | Chung Một Mái Nhà                         | Nguyễn Ngọc Ngạn      | Hài kịch   | Chí Tài, Hương Thủy, Bé Tí, Uyên Chi                                                                | Paris By Night 91  | 2008 |
| 51  | Kỳ Phùng Địch Thủ                         | Nguyễn Ngọc Ngạn      | Hài kịch   | Chí Tài, Kiều Linh, Việt Hương, Hoài Tâm                                                            | Paris By Night 92  | 2008 |
| 52  | Mộng Khiêu Vũ                             | Hoài Linh             | Hài kịch   | Hoài Linh, Chí Tài                                                                                  | Paris By Night 93  | 2008 |
| 53  | Thế giới Huyền Bí                         | Nguyễn Ngọc Ngạn      | Hài kịch   | Hoài Linh, Chí Tài, Uyên Chi                                                                        | Paris By Night 94  | 2008 |
| 54  | Về Quê Xưa                                | Nguyễn Ngọc Ngạn      | Hài kịch   | Chí Tài, Việt Hương, Hoài Tâm, Nguyễn Huy                                                           | Paris By Night 95  | 2009 |
| 55  | Áo Em Chưa Mặc Một Lần                    | Nguyễn Ngọc Ngạn      | Hài kịch   | Chí Tài, Thúy Nga, Bé Tí, Bằng Kiều                                                                 | Paris By Night 96  | 2009 |
| 56  | Tìm Vợ                                    | -                     | Hài kịch   | Việt Hương, Hoài Tâm                                                                                | Paris By Night 97  | 2009 |
| 57  | Trẻ Mãi Không Già                         | Nguyễn Ngọc Ngạn      | Hài kịch   | Chí Tài, Thúy Nga, Bé Tí, Hương Thủy                                                                | Paris By Night 98  | 2009 |
| 58  | Thiên Đàng Không Phải Là Đây              | Nguyễn Ngọc Ngạn      | Hài kịch   | Chí Tài,Thúy Nga, Bé Tí, Hương Thủy                                                                 | Paris By Night 99  | 2010 |
| 59  | Sao Em Nỡ Vội Lấy Tiền                    | Nguyễn Ngọc Ngạn      | Hài kịch   | Chí Tài, Bằng Kiều, Thúy Nga, Hưởng Thủy                                                            | Paris By Night 100 | 2010 |
| 60  | Nếu Điều Đó Xảy Ra                        | Nguyễn Ngọc Ngạn      | Chính kịch | Quang Lê, Minh Tuyết, Lương Tùng Quang, Mai Thiên Vân, Như Loan, Hương Thủy                         | Paris By Night 100 | 2010 |
| 61  | Đám Cưới Đầu Xuân                         | Nguyễn Ngọc Ngạn      | Hài kịch   | Chí Tài, Bé Tí, Hoài Tâm, Carol Kim, Tom Treutler                                                   | Paris By Night 101 | 2011 |
| 62  | Trăm Nhớ Ngàn Thương                      | Hoài Linh             | Hài kịch   | Hoài Linh, Chí Tài                                                                                  | Paris By Night 102 | 2011 |
| 63  | Môn Đăng Hộ Đối                           | Nguyễn Ngọc Ngạn      | Hài kịch   | Chí Tài, Việt Hương, Hoài Tâm, Hương Thủy                                                           | Paris By Night 103 | 2011 |
| 64  | Mình Bắt Đầu Từ Đây                       | Nguyễn Ngọc Ngạn      | Hài kịch   | Chí Tài, Việt Hương, Thúy Nga, Hoài Tâm, Bằng Kiều                                                  | Paris By Night 104 | 2011 |
| 65  | Đệ Tử Chân Truyền                         | Nguyễn Ngọc Ngạn      | Hài kịch   | Việt Hương, Thúy Nga, Hoài Tâm, Bằng Kiều                                                           | Paris By Night 105 | 2012 |
| 66  | Cha Già Dấu Yêu                           | Nguyễn Ngọc Ngạn      | Chính kịch | Chí Tài, Việt Hương, Thúy Nga, Hoài Tâm                                                             | Paris By Night 106 | 2012 |
| 67  | Thể dục Thẩm mỹ                           | Nguyễn Ngọc Ngạn      | Hài kịch   | Chí Tài, Việt Hương, Thúy Nga, Hoài Tâm, Kỳ Duyên, Hằng Ni, Nhật Bình, Nguyễn Ngọc Ngạn             | Paris By Night 107 | 2013 |
| 68  | Hoa hậu Phu Nhân                          | Nguyễn Ngọc Ngạn      | Hài kịch   | Chí Tài, Việt Hương, Thúy Nga, Hoài Tâm, Nguyên Khoa                                                | Paris By Night 108 | 2013 |
| 69  | Tấm Cám Vượt Thời Gian                    | Nguyễn Ngọc Ngạn      | Hài kịch   | Chí Tài, Việt Hương, Thúy Nga, Hoài Tâm, Hương Thủy                                                 | Paris By Night 109 | 2013 |
| 70  | -                                         | -                     | Hài kịch   | Hoài Linh, Chí Tài                                                                                  | Paris By Night 110 | 2014 |
| 71  | Ông Táo Chầu Trời                         | Nguyễn Ngọc Ngạn      | Hài kịch   | Bảo Quốc, Việt Hương, Thúy Nga, Hoài Tâm, Nguyên Khoa, Duy Trường                                   | Paris By Night 110 | 2014 |
| 72  | Xàm Xí                                    | -                     | Hài kịch   | Hoài Linh, Chí Tài, Việt Hương, Thúy Nga                                                            | Paris By Night 111 | 2014 |
| 73  | Cuộc thi Tài Năng Vi Vu                   | Nụ cười Mới           | Hài kịch   | Chí Tài, Việt Hương, Hoài Tâm, Thúy Nga, Long Đẹp Trai                                              | Paris By Night 112 | 2014 |
| 74  | Duyên Lạ Đêm Xuân                         | -                     | Hài kịch   | Quang Minh, Hồng Đào                                                                                | Paris By Night 113 | 2015 |
| 75  | Đại Hội Táo Quân                          | -                     | Hài kịch   | Chí Tâm, Hoài Tâm, Thúy Nga, Kiều Linh, Duy Trường                                                  | Paris By Night 113 | 2015 |
| 76  | Tình Rồng Duyên Tiên                      | Hồng Đào              | Hài kịch   | Quang Minh, Hồng Đào, Bằng Kiều, Diễm Sương                                                         | Paris By Night 114 | 2015 |
| 77  | Nha Sĩ Phục Hận                           | Nguyễn Ngọc Ngạn      | Hài kịch   | Chí Tài, Việt Hương, Hoài Tâm, Hương Thủy                                                           | Paris By Night 115 | 2015 |
| 78  | Tô Ánh Nguyệt Remix                       | Trấn Thành            | Hài kịch   | Trấn Thành, Anh Đức, Ngọc Giàu                                                                      | Paris By Night 116 | 2015 |
| 79  | High Tech Hay Low Tech                    | Hồng Đào              | Hài kịch   | Quang Minh, Hồng Đào, Mai Tiến Dũng, Daniel Phú                                                     | Paris By Night 116 | 2015 |
| 80  | Thần Chém Thần Gió                        | Trường Giang          | Hài kịch   | Chí Tài, Trường Giang                                                                               | Paris By Night 116 | 2015 |
| 81  | Gia đình Tuổi Thân                        | Hoàng Khánh           | Hài kịch   | Hoài Linh, Việt Hương, Hoài Tâm, Anh Đức                                                            | Paris By Night 116 | 2015 |
| 82  | Chuyến Xe Cuối Cùng                       | Hoàng Khánh           | Hài kịch   | Hoài Linh, Chí Tài, Thúy Nga, Hoàng Khánh                                                           | Paris By Night 116 | 2015 |
| 83  | Đòi Nợ Cuối Năm                           | Nguyễn Ngọc Ngạn      | Hài kịch   | Việt Hương, Thúy Nga, Hoài Tâm, Nhật Bình                                                           | Paris By Night 117 | 2016 |
| 84  | Fan Cuồng                                 | Trường Giang          | Hài kịch   | Hoài Linh, Chí Tài, Trường Giang, Đức Huy                                                           | Paris By Night 118 | 2016 |
| 85  | Thần Tiên Cũng Nổi Điên                   | Trường Giang          | Hài kịch   | Hoài Linh, Chí Tài, Thúy Nga, Trường Giang, Hoài Tâm                                                | Paris By Night 119 | 2016 |
| 86  | Muộn Màng                                 | Trường Giang          | Chính kịch | Hoài Linh, Chí Tài, Thanh Hằng, Trường Giang                                                        | Paris By Night 119 | 2016 |
| 87  | Kế Hoạch Hoàn Hảo                         | Huỳnh Tấn Khoa        | Hài kịch   | Hoài Linh, Chí Tài, Thúy Nga, Trường Giang, Hoài Tâm                                                | Paris By Night 120 | 2016 |
| 88  | Những Ước Mơ Nhỏ Nhoi                     | Trường Giang          | Chính kịch | Hoài Linh, Chí Tài, Trường Giang                                                                    | Paris By Night 120 | 2016 |
| 89  | Chuyện Tình Điêu Thuyền                   | Nguyễn Ngọc Ngạn      | Hài kịch   | Chí Tài, Thúy Nga, Hoài Tâm, Bằng Kiều, Hương Thủy, Diễm Sương, Nguyệt Cát                          | Paris By Night 121 | 2017 |
| 90  | Thầy Bói Mù Tái Xuất Giang Hồ             | Nguyễn Ngọc Ngạn      | Hài kịch   | Hoài Linh, Chí Tài, Phi Nhung                                                                       | Paris By Night 121 | 2017 |
| 91  | Nối Lại Duyên Xưa                         | Nguyễn Ngọc Ngạn      | Hài kịch   | Chí Tài, Việt Hương, Hoài Tâm, Hương Thủy, Nguyễn Hồng Nhung                                        | Paris By Night 122 | 2017 |
| 92  | Từ Thiện                                  | Trung Dân             | Hài kịch   | Hoài Linh, Chí Tài, Trung Dân, Thanh Phương                                                         | Paris By Night 123 | 2017 |
| 93  | Bài Học Nhớ Đời                           | Nguyễn Ngọc Ngạn      | Hài kịch   | Chí Tài, Việt Hương, Hoài Tâm, Thúy Nga                                                             | Paris By Night 123 | 2017 |
| 94  | Tết Quê                                   | Trung Dân             | Hài kịch   | Chí Tài, Hoài Tâm, Trung Dân, Thanh Hằng, Quỳnh Hương                                               | Paris By Night 124 | 2018 |
| 95  | Cho Nhau Mùa Xuân                         | Nguyễn Ngọc Ngạn      | Hài kịch   | Chí Tài, Việt Hương, Thúy Nga, Hà Thanh Xuân                                                        | Paris By Night 124 | 2018 |
| 96  | Của Ai                                    | Trung Dân             | Hài kịch   | Hoài Linh, Chí Tài, Trung Dân, Quỳnh Hương                                                          | Paris By Night 126 | 2018 |
| 97  | Làm Đẹp Cho Đời                           | Nguyễn Ngọc Ngạn      | Hài kịch   | Việt Hương, Hoài Tâm, Hương Thủy, Đan Nguyên                                                        | Paris By Night 126 | 2018 |
| 98  | Tình Có Như Không                         | Nguyễn Sinh           | Hài kịch   | Chí Tài, Việt Hương, Hoài Tâm                                                                       | Paris By Night 127 | 2018 |
| 99  | Cầm Kỳ Thi Họa                            | Hồng Đào              | Hài kịch   | Hồng Đào, Trang Thanh Lan, Nguyễn Hồng Nhung, Hà Thanh Xuân                                         | Paris By Night 127 | 2018 |
| 100 | Chuyện ngày 30 Tết                        | Trung Dân             | Hài kịch   | Hoài Linh, Hoài Tâm, Việt Hương, Trung Dân, Chí Tài                                                 | Paris By Night 128 | 2019 |
| 101 | Pháp Sư Trần Phiêu Diêu Tái Xuất Giang Hồ | Nguyễn Ngọc Ngạn      | Hài kịch   | Hoài Linh, Việt Hương, Hà Thanh Xuân                                                                | Paris By Night 128 | 2019 |
| 102 | Một Ngày Ở Tiệm Nail                      | Nguyễn Ngọc Ngạn      | Hài kịch   | Hồng Đào, Việt Hương, Thúy Nga, Hoài Tâm, Hà Thanh Xuân                                             | Paris By Night 129 | 2019 |
| 103 | Má Thích Gì                               | Minh Dự, Tuấn Dũng    | Hài kịch   | Chí Tài, Hoài Linh, Minh Dự, Tuấn Dũng                                                              | Paris By Night 130 | 2020 |
| 104 | Tài Khoản Ngân Hàng                       | Nguyễn Ngọc Ngạn      | Hài kịch   | Chí Tài, Việt Hương, Thúy Nga, Hoài Tâm, Hà Thanh Xuân                                              | Paris By Night 130 | 2020 |
| 105 | Tình Thân Vô Giá                          | Hoàng Khôi            | Hài kịch   | Thúy Nga, Hoài Tâm, Diệp Tiên, Kim Hiền, Phùng Ngọc Huy, Khôi Nguyên                                | Paris By Night 131 | 2021 |
| 106 | Quý Bà Độc Thân                           | Hoàng Khôi, Minh Ngọc | Hài kịch   | Hồng Đào, Minh Nhí, Hoài Tâm, Văn Ruy, Quang Lê, Thiện Ngô                                          | Paris By Night 132 | 2022 |
| 107 | Như Một Cuộc Chia Tay                     | Nhóm Kịch Thúy Nga    | Hài kịch   | Hồng Đào, Trang Thanh Lan, Việt Hương, Hoài Tâm                                                     | Paris By Night 133 | 2022 |
| 108 | Có Duyên Có Nợ, Làm Vợ Luôn Đi            | Minh Dự               | Hài kịch   | Hoài Linh, Minh Dự, Phương Trang, Phạm Tuyết Nhung, Tuấn Phước                                      | Paris By Night 133 | 2022 |
| 109 | Hai Sư Đụng Độ                            | Ngô Thế Đàm           | Hài kịch   | Hoài Linh, Minh Dự, Mạc Văn Khoa, Nam Thư, Gia Linh                                                 | Paris By Night 134 | 2023 |
| 110 | Lời Cảm Ơn Nguyễn Ngọc Ngạn               | Nhóm Kịch Thúy Nga    | Hài kịch   | Hồng Đào, Việt Hương, Hoài Tâm, Thuận Nguyễn                                                        | Paris By Night 134 | 2023 |
| 111 | Mãi Mãi Bên Em                            | Minh Dự               | Hài kịch   | Hồng Đào, Anh Dũng, Minh Dự, Thiện Ngô                                                              | Paris By Night 135 | 2023 |
| 112 | Hoa Hậu Kén Chồng                         | Huỳnh Tiến Khoa       | Hài kịch   | Hoài Linh, Việt Hương, Hoài Tâm, Hoàng Phi                                                          | Paris By Night 136 | 2024 |
| 113 | Cô Đơn Trên Salon                         | Gia Linh              | Hài kịch   | Hoài Linh, Trung Dân, Minh Dự, Gia Linh                                                             | Paris By Night 136 | 2024 |
| 114 | Vị Khách Khó Chiều                        | Nhóm Kịch Thúy Nga    | Hài kịch   | Hoài Linh, Minh Dự, Huỳnh Tiến Khoa                                                                 | Paris By Night 137 | 2024 |
| 115 | Chuyến Xe Thiện Lành                      | Nhóm Kịch Thúy Nga    | Hài kịch   | Hoài Linh, Hoài Tâm, Phương Trang                                                                   | Paris By Night 137 | 2024 |
| 116 | Tiệm Trà Náo Nhiệt                        | Minh Dự               | Hài kịch   | Hoài Linh, Thanh Hằng, Văn Ruy, Phương Loan, Minh Dự                                                | Paris By Night 138 | 2025 |
| 117 | Mãi Mãi Thanh Xuân                        | Nhóm Kịch Thúy Nga    | Chính kịch | Hoài Linh, Thúy Nga, Võ Thành Tâm, Phương Trang, Thiện Ngô, Kha Trần                                | Paris By Night 138 | 2025 |

### Cải lương
Trước khi sản xuất các sản phẩm Paris By Night, Trung tâm Thúy Nga đã từng phát hành các vở tuồng cải lương dài. Khi sản xuất Paris By Night, Trung tâm Thúy Nga cũng muốn dựng lại các vở tuồng cải lương dưới dạng trích đoạn khoảng 30 phút, nhằm đem lại sự mới lạ cho chương trình và cũng mong muốn duy trì bộ môn nghệ thuật này tại hải ngoại. Các tiết mục cải lương trên Paris By Night không nhiều, và thường xuất hiện khi chương trình không có tiết mục hài kịch
| STT | Tên trích đoạn        | Tên tuồng cải lương              | Tác giả               | Nghệ sĩ                                                                                  | Chương trình       | Năm  |
| --- | --------------------- | -------------------------------- | --------------------- | ---------------------------------------------------------------------------------------- | ------------------ | ---- |
| 1   | Duyên Nợ Chợ Trời     | Số Đỏ                            | Quy Sắc, Đức Phú      | Chí Tâm, Hương Lan                                                                       | Paris By Night 36  | 1996 |
| 2   | Tuyệt Tình Ca         | Tuyệt Tình Ca (Ông Cò Quận Chín) | Hoa Phượng, Ngọc Diệp | Thành Được, Phượng Liên                                                                  | Paris By Night 52  | 1999 |
| 3   | Duyên Kiếp            | Duyên Kiếp                       | Hoàng Song Việt       | Thanh Hằng, Phi Nhung, Hương Thủy, Kim Tiểu Long                                         | Paris By Night 122 | 2017 |
| 4   | Tiếng Hạc Trong Trăng | Tiếng Hạc Trong Trăng            | Yên Ba, Loan Thảo     | Như Quỳnh, Kim Tiểu Long, Hoài Tâm                                                       | Paris By Night 125 | 2018 |
| 5   | Tiếng Trống Mê Linh   | Tiếng Trống Mê Linh              | Vĩnh Điền, Quang Nhã  | Phượng Mai                                                                               | Paris By Night 127 | 2018 |
| 6   | Tình Người Kiếp Rắn   |                                  | Ngọc Huyền            | Ngọc Huyền, Hương Thủy                                                                   | Paris By Night 136 | 2024 |
| 7   | Bà Huyện Xử Án        |                                  | Hữu Lộc, Kha Tuấn     | Hoài Linh, Thanh Hằng, Hương Lan, Phương Hồng Thủy, Châu Tuấn, Minh Nhí, Huỳnh Tiến Khoa | Paris By Night 138 | 2025 |

### Trình diễn thời trang
Trình diễn thời trang là một nét đặc sắc của Paris By Night từ những chương trình đầu tiên. Chủ yếu các bộ sưu tập được trình diễn trên Paris By Night là áo dài. Trước kia, các người mẫu là người thể hiện các bộ sưu tập áo dài. Những chương trình gần đây, ngoài các người mẫu, các ca sĩ cũng tham gia trình diễn thời trang dưới hình thức vừa catwalk vừa hát.
| STT | Nhạc nền                                                    | Tác giả                                                                 | Bộ sưu tập | Nhà thiết kế                        | Ca sĩ | Người mẫu | Chương trình       | Năm  |
| --- | ----------------------------------------------------------- | ----------------------------------------------------------------------- | ---------- | ----------------------------------- | --- | --- | ------------------ | ---- |
| 1   | -                                                           | -                                                                       | Áo dài     | Thành Lễ                            | - | có | Paris By Night 7   | 1989 |
| 2   | -                                                           | -                                                                       | Áo dài     | Cathy Lê Minh Ánh                   | - | có | Paris By Night 9   | 1989 |
| 3   | -                                                           | -                                                                       | Áo dài     | Thành Lễ                            | - | có | Paris By Night 11  | 1990 |
| 4   | LK Yêu Em Bốn Mùa                                           | -                                                                       | Áo dài     | -                                   | Dalena, Bảo Hân, Hương Thơ, Phi Phi, Jenny Loan, Ngọc Thúy, Mỹ Lan, Shayla Kim | - | Paris By Night 24  | 1993 |
| 5   | LK Quỳnh Hương                                              | -                                                                       | Áo dài     | -                                   | Linh Chi, Phi Phi, Mỹ Lan, Bảo Hân, Ngọc Thúy, Mai Vi, Jenny Loan, Phương Loan | - | Paris By Night 29  | 1994 |
| 6   | Chúc Mừng                                                   | Lam Phương                                                              | Áo dài     | Erik Lưu                            | Như Quỳnh, Lynda Trang Đài, Trúc Linh, Trúc Lam, Bảo Hân, Châu Ngọc, Bảo Ngọc, Hoàng Lan, Mỹ Huyền, Thiên Kim, Phương Vy | - | Paris By Night 46  | 1998 |
| 7   | -                                                           | -                                                                       | Áo dài     | Calvin Hiệp                         | - | có | Paris By Night 57  | 2000 |
| 8   | Bốn Màu Áo                                                  | Anh Thy, Thanh Viên                                                     | Áo dài     | Calvin Hiệp                         | Như Quỳnh, Lynda Trang Đài, Bảo Hân, Phi Phi, Trúc Lam, Trúc Linh, Loan Châu, Yến Mai | - | Paris By Night 57  | 2000 |
| 9   | Tuổi Đá Buồn                                                | Trịnh Công Sơn                                                          | Áo dài     | Calvin Hiệp                         | Như Quỳnh, Lynda Trang Đài, Loan Châu, Bảo Hân, Châu Ngọc, Trúc Lam, Trúc Linh, Thiên Kim, Như Loan, Tracy Phạm | - | Paris By Night 62  | 2001 |
| 10  | Tình khúc Cho Em                                            | Lê Uyên Phương                                                          | Áo dài     | Calvin Hiệp                         | Như Quỳnh, Lynda Trang Đài, Loan Châu, Bảo Hân, Như Loan, Trúc Lam, Trúc Linh, Châu Ngọc, Tú Quyên, Tracy Phạm | - | Paris By Night 63  | 2002 |
| 11  | Tìm Về Phố Xưa                                              | Nhật Trung                                                              | Áo dài     | Calvin Hiệp                         | Lynda Trang Đài, Loan Châu, Bảo Hân, Như Loan, Trúc Lam, Trúc Linh, Tú Quyên, Minh Tuyết, Tâm Đoan, Phi Nhung | - | Paris By Night 71  | 2003 |
| 12  | LK Ghé Bến Sài Gòn, Sài Gòn                                 | Văn Phụng, Y Vân                                                        | Áo dài     | Calvin Hiệp                         | Như Quỳnh, Bảo Hân, Loan Châu, Như Loan, Minh Tuyết, Tâm Đoan, Hương Thủy, Hồ Lệ Thu | - | Paris By Night 75  | 2004 |
| 13  | LK Xuân vui ca, Chúc Mừng Xuân                              | Nguyễn Hiền, Thanh Sơn                                                  | Áo dài     | Calvin Hiệp                         | Bảo Hân, Như Loan, Tú Quyên, Minh Tuyết, Hồ Lệ Thu, Ngọc Liên, La Sương Sương, Tâm Đoan | - | Paris By Night 80  | 2006 |
| 14  | Sao Em Nỡ Vội Lấy Chồng                                     | Trần Tiến                                                               | Áo dài     | Tường Khuê                          | Như Quỳnh, Loan Châu, Minh Tuyết, Hà Phương, Hương Thủy, Thanh Trúc, Tú Quyên, Ngọc Liên | - | Paris By Night 84  | 2006 |
| 15  | Những con đường tình yêu                                    | -                                                                       | Dạ hội     | Chloe Đào                           | Trần Thu Hà (không trình diễn trên sân khấu) | có | Paris By Night 84  | 2006 |
| 16  | Những Bước Chân Âm Thầm                                     | Y Vân, Kim Tuấn                                                         | Áo dài     | Calvin Hiệp                         | Bảo Hân, Như Loan, Loan Châu, Thanh Trúc, Trúc Lam, Trúc Linh, Minh Tuyết, Tú Quyên, Shayla Kim, Hồ Lệ Thu | - | Paris By Night 84  | 2006 |
| 17  | LK Chiều Xuân, Thì Thầm Mùa Xuân                            | Ngọc Châu                                                               | Áo dài     | Calvin Hiệp, Tường Khuê             | Bảo Hân, Như Loan, Loan Châu, Thanh Trúc, Minh Tuyết, Tú Quyên, Hồ Lệ Thu, Hương Thủy, Hà Phương, Tâm Đoan | - | Paris By Night 85  | 2007 |
| 18  | Ảo Ảnh                                                      | Y Vân                                                                   | Áo dài     | Calvin Hiệp, Thái Nguyễn            | Trần Thu Hà (không trình diễn trên sân khấu) | có | Paris By Night 89  | 2007 |
| 19  | LK Nhạt Nắng, Biển nhớ                                      | Y Vân, Xuân Lôi, Trịnh Công Sơn                                         | Áo dài     | Calvin Hiệp, Thái Nguyễn            | Bảo Hân, Như Loan, Minh Tuyết, Tú Quyên, Hồ Lệ Thu, Hương Thủy, Trúc Lam, Trúc Linh, Lynda Trang Đài, Thanh Hà, Ngọc Liên, Quỳnh Vi, Thùy Vân, Nguyệt Anh                                                                            | - | Paris By Night 95  | 2009 |
| 20  | LK Buồn Vương Màu Áo, Tà Áo Cưới                            | Ngọc Trọng, Hoàng Thi Thơ                                               | Áo dài     | Việt Hùng, Thái Nguyễn              | Phạm Quốc Thái, Đình Bảo (không trình diễn trên sân khấu) | có | Paris By Night 106 | 2012 |
| 21  | LK Mùa Thu Trong Mưa, Búp bê không tình yêu                 | Trường Sa, LV: Vũ Xuân Hùng                                             | Áo dài     | Calvin Hiệp, Thái Nguyễn            | Như Quỳnh, Như Loan, Minh Tuyết, Hương Thủy, Thanh Hà, Hạ Vy, Quỳnh Vi, Lam Anh, Tóc Tiên, Diễm Sương, Ngọc Anh, Mai Thiên Vân, Hương Giang, Kỳ Phương Uyên                                                                          | - | Paris By Night 106 | 2012 |
| 22  | LK Xin Đừng Trách Đa Đa, Mưa trên phố Huế, Em Đi Chùa Hương | Võ Đông Điền, Minh Kỳ, Tôn Nữ Thụy Khương, Trung Đức, Nguyễn Nhược Pháp | Áo dài     | Thái Nguyễn, Việt Hùng, Calvin Hiệp | Như Quỳnh, Bảo Hân, Như Loan, Châu Ngọc, Minh Tuyết, Hồ Lệ Thu, Hương Thủy, Hạ Vy, Tóc Tiên, Thu Phương, Diễm Sương, Mai Thiên Vân, Lam Anh, Kỳ Phương Uyên, Hương Giang, Ánh Minh                                                   | - | Paris By Night 109 | 2013 |
| 23  | LK Áo Hoa, Tình                                             | Trần Quang Lộc, Văn Phụng                                               | Áo dài     | Đinh Văn Thơ                        | Quang Lê, Ngọc Anh (không trình diễn trên sân khấu) | có | Paris By Night 111 | 2014 |
| 24  | Nét Đẹp Á Đông                                              | Dương Khắc Linh                                                         | Áo dài     | Thái Nguyễn                         | Như Quỳnh, Minh Tuyết, Thanh Hà, Hương Thủy, Hạ Vy, Tâm Đoan, Quỳnh Vi, Diễm Sương, Mai Thiên Vân, Lam Anh, Hương Giang, Ánh Minh | - | Paris By Night 115 | 2015 |
| 25  | Catwalk                                                     | Nguyễn Hữu Đức                                                          | Áo dài     | Thái Nguyễn                         | Như Loan, Ngọc Anh, Hạ Vy, Diễm Sương, Lam Anh, Hoàng Nhung | - | Paris By Night 116 | 2015 |
| 26  | Cùng Một Kiếp Hoa                                           | Võ Đức Phấn                                                             | Áo dài     | Calvin Hiệp                         | Như Loan, Diễm Sương, Minh Tuyết, Hương Thủy, Lam Anh, Hoàng Nhung | - | Paris By Night 117 | 2016 |
| 27  | Đưa Em Xuống Thuyền                                         | Hoàng Thi Thơ                                                           | Áo dài     | Thái Nguyễn                         | Minh Tuyết, Mai Thiên Vân, Tâm Đoan, Hương Thủy, Hạ Vy, Nguyễn Hồng Nhung, Hoàng Nhung, Phi Nhung, Châu Ngọc Hà | - | Paris By Night 119 | 2016 |
| 28  | LK Nếu Xuân Này Vắng Anh, Khúc Nhạc Ngày Xuân               | Bảo Thu, Nhật Bằng                                                      | Áo dài     | Thái Nguyễn                         | Minh Tuyết, Lam Anh, Diễm Sương, Nguyễn Hồng Nhung, Hoàng Nhung, Don Hồ, Mai Tiến Dũng, Đan Nguyên, Lương Tùng Quang, Lê Anh Tuấn | - | Paris By Night 121 | 2017 |
| 29  | Duyên Phận                                                  | Thái Thịnh                                                              | Áo dài     | Thái Nguyễn, Tường Khuê             | Như Quỳnh, Hương Thủy, Hạ Vy, Phi Nhung, Diễm Sương, Quỳnh Vi, Hoàng Nhung, Mai Thiên Vân, Lam Anh, Châu Ngọc Hà, Hà Thanh Xuân | - | Paris By Night 122 | 2017 |
| 30  | Anh Cho Em Mùa Xuân                                         | Nguyễn Hiền, Kim Tuấn                                                   | Áo dài     | Thái Nguyễn                         | Minh Tuyết, Hương Thủy, Hạ Vy, Mai Thiên Vân, Hoàng Nhung, Diễm Sương, Hà Thanh Xuân, Châu Ngọc Hà | - | Paris By Night 124 | 2018 |
| 31  | Vào Hạ                                                      | Lê Hựu Hà                                                               | Áo dài     | Thái Nguyễn, Calvin Hiệp            | Hương Thủy, Kỳ Phương Uyên, Hoàng Nhung, Hà Thanh Xuân, Tâm Đoan, Loan Châu, Như Ý, Hạ Vy, Lam Anh, Trúc Lam, Trúc Linh, Như Loan, Diễm Sương, Băng Tâm, Mai Thiên Vân, Nguyễn Hồng Nhung, Phi Nhung, Quỳnh Vi, Ngọc Anh, Minh Tuyết | - | Paris By Night 128 | 2019 |
| 32  | Dáng Lụa Cung Tơ                                            | Đức Trí                                                                 | Áo dài     | Việt Hùng                           | Hoàng Anh Khang | Loan Châu, Minh Tuyết, Ngọc Anh, Hương Thủy, Như Loan, Như Ý, Diễm Sương, Quỳnh Vi, Hoàng Nhung, Châu Ngọc Hà, Băng Tâm, Hoàng Mỹ An | Paris By Night 129 | 2019 |
| 33  | Nỗi Buồn Con Gái                                            | Nhật Ngân                                                               | Áo dài     | Việt Hùng                           | Minh Tuyết, Ngọc Anh, Hương Thủy, Như Loan, Như Ý, Diễm Sương, Quỳnh Vi, Băng Tâm, Hoàng Mỹ An, Lam Anh, Hạ Vy, Hà Thanh Xuân | - | Paris By Night 130 | 2020 |
| 34  | Yêu Và Mơ                                                   | Văn Phụng                                                               | Áo dài     | Anna Hạnh Lê                        | Ngọc Anh, Hương Thủy, Như Ý, Diễm Sương, Quỳnh Vi, Băng Tâm, Hoàng Mỹ An, Lam Anh, Hoàng Nhung, Châu Ngọc Hà, Tâm Đoan, Phương Yến Linh                                                                                              | - | Paris By Night 132 | 2022 |
| 35  | Hình Ảnh Người Em Không Đợi                                 | Hoàng Thi Thơ                                                           | Áo dài     | Việt Hùng                           | Nguyễn Hồng Nhung, Minh Tuyết, Quỳnh Vi, Lam Anh, Như Loan, Phương Yến Linh, Hạ Vy, Hoàng Mỹ An, Hương Thủy, Kỳ Phương Uyên, Châu Ngọc Hà, Băng Tâm                                                                                  | - | Paris By Night 133 | 2022 |
| 36  | Cánh Hồng Phai                                              | Dương Khắc Linh, Hoàng Huy Long                                         | Áo dài     | Việt Hùng                           | Hoàng Mỹ An, Như Loan, Kỳ Phương Uyên, Thanh Hà, Như Ý, Hương Thuỷ, Hà Thanh Xuân, Băng Tâm, Ngọc Anh, Nguyễn Hồng Nhung, Minh Tuyết, Lam Anh                                                                                        | - | Paris By Night 134 | 2023 |

### Các phần nối giữa các tiết mục chính
Các phần nối giữa các tiết mục chính là các phần của MC như lời ngỏ, phỏng vấn nghệ sĩ, cắt nghĩa văn hóa - nghệ thuật, đọc thư khán giả, kể chuyện cười, đố vui, hậu trường sân khấu. Trong đó, phần cắt nghĩa, giải thích văn hóa - nghệ thuật là một phần được rất nhiều khán giả chú ý, vì nó mang đến những kiến thức văn hóa truyền thống cho các thế hệ sau tại hải ngoại muốn biết về văn hóa Việt Nam. Rất nhiều câu chuyện, điển tích, điển cố, thành ngữ, phong tục,... đã được giải thích một cách cặn kẽ và rõ hiểu trên Paris By Night; nhất là những chương trình Paris By Night chủ đề về Tết Cổ truyền Việt Nam.
Danh sách nghệ sĩ tham gia phần Đố vui khán giả:
| Chương trình       | Nghệ sĩ |
| ------------------ | --- |
| Paris By Night 98  | Nguyễn Ngọc Ngạn, Nguyễn Cao Kỳ Duyên |
| Paris By Night 100 | Nguyễn Ngọc Ngạn, Nguyễn Cao Kỳ Duyên |
| Paris By Night 101 | Nguyễn Ngọc Ngạn, Nguyễn Cao Kỳ Duyên, Quang Lê, Mai Thiên Vân                                                                            |
| Paris By Night 102 | Nguyễn Ngọc Ngạn, Nguyễn Cao Kỳ Duyên, Bằng Kiều, Thanh Hà, Hương Lan                                                                     |
| Paris By Night 104 | Nguyễn Ngọc Ngạn, Nguyễn Cao Kỳ Duyên |
| Paris By Night 105 | Nguyễn Ngọc Ngạn, Nguyễn Cao Kỳ Duyên |
| Paris By Night 106 | Nguyễn Ngọc Ngạn, Nguyễn Cao Kỳ Duyên, Quang Lê, Lam Anh                                                                                  |
| Paris By Night 107 | Nguyễn Ngọc Ngạn, Nguyễn Cao Kỳ Duyên, Hương Lan                                                                                          |
| Paris By Night 108 | Nguyễn Ngọc Ngạn, Nguyễn Cao Kỳ Duyên, Thế Sơn, Lam Anh, Quỳnh Vi                                                                         |
| Paris By Night 109 | Nguyễn Ngọc Ngạn, Nguyễn Cao Kỳ Duyên, Trần Thái Hòa, Quang Lê                                                                            |
| Paris By Night 110 | Nguyễn Ngọc Ngạn, Nguyễn Cao Kỳ Duyên, Quang Lê, Tuấn Vũ                                                                                  |
| Paris By Night 111 | Nguyễn Ngọc Ngạn, Nguyễn Cao Kỳ Duyên, Hoài Tâm, Việt Hương                                                                               |
| Paris By Night 112 | Nguyễn Ngọc Ngạn, Nguyễn Cao Kỳ Duyên |
| Paris By Night 113 | Nguyễn Cao Kỳ Duyên, Hương Thủy, Tuấn Quỳnh, Trịnh Lam, Bảo Khánh, Kỳ Phương Uyên                                                         |
| Paris By Night 114 | Nguyễn Ngọc Ngạn, Nguyễn Cao Kỳ Duyên |
| Paris By Night 115 | Nguyễn Ngọc Ngạn, Nguyễn Cao Kỳ Duyên, Quang Lê, Bằng Kiều                                                                                |
| Paris By Night 116 | Nguyễn Cao Kỳ Duyên, Việt Hương, Trấn Thành, Hương Thủy, Hoàng Nhung, Ngọc Ngữ                                                            |
| Paris By Night 117 | Nguyễn Ngọc Ngạn, Nguyễn Cao Kỳ Duyên |
| Paris By Night 118 | Nguyễn Cao Kỳ Duyên, Nguyễn Mạnh Cường |
| Paris By Night 119 | Nguyễn Ngọc Ngạn, Nguyễn Cao Kỳ Duyên, Tuấn Vũ, Quang Lê                                                                                  |
| Paris By Night 120 | Nguyễn Ngọc Ngạn, Nguyễn Cao Kỳ Duyên, Tâm Đoan, Ngọc Anh, Mai Thiên Vân                                                                  |
| Paris By Night 121 | Nguyễn Ngọc Ngạn, Nguyễn Cao Kỳ Duyên, Lương Tùng Quang, Quỳnh Vi, Mai Quốc Huy, Châu Ngọc Hà, Lam Anh, Tâm Đoan, Ngọc Anh, Mai Thiên Vân |
| Paris By Night 122 | Nguyễn Ngọc Ngạn, Nguyễn Cao Kỳ Duyên, Diễm Sương, Lê Anh Tuấn, Thiên Tôn, Châu Ngọc Hà, Lam Anh                                          |
| Paris By Night 123 | Nguyễn Ngọc Ngạn, Nguyễn Cao Kỳ Duyên |
| Paris By Night 124 | Nguyễn Ngọc Ngạn, Nguyễn Cao Kỳ Duyên, Ngọc Anh, Lam Anh                                                                                  |
| Paris By Night 126 | Nguyễn Ngọc Ngạn, Nguyễn Cao Kỳ Duyên, Don Hồ, Hương Thủy, Mạnh Quỳnh, Phi Nhung                                                          |
| Paris By Night 127 | Nguyễn Ngọc Ngạn, Nguyễn Cao Kỳ Duyên, Hạ Vy, Quang Lê, Phi Nhung                                                                         |
| Paris By Night 128 | Nguyễn Ngọc Ngạn, Nguyễn Cao Kỳ Duyên, Phi Nhung, Quang Lê                                                                                |
| Paris By Night 129 | Nguyễn Ngọc Ngạn, Nguyễn Cao Kỳ Duyên |
| Paris By Night 130 | Nguyễn Ngọc Ngạn, Nguyễn Cao Kỳ Duyên |
| Paris By Night 132 | Nguyễn Cao Kỳ Duyên, Ngọc Hân |
| Paris By Night 133 | Nguyễn Cao Kỳ Duyên, Ngọc Hân |
| Paris By Night 134 | Nguyễn Cao Kỳ Duyên, Ngọc Hân |
| Paris By Night 135 | Quỳnh Giang, Ngọc Hân |
| Paris By Night 136 | Quỳnh Giang, Ngọc Hân |
| Paris By Night 137 | Quỳnh Giang, Ngọc Hân |
| Paris By Night 138 | Nguyễn Cao Kỳ Duyên, Ngọc Hân |

### Nhà tài trợ
Những năm đầu khi sản xuất các chương trình Paris By Night, Trung tâm Thúy Nga không nhận bất kỳ sự bảo trợ nào từ các nhà tài trợ. Các cuốn băng Paris By Night cũ chỉ để một quảng cáo duy nhất là Thẩm mỹ viên Hạnh Phước - thân hữu lâu năm của gia đình Thúy Nga. Kể từ Paris By Night 98, Trung tâm Thúy Nga lồng ghép việc quảng cáo các nhà tài trợ thông qua chương trình đố vui khán giả. Đến Paris By Night 106, Trung tâm Thúy Nga lần đầu công bố các nhà tài trợ vàng và kim cương sau bài mở màn các chương trình.
Dưới đây là danh sách các nhà tài trợ chính được công bố trong các chương trình Paris By Night
| STT | Nhà tài trợ                           | Chương trình                                             |
| --- | ------------------------------------- | -------------------------------------------------------- |
| 1   | Lụa Thái Tuấn                         | Paris By Night 106, 109, 115 - 123, 128 - 130, 133 - 134 |
| 2   | FNC                                   | Paris By Night 106                                       |
| 3   | Color Club Nail Polish                | Paris By Night 109                                       |
| 4   | Erno Laszlo                           | Paris By Night 109                                       |
| 5   | Viet Health Food                      | Paris By Night 110                                       |
| 6   | Diamond Island Luxury Resident        | Paris By Night 111                                       |
| 7   | Áo Dài ABC - Đinh Văn Thơ             | Paris By Night 111                                       |
| 8   | Lông Mi Lashes by Daniel Phú          | Paris By Night 112 - 114, 116                            |
| 9   | JADE                                  | Paris By Night 112                                       |
| 10  | Forever Beaumore                      | Paris By Night 113, 126                                  |
| 11  | Miracle Collagen                      | Paris By Night 114                                       |
| 12  | Thanh Hằng Beauty Medi                | Paris By Night 115                                       |
| 13  | RAAS Nutritionals                     | Paris By Night 115                                       |
| 14  | Viện Thẩm Mĩ Khơ Thị                  | Paris By Night 116 - 117, 119 - 120, 123, 130, 134       |
| 15  | Dầu Gió Xanh Hiệu Con Ó - Eagle Brand | Paris By Night 117, 121, 130, 136                        |
| 16  | Tân Hiệp Phát                         | Paris By Night 118 - 124, 126 - 135                      |
| 17  | King's Coffee                         | Paris By Night 120                                       |
| 18  | Dược Hậu Giang                        | Paris By Night 120                                       |
| 19  | To Be Skincare                        | Paris By Night 121 - 125                                 |
| 20  | Nhựa Chợ Lớn                          | Paris By Night 122 - 124                                 |
| 21  | DND Gel                               | Paris By Night 122 - 132, 135 - 138                      |
| 22  | Hưng Phát USA                         | Paris By Night 123                                       |
| 23  | Bệnh Viện Quốc Tế City                | Paris By Night 124                                       |
| 24  | Dr.J's Natural                        | Paris By Night 125                                       |
| 25  | Teletron                              | Paris By Night 125 - 128                                 |
| 26  | Young Healthy Lush by Hằng Lê         | Paris By Night 128 - 130, 132                            |
| 27  | USIS Group                            | Paris By Night 128                                       |
| 28  | Boomer Natural Wellness               | Paris By Night 129                                       |
| 29  | Happyland                             | Paris By Night 129 - 130                                 |
| 30  | Hoàng Gia Pearl                       | Paris By Night 129                                       |
| 31  | Coast Surgery Center                  | Paris By Night 129                                       |
| 32  | Saigon Garden Riverside Village       | Paris By Night 130                                       |
| 33  | Phoenix Bắc Ninh Resort               | Paris By Night 130                                       |
| 34  | Tân Hy Khánh Corp                     | Paris By Night 131                                       |
| 35  | Merryland Quy Nhơn                    | Paris By Night 132 - 134                                 |
| 36  | MABY                                  | Paris By Night 132 - 137                                 |
| 37  | iGel Beauty                           | Paris By Night 133 - 134                                 |
| 38  | Lexor                                 | Paris By Night 133 - 138                                 |
| 39  | Bao D'Lish                            | Paris By Night 133                                       |
| 40  | S365 USA Trading Inc.                 | Paris By Night 133                                       |
| 41  | Dr. Sam                               | Paris By Night 134 - 138                                 |
| 42  | Peer                                  | Paris By Night 134, 136 - 138                            |
| 43  | Nails of America & Milano Nails Spa   | Paris By Night 136                                       |
| 44  | AirTalk by AirVoice Wireless          | Paris By Night 137                                       |